# Südafrika
Die Republik Südafrika (RSA) ist ein Staat im südlichen Afrika. Er ist der am weitesten entwickelte Wirtschaftsraum des afrikanischen Kontinents.
Es gibt drei Hauptstädte: Die Regierung sitzt in Pretoria, das Parlament in Kapstadt und das Oberste Berufungsgericht in Bloemfontein. Die nach Einwohnern größten Metropolen (als Metropolgemeinden) sind Johannesburg, Kapstadt und Durban. Englisch ist die Verkehrssprache des Landes, meistgesprochene Sprache ist jedoch isiZulu, gefolgt von isiXhosa. Daneben sind Afrikaans und weitere sieben Bantu-Sprachen offizielle Sprachen des Landes.
Südafrika gehört als einziger afrikanischer Staat zu den G20-Wirtschaftsmächten und wird zu den neun BRICS-Staaten gezählt. Der Sitz des Parlaments der Afrikanischen Union befindet sich in Johannesburg-Midrand. Südafrika ist eines der Gründungsmitglieder der Vereinten Nationen und zudem Mitglied des Commonwealth of Nations.
Die Republik Südafrika ist ein kulturell diverser Staat, in dem Menschen mehrerer Ethnien leben und der aufgrund dieser Vielfalt oft als „Regenbogennation“ bezeichnet wird. Da die verschiedenen Bevölkerungsgruppen nicht immer konfliktfrei nebeneinander lebten und leben, belasteten im Verlauf der Geschichte vielschichtige Probleme und Unruhen das Verhältnis beispielsweise zwischen der nichteuropäischen Mehrheitsbevölkerung und den europäischstämmigen („weißen“) Einwanderern sowie ihren im Lande geborenen Nachfahren, aber auch zwischen verschiedenen Nationalitäten innerhalb dieser während der Apartheid definierten Gruppen mit gravierenden Auswirkungen auf die Geschichte und Politik des Landes. Die Khoisan-Urbevölkerung, die in Überresten vereinzelt noch als Wildbeuter lebt, ist heute weitgehend marginalisiert.
Die Nasionale Party, Partei der Afrikaans sprechenden Europäischstämmigen – meist niederländischer, teils aber auch deutscher oder französischer Abstammung – gestaltete infolge ihres Wahlsieges im Jahre 1948 alle Bereiche der südafrikanischen Gesellschaft nach dem von ihr vertretenen programmatischen Grundsatz der „getrennten Entwicklung“ um. Diese Entwicklung hatte jedoch bereits zuvor unter den sowohl britisch als auch burisch orientierten Staatsregierungen ihren Anfang genommen und war bis kurz nach der Wahl des gemäßigten und zur Verständigung bereiten Präsidenten Frederik Willem de Klerk offiziell erklärte Staatspolitik. Die Wende in der Politik begann 1990. Sie war eine Folge des jahrelangen Kampfes der benachteiligten Bevölkerungsmehrheit unter politischen Führern wie Nelson Mandela und verlief weitgehend friedlich. Die Wahlen in Südafrika 1994 brachten erstmals ein gleiches Wahlrecht für alle Bürger und veränderten das politische Leben im Land grundlegend.
Der Staat ist einer der wenigen Staaten in Afrika, in denen nichteuropäischen Amtssprachen derart großer Freiraum beigemessen wird und bisher kein Staatsstreich stattgefunden hat. Freie und geheime Wahlen, allerdings nur unter Bevorzugung der weißen Bevölkerung, wurden seit dem 19. Jahrhundert abgehalten. Die Wirtschaft des Staates ist die weitestentwickelte auf dem gesamten afrikanischen Kontinent.

## Geografie

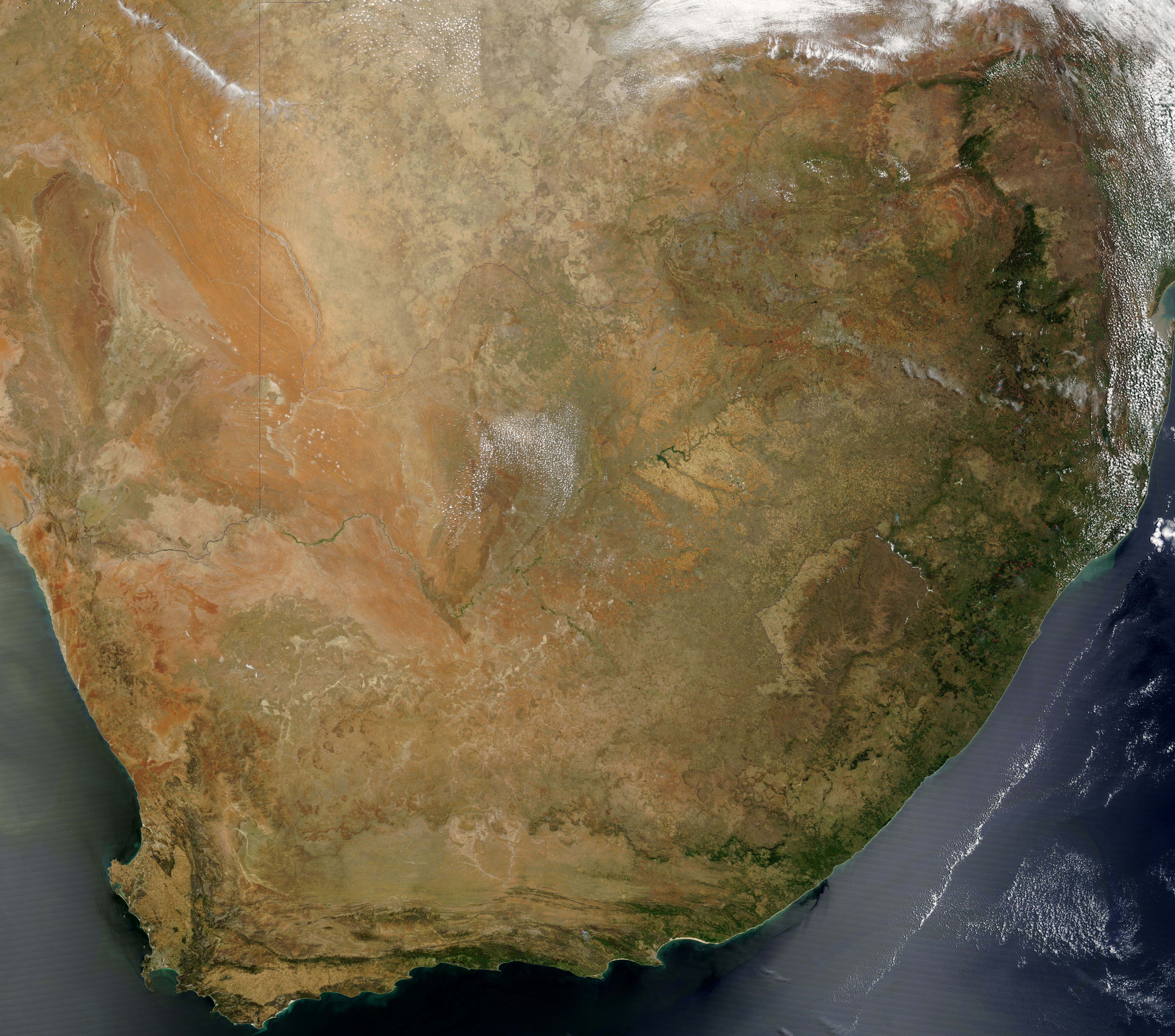
Zusammengesetztes Satellitenbild Südafrikas

### Lage
Im Süden und Südosten grenzt Südafrika an den Indischen Ozean, im Westen an den Atlantischen Ozean. Im Norden liegen die Nachbarstaaten Namibia, Botswana und Simbabwe, nordöstlich Mosambik und im Osten Eswatini. Das Königreich Lesotho wird als Enklave von Südafrika umschlossen.
Das Land liegt am südlichsten Rand des afrikanischen Kontinents zwischen 22 und 35 Grad südlicher Breite sowie zwischen 17 und 33 Grad östlicher Länge (ohne Berücksichtigung der Prinz-Edward-Inseln). Es hat eine über 2500 km lange Küstenlinie an zwei Ozeanen (am Atlantischen und am Indischen Ozean). Südafrika hat eine Fläche von 1.219.912 km²; das entspricht ungefähr dem 3,4-fachen der Fläche Deutschlands. Das Zentralplateau, auch Highveld genannt, liegt 900 Meter bis 2000 Meter über dem Meeresspiegel. Der zur Küste abfallende Landgürtel ist 20 bis 250 km breit und wird Great Escarpment (Groot Randkant, Große Randstufe) genannt. Weite Teile des Landes sind geomorphologisch und petrografisch von den Sedimenten des Karoo-Hauptbeckens bestimmt. Im Norden treten besonders im Bushveld-Komplex magmatische Gesteine und bei Barberton sehr alte Metamorphite (Grünsteinfazies, Serpentinite) zu Tage.

### Landschaften

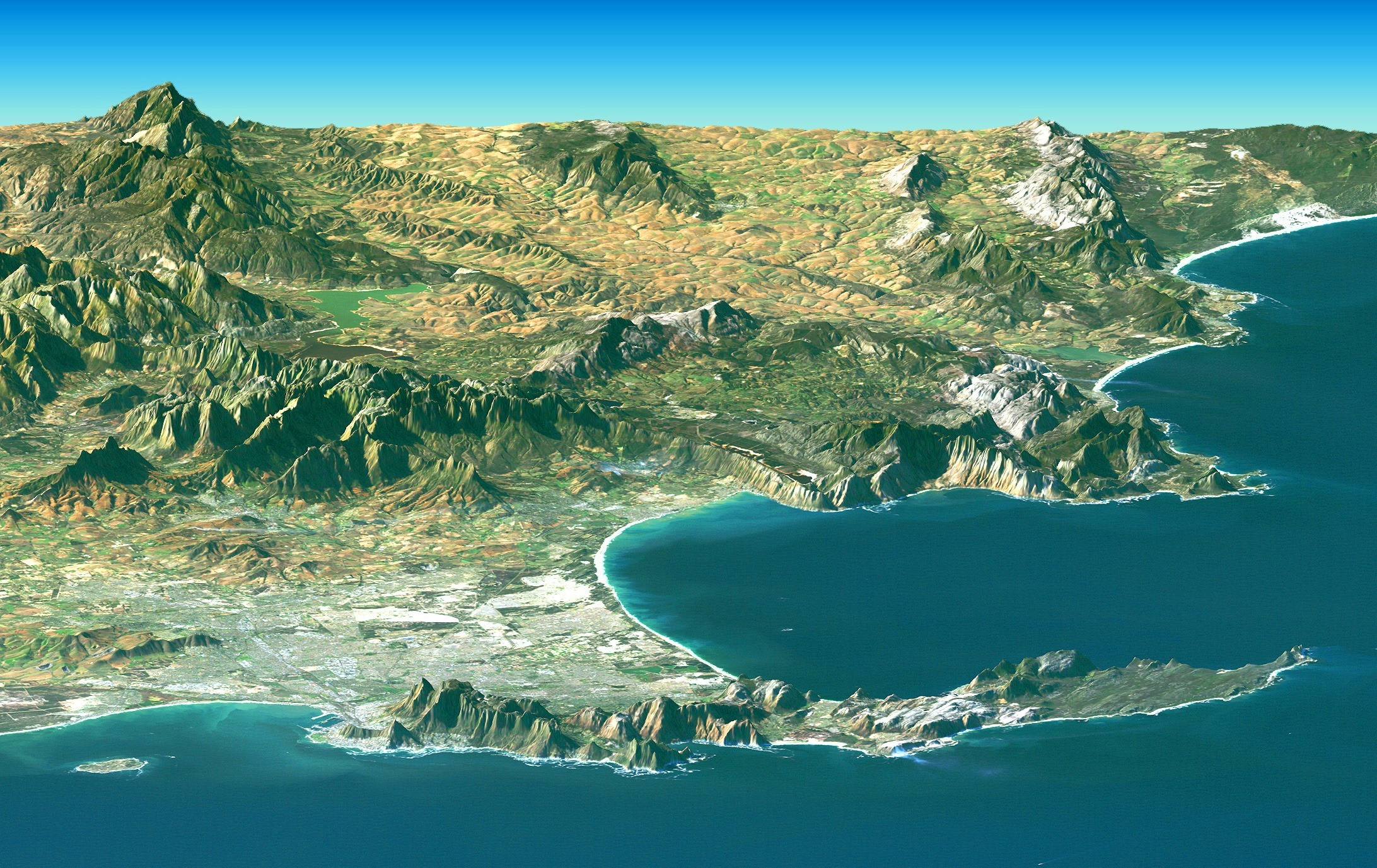
Satellitenbild des Kaps der Guten Hoffnung, künstliche Perspektive

Die Drakensberge durchziehen das Land vom Nordosten bis in die Enklave Lesotho im Südosten, wo sie mit dem Thabana Ntlenyana ihren höchsten Punkt (3482 m) erreichen. Höchster Berg Südafrikas ist der Mafadi mit 3450 m. Nordwestlich von Bloemfontein erstreckt sich die Kalahari-Wüste durch Botswana bis nach Namibia hinein. Am Kap Agulhas, der Südspitze des Kontinents, treffen sich Atlantik und Indischer Ozean, westlich davon liegt das Kap der Guten Hoffnung (Cape of Good Hope oder Kaap van die Goeie Hoop).
Die meisten Flüsse entspringen in den Drakensbergen und fließen nach Osten in Richtung Indischer Ozean. Der mit 2160 km längste Fluss, der Oranje, entspringt ebenfalls in den Drakensbergen, fließt jedoch nach Westen und mündet in den Atlantischen Ozean. Die Augrabiesfälle am Oranje nahe Upington haben eine Breite von rund 150 m und sind etwa 56 m hoch. Weitere wichtige Flüsse sind der Limpopo, der als Grenzfluss zu Botswana, Simbabwe und Mosambik in Nordostrichtung nach rund 1750 km in den Indischen Ozean mündet, und der Vaal (1251 km), ein Nebenfluss des Oranje. Die Wasserstände dieser Flüsse schwanken sehr stark.
Zu Südafrika gehören die Prinz-Edward-Inseln im südlichen Indischen Ozean. Seine territorialen Ansprüche in der Antarktis und auf die Walfischbucht in Namibia gab Südafrika 1994 auf.

### Klima und Vegetationszonen

Klimakarte Südafrikas

Südafrika hat eine große Differenzierung an klimatisch-orographischen Großeinheiten und Vegetationszonen. Sie reichen von extremer Wüste in der Kalahari an der Grenze zu Namibia bis zu subtropischen Lorbeerwäldern im Südosten und an der Grenze zu Mosambik. An der westlichen Küstenzone herrscht ein arides bis stark maritim geprägtes Klima vor. An der Südküste ist das Klima semiarid bis semihumid, was auf das Aufeinandertreffen des kalten Benguelastroms und des warmen Agulhasstroms am Kap der Guten Hoffnung zurückzuführen ist. Das Klima im Landesinneren ist voll- bis semiarid, jedoch nach Osten humider werdend, sodass das Highveld-Plateau zum Teil bereits zum immerfeuchten Ostseitenklima gerechnet werden kann. Dort gedeiht heute anthropogen entstandenes subtropisches Grasland im Osten sowie Halbwüste im Westen, die im Norden in verschiedene Savannengebiete übergeht. In Hochlagen über 1800 m NN findet sich Hochlandsteppe. Die Ostküste ist schließlich durch ein semihumides und ausgesprochen maritimes Klima gekennzeichnet. Die Region um Kapstadt weist ein mediterranes Klima auf. Schnee im Winter gibt es nur in den höheren Gebirgen.
Durch seine Größe und mehrere andere Faktoren (Meeresströme, Höhenlage) bedingt, variiert das Klima zwischen den verschiedenen Teilen des Landes. Grundlegend für die Klimaverteilung sind dabei mehrere Faktoren: An der Ostküste fließt der aus dem Indischen Ozean kommende warme Agulhasstrom, der warme und wasserreiche Luft aufsteigen lässt. Diese Wolken entstehen durch komplexe Konvektionsströmungen zwischen Hoch- und Tiefdruckgebieten und regnen sich im Bereich der Ostküste Südafrikas aus. In Richtung des Landesinnern nehmen die Niederschlagsmengen jedoch schnell ab. An der Westküste hingegen fließt der kalte, aus antarktischen Gewässern gespeiste Benguelastrom. Zusammen mit den wechselnden Luftdruckverhältnissen führt er an der Westküste zur Wüstenbildung, da den Küstengebieten die Feuchtigkeit entzogen wird.
Die Lage Südafrikas auf der Südhalbkugel führt dazu, dass die Jahreszeiten denen auf der Nordhalbkugel entgegengesetzt sind. Im Winter, zwischen Juni und August, kann in den Drakensbergen, auf dem Highveld und in Johannesburg (1753 m) und Umgebung Schnee liegen, nachts gehen die Temperaturen stark zurück. Tagsüber steigen die Temperaturen auf etwa 23 °C, im Sommer auf 30 °C. Im Boland, der Region um Kapstadt (15 m), herrscht im Winter kühles Klima mit Nieselregen. Von November bis März ist es dort warm bis heiß und trocken. In den Küstengebieten KwaZulu-Natals, unter anderem in Durban (5 m) und entlang der Ostküste, ist die Luftfeuchtigkeit hoch, meist weht jedoch ein kühlender Wind vom Meer. Die Temperaturen liegen hier ganzjährig etwa zwischen 25 und 35 °C.
Das Plateau im Osten des Landes ist durch warme, selten unangenehm hohe Temperaturen gekennzeichnet. In der Karoo-Halbwüste und dem Namaqualand kommt es dagegen zu extrem hohen Temperaturen. Hier liegen die jährlichen Niederschlagsmengen unter 200 mm. Die wenigen Winterregenfälle treten sehr unregelmäßig auf.
Am Westkap weht eine ständige, frische Brise. Die Sommer sind warm und selbst die Winter mild. Die Südküste ist durch ein gemäßigtes Klima charakterisiert. Es überwiegt eine Trockenvegetation mit ausgedehnten Savannengebieten, die im Westen in die Kalahariwüste und das Namaqualand sowie im Südwesten in die Karoo übergehen. Geschlossene Waldbestände finden sich nur im regenstarken Osten und Südosten. Es sind nur kleinere zusammenhängende Flächen vorhanden, die sich entlang der Großen Randstufen erstrecken, beispielsweise in den Amathole-Bergen und den Drakensbergen Natals sowie im Küstenbereich des Ostkaps in der Umgebung von Knysna. Die Sommerregen können in sich katastrophal auswirkenden Mengen niedergehen, wobei es zu erheblichen Bodenerosionen kommt.

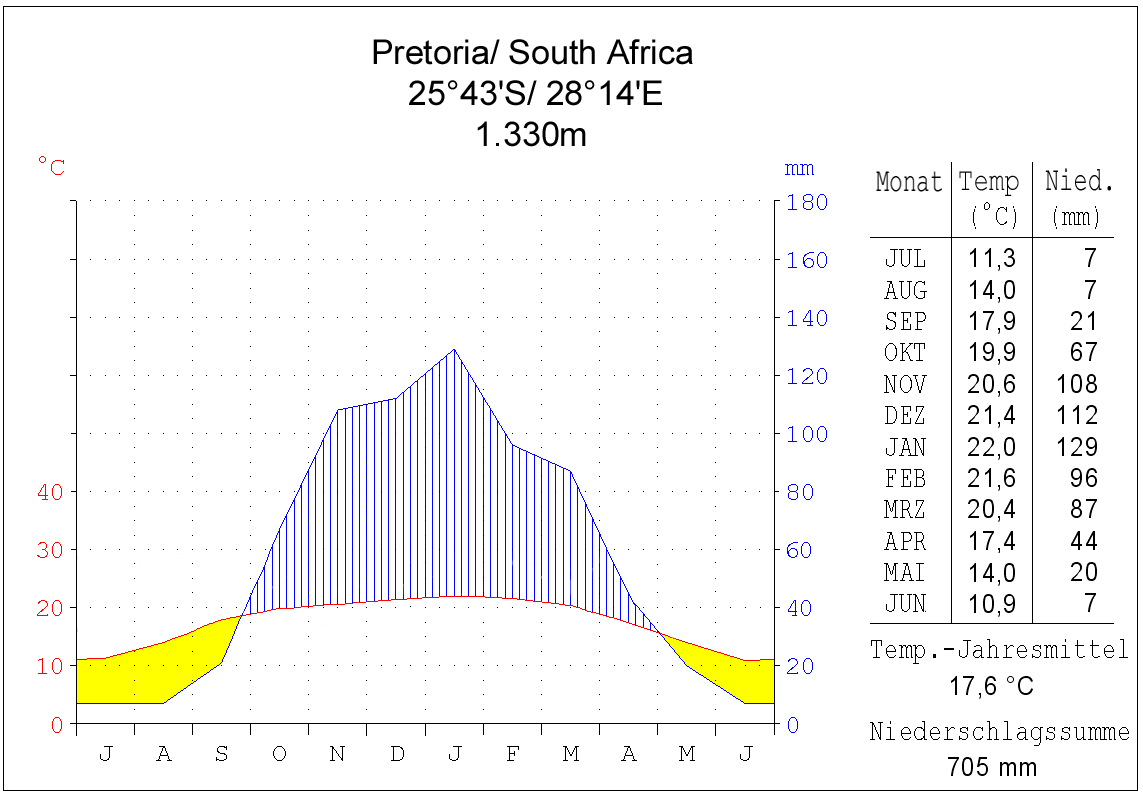
Klimadiagramm von Pretoria
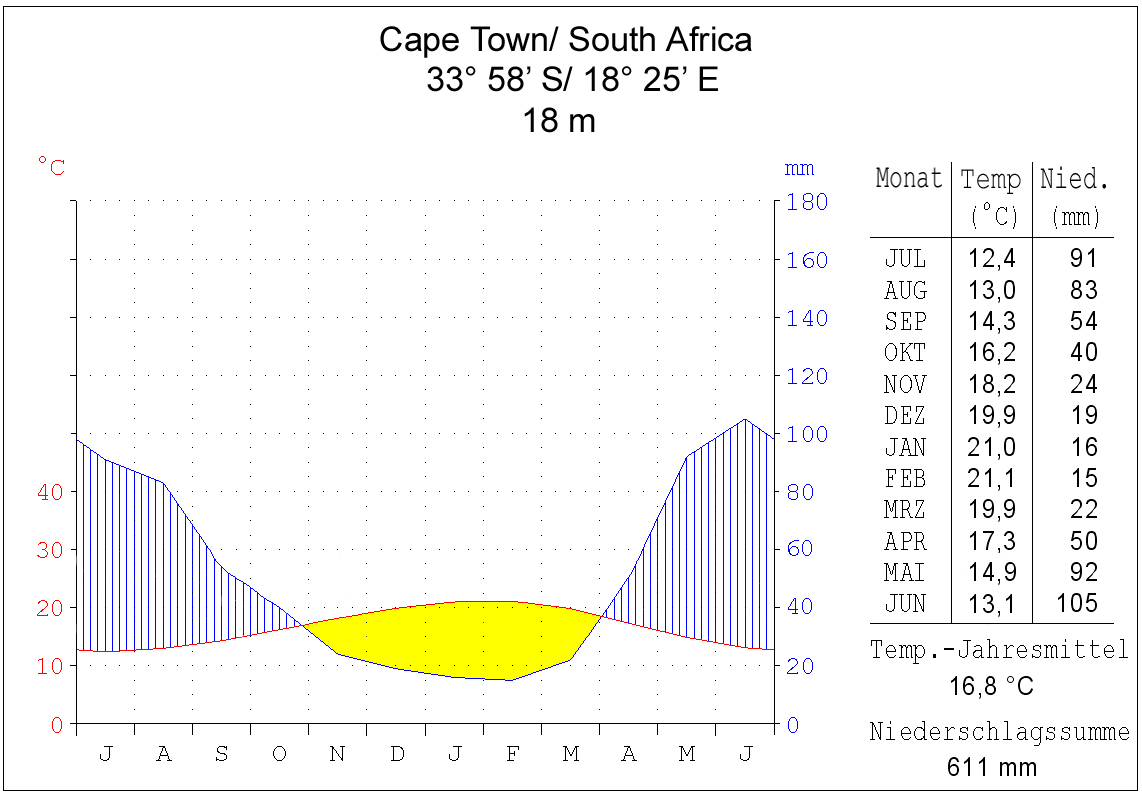
Klimadiagramm von Kapstadt
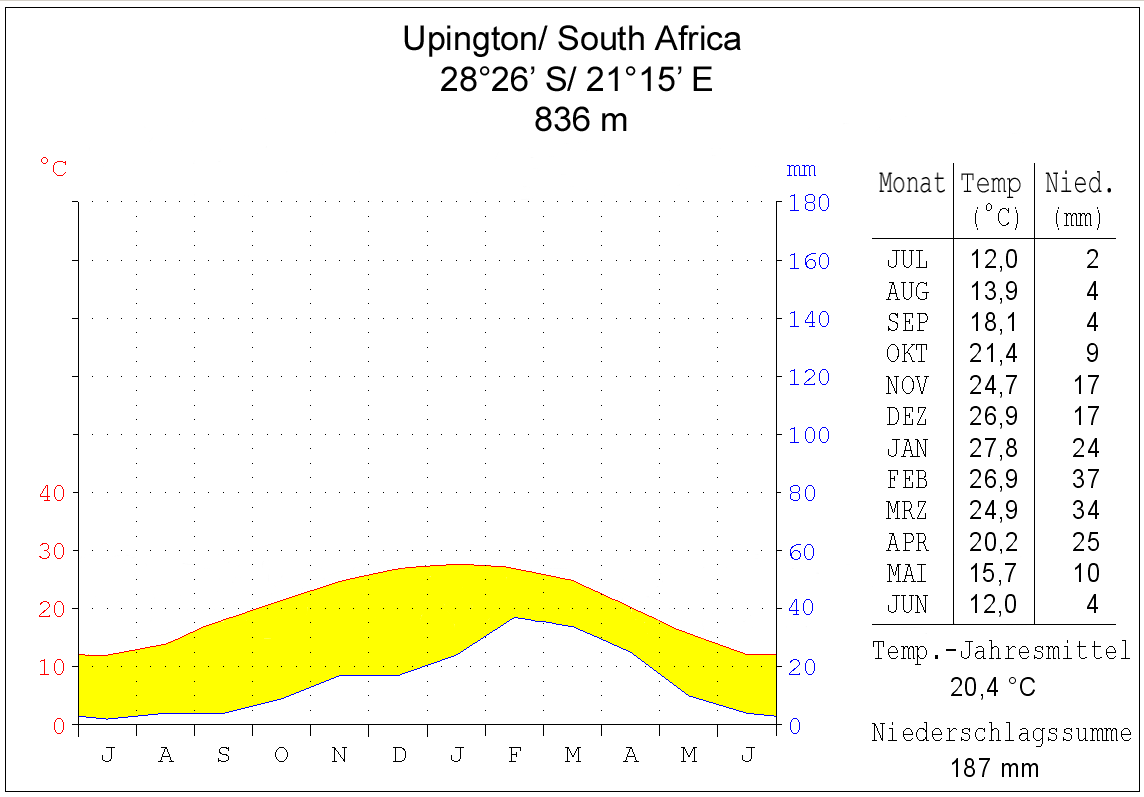
Klimadiagramm von Upington
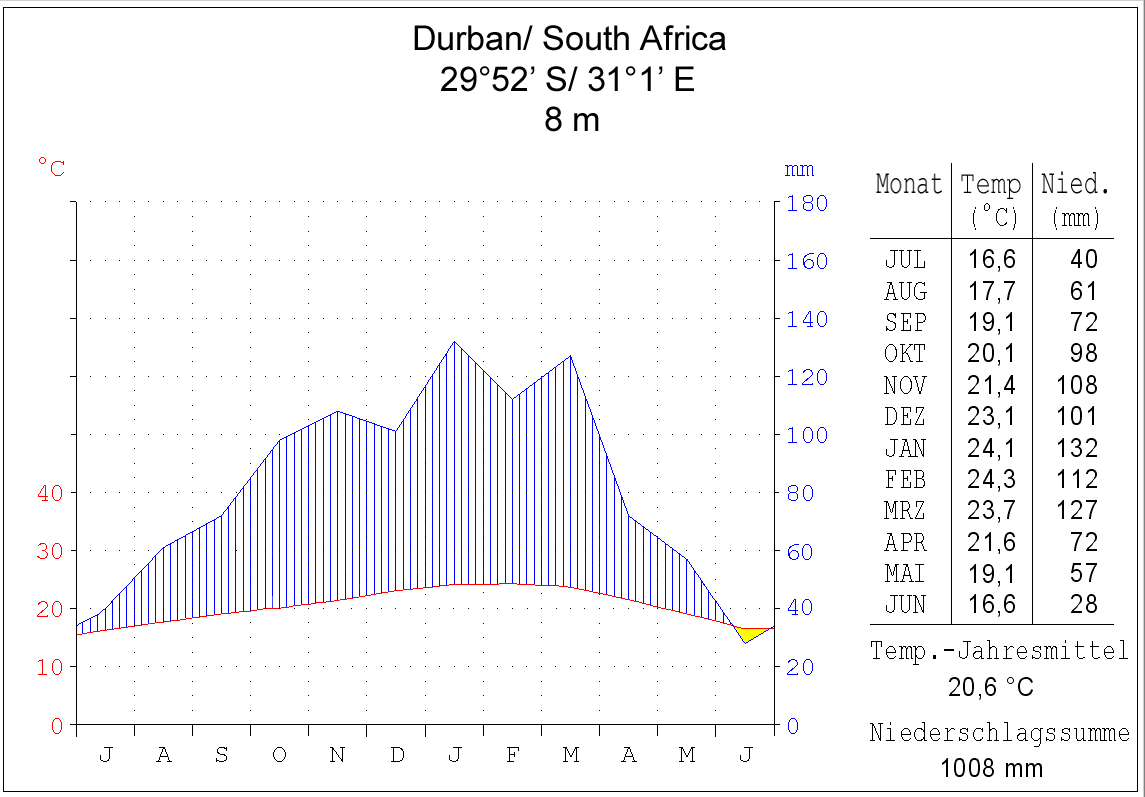
Klimadiagramm von Durban

### Klimawandel
Das südliche Afrika liegt in einer überwiegend semi-ariden und ariden Zone. Die Folgen durch den Klimawandel sind eine zunehmende Hitze, längere Dürreperioden und geringere Niederschläge. Die Auswirkungen des Klimawandels sind in Südafrika spürbar. Im Binnenland Südafrikas ist die Temperatur binnen 100 Jahren um etwa ein Grad Celsius angestiegen. Viele Bauern beklagen, dass die Abstände zwischen Trocken- und Regenperioden zunehmen. Regenfälle kommen oft sintflutartig und erzeugen Überschwemmungen. Dabei treten erhebliche Ernteverluste ein.
Unter der Bevölkerung könnten gesundheitliche Probleme zunehmen, denn es besteht die Sorge, dass die Ausbreitung von Malaria und Bilharziose in einigen Landesteilen durch den Klimawandel gefördert werden könnte. Die Ausbreitung der Malariagebiete, könnte sich von den Nationalparks im Norden auch auf Großstädte wie z. B. Johannesburg ausdehnen.
Als Folge der Klimaveränderungen ist ein Artenrückgang zu befürchten. Südafrika ist die Heimat vieler, teilweise vom Aussterben bedrohte Tierarten. Südafrikas Umweltminister Martinus van Schalkwyk machte darauf aufmerksam, dass der Krüger-Nationalpark infolge des Klimawandels besonders betroffen sei, da intensive Regenzeiten und längere Dürreperioden dessen Ökosystem bedrohen.
Die National Water Resource Strategy von 2013 verdeutlicht die Schwerpunktsetzung der südafrikanischen Regierungspolitik in Hinsicht auf die Folgen der klimatischen Veränderungen im südlichen Afrika. Die landseitigen Auswirkungen werden besonders durch Veränderungen der Bodenfeuchtigkeit und der Abflussmengen in den Gewässern sowie bei den Folgen zunehmender Verdunstung und wechselnden Temperaturen in aquatischen Systemen wahrgenommen.

### Natur

#### Artenvielfalt und Biodiversität
Südafrika gehört zu den Megadiversitätsländern dieser Erde, in denen neben einer sehr großen Artenvielfalt und Biodiversität ausgesprochen viele endemische Arten, Gattungen und Familien von Pflanzen und Tieren vorkommen und überdies vielfältige Ökosysteme vorhanden sind. So sind dort unter anderem mehr als 20.000 verschiedene Pflanzen beheimatet. In der Fynbos-Region, einem Landstrich in der Provinz Westkap, finden sich mehr als 9000 Arten, die das Gebiet zu einem der ökologisch vielfältigsten Flecken der Erde machen. Aus diesem Grund wird diese Region von Botanikern unter dem Namen Capensis als eines der sechs Florenreiche der Erde angesehen. Sie ist mit Abstand das kleinste dieser Pflanzenreiche. Aufgrund ihrer großen Gefährdungslage ist die Kapflora ein Hotspot der Biodiversität der Erde.

#### Flora
Die Mehrzahl der Pflanzen in Südafrika sind immergrüne Hartlaubgewächse mit feinen, nadelförmigen Blättern. Weitere typische Pflanzen sind die Zuckerbüsche (Gattung Protea), die zu den Blütenpflanzen gehören und von denen es etwa 130 verschiedene Arten im Land gibt.
Während es in Südafrika eine große Vielzahl an Blütenpflanzen gibt, sind Wälder sehr selten. Nur etwa ein Prozent der Gesamtfläche ist Waldgebiet, das sich fast ausschließlich in der humiden Küstenebene entlang des Indischen Ozeans in KwaZulu-Natal befindet. Heute bestehen die Wälder überwiegend aus importierten Baumarten, wie zum Beispiel Eukalyptus und Kiefer. Der ursprünglich vorhandene Wald, der von den europäischen Siedlern bei ihrer Ankunft vorgefunden wurde, wurde weitgehend abgeholzt; gleichzeitig wurde rund um Johannesburg ein Grüngürtel aus eingeführten Baumarten gepflanzt. Reste der endemischen Waldbestände davon befinden sich beispielsweise im Auckland Nature Reserve bei Hogsback. Eine Reihe der eingeführten Baumarten hat sich in Südafrika als problematisch erwiesen. Sie verändern den Wasserhaushalt negativ, führen zu intensiveren Buschbränden und mehr Bodenerosion und verdrängen einheimische Arten. Mit Programmen wie Working for Water werden daher bestimmte Arten gezielt entfernt.
Zu Beginn des 21. Jahrhunderts wurden südafrikanische Hartholzbäume wie die Breitblättrige Steineibe, der Stinkwood (Ocotea bullata) und der Black Ironwood (Olea capensis) von der Regierung unter Naturschutz gestellt. Damit soll auch der Fortbestand des Kappapageis gesichert werden. Diese Langflügelpapageienart gilt als der seltenste afrikanische Großpapagei und kommt nur noch in den stark fragmentierten Steineibenwäldern Südafrikas vor.

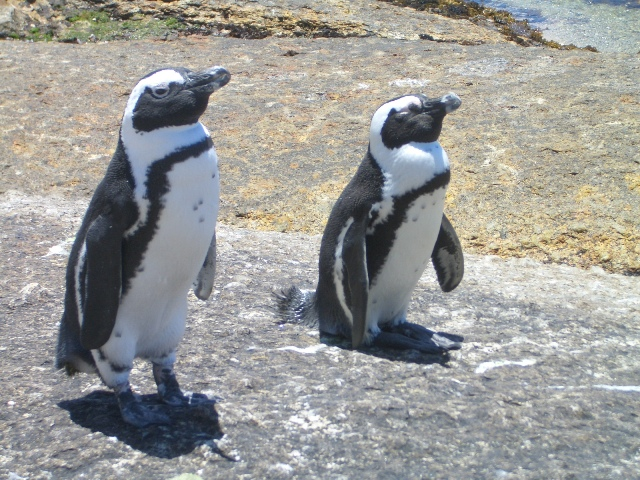
Brillenpinguine auf der Kaphalbinsel

Im sehr heißen und trockenen Namaqualand nahe der Westküste gibt es verschiedene Arten von wasserspeichernden Sukkulenten wie Aloe und Euphorbia. Die vorherrschende Vegetation im Landesinneren ist das Grasland, das besonders auf dem Highveld zu finden ist. Hier dominieren verschiedene Gräser, niedrige Sträucher und Akazien. Die Vegetation wird in Richtung Nordwesten spärlicher, was an den geringen Niederschlagsmengen liegt. Die Gras- und Dornsavanne östlich der Kalahari-Wüste wandelt sich im Verlauf nach Nordosten hin zu einer Feuchtsavanne mit dichterem Bewuchs. In der Gegend um das nördliche Ende des Kruger-Nationalparks gibt es besonders viele Affenbrotbäume.

#### Fauna

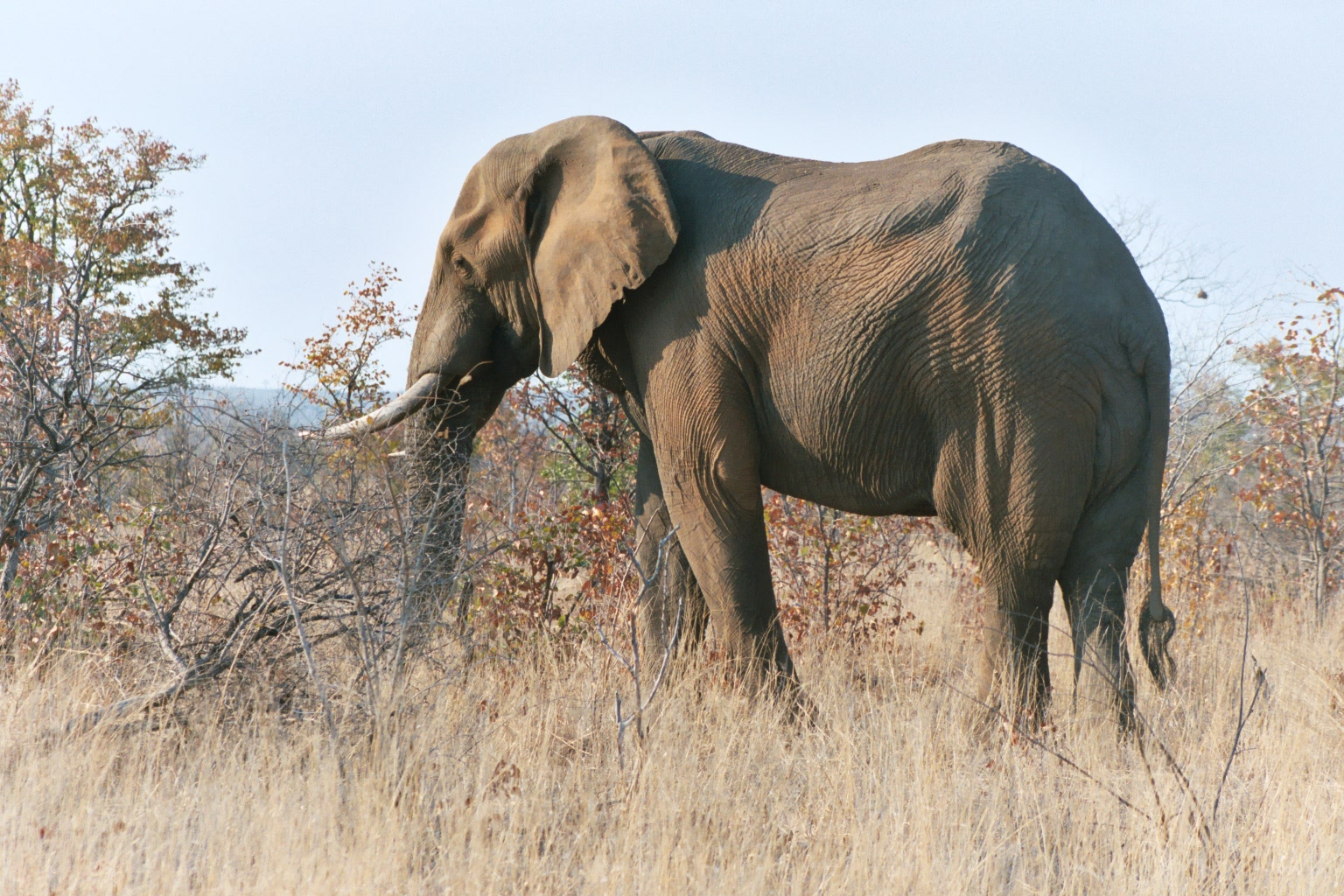
Afrikanischer Elefant

Die artenreiche Tierwelt kann in Hunderten kleiner Wildschutzgebieten und den großen Nationalparks beobachtet werden, von denen der Kruger-Nationalpark der größte ist. In Südafrika sind mehr als 300 Säugetierarten, mehr als 500 Vogelarten, mehr als 100 Reptilienarten sowie zahlreiche Insektenspezies zu Hause. Das Land ist Heimat sehr vieler Großtierarten, darunter die afrikanischen „Big Five“, die unter Jägern einst am meisten gefürchteten fünf Großwildarten: Löwe, Leopard, Büffel, Elefant und Nashorn. Dabei sind die Nashörner durch Breitmaulnashorn und Spitzmaulnashorn vertreten. Vor allem die Savannen im Norden werden von zahlreichen Antilopenarten wie Impala, Kudu, Nyala, Streifengnu oder Wasserbock besiedelt. Darüber hinaus kommen hier zahlreiche weitere Großtierarten vor, wie Giraffen, Flusspferde, Buschschweine, Warzenschweine, Steppenzebras, Geparde, Hyänen und Wildhunde. Neben dem Kruger-Nationalpark zählen der Hluhluwe-iMfolozi-Park und der Addo-Nationalpark zu den bekanntesten Nationalparks. In der Halbwüste des Südens, der sogenannten Karoo, kommen einige Arten vor, die in den Savannengebieten des Nordens fehlen. Dazu zählen Weißschwanzgnus, Blessböcke und Bergzebras. Einst gab es hier das mittlerweile ausgestorbene Quagga und den Blaubock. Die verbliebene typische Kapfauna lässt sich heute etwa im Bergzebra-Nationalpark finden. In den Halbwüstengebieten der Kalahari, die im Nordosten nach Südafrika hineinreicht, sind Spießböcke und Springböcke charakteristisch. Sie werden zusammen mit anderen Arten, wie Löwen und Geparden, etwa im Kalahari-Gemsbok-Nationalpark geschützt. Unter den Vögeln Südafrikas sind Strauße, Flamingos und zahlreiche Greifvögel zu nennen. Des Weiteren leben etwa 170.000 Brillenpinguine an den Küsten sowie auf den Inseln und stehen unter strengem Naturschutz.

### Städte und Gemeinden

Karte der Metropolgemeinden in Südafrika (Stand August 2016)

In der großen Gemeindereform des Jahres 2000 wurden viele südafrikanische Städte mit ihren umliegenden Gemeinden und Townships vereinigt. Einige dieser neu entstandenen Metropolgemeinden (englisch metropolitan municipality) wurden in diesem Zuge umbenannt, wobei die neuen Namen meist von Bantusprachen abgeleitete Bedeutungen haben und auf diese Weise das neue Südafrika repräsentieren sollen.
Im Jahr 2023 lebten 69 Prozent der Einwohner Südafrikas in Städten. Die größten metropolitan municipalities sind:
| Rang | Gemeinde             | Größte Stadt | Fläche (km²) | Einwohner (2011) | Provinz       |
| ---- | -------------------- | ------------ | ------------ | ---------------- | ------------- |
| 1    | City of Johannesburg | Johannesburg | 1644         | 4.434.827        | Gauteng       |
| 2    | City of Cape Town    | Kapstadt     | 2499         | 3.740.026        | Westkap       |
| 3    | eThekwini            | Durban       | 2292         | 3.442.361        | KwaZulu-Natal |
| 4    | City of Ekurhuleni   | Germiston    | 1924         | 3.178.470        | Gauteng       |
| 5    | City of Tshwane      | Pretoria     | 2198         | 2.921.488        | Gauteng       |
| 6    | Nelson Mandela Bay   | Gqeberha     | 1952         | 1.152.115        | Ostkap        |
| 7    | Buffalo City         | East London  | 2528         | 755.200          | Ostkap        |
| 8    | Mangaung             | Bloemfontein | 6284         | 747.431          | Freistaat     |

## Bevölkerung

### Demografie
Südafrika hatte 2023 60,4 Millionen Einwohner. Das jährliche Bevölkerungswachstum betrug + 0,9 %. Zum Bevölkerungswachstum trug ein Geburtenüberschuss (Geburtenziffer: 19,3 pro 1000 Einwohner vs. Sterbeziffer: 12,0 pro 1000 Einwohner) bei. Die Anzahl der Geburten pro Frau lag 2022 statistisch bei 2,3, die der Region Ost- und Süd-Afrika betrug 4,3. Die Lebenserwartung der Einwohner Südafrikas ab der Geburt lag 2022 bei 61,5 Jahren. Der Median des Alters der Bevölkerung lag im Jahr 2021 bei 27,1 Jahren. Im Jahr 2023 waren 28,3 Prozent der Bevölkerung unter 15 Jahre, während der Anteil der über 64-Jährigen 5,9 Prozent der Bevölkerung betrug.

### Bevölkerungsstruktur
Südafrika ist ein multiethnisches und multikulturelles Land, in dem immer noch die Folgen der Apartheid zu finden sind und die Bevölkerungsgruppen häufig in getrennten Wohnregionen leben. Die für die demographische Datenerfassung und deren Auswertung zuständige Behörde ist Statistics South Africa.
Bis zum Jahr 1991 teilte die südafrikanische Verfassung die Bevölkerung in vier große demographische Gruppen: Schwarze, Weiße, Coloureds und Asiaten. Obwohl diese Einteilung im Gesetz heute nicht mehr vorgenommen wird, sehen sich viele Südafrikaner weiterhin als Zugehörige einer dieser Gruppen, und auch staatliche Statistiken benutzen diese Kategorisierung weiterhin. Die schwarzen Bevölkerungsgruppen stellen etwa 79,2 % der gesamten Bevölkerung Südafrikas und sind wiederum in unterschiedliche Volksgruppen unterteilbar. Die größten dieser Gruppen sind die Zulu, Xhosa, Basotho, Venda, Tswana, Tsonga, Swasi und Ndebele. Außerdem leben einige Millionen Flüchtlinge, vor allem aus Simbabwe, illegal in Südafrika.
Der Anteil der europäischstämmigen Weißen an der Gesamtbevölkerung beträgt 8,9 %; hauptsächlich sind es Nachfahren niederländischer, deutscher, französischer und britischer Siedler, die hier ab Mitte des 17. Jahrhunderts einwanderten. Das Land hat damit die größte europäischstämmige Bevölkerung des Kontinents. Dabei machen die Afrikaans sprechenden Buren oder Afrikaaner etwa 60 %, die Englischsprachigen etwa ein Drittel der weißen Bevölkerung aus. Der relative Anteil der Weißen nimmt seit den 1990er-Jahren durch eine demographische Verschiebung im gesamten Bevölkerungswachstum Südafrikas kontinuierlich ab, die absolute Zahl hingegen stieg in den letzten Jahren wieder leicht an. Fast eine Million weiße Südafrikaner haben das Land verlassen. Die Intensität der Einwanderung aus subsaharischen Ländern nahm in der zweiten Dekade des 21. Jahrhunderts ab. 2011 wanderten nach Angaben von Statistics South Africa rund 2,189 Millionen Personen nach Südafrika ein, im Jahr 2016 waren es nur noch etwa 1,578 Millionen.
Die Coloureds sind in Südafrika eine Bevölkerungsgruppe verschiedener ethnischer Abstammung, meist Nachkommen früher europäischer Einwanderer und deren Sklaven sowie Angehöriger von ursprünglich in der Kapregion lebenden indigenen Gruppen und zu einem kleineren Teil von Einwanderern aus Südostasien. Der Begriff Coloured gibt einen Hinweis auf die Bedeutung, die bereits der Kolonialismus und später die Apartheidspolitik dem äußeren Merkmal der Hautfarbe zuwiesen. Auch nach dem Ende der Apartheid wird er weiterhin verwendet und hat den Charakter einer neutralen Selbstbezeichnung angenommen. Etwa 8,9 % der Bevölkerung sind Coloureds.
Die meisten in Südafrika lebenden Asiaten sind indischer Abstammung und Nachfahren von Einwanderern, die in der Mitte des 19. Jahrhunderts anfangs als Kontraktarbeiter in das Land kamen, um auf den Zuckerrohrfeldern Natals zu arbeiten, und zunehmend auch als Händler in den Städten lebten. Heute stellen die Asiaten 2,5 % der Gesamtbevölkerung und leben hauptsächlich in der Provinz KwaZulu-Natal, in Kapstadt und Johannesburg. Außerdem gibt es eine chinesische Gruppe von etwa 300.000 Mitgliedern (Stand 2008). 0,5 % der Bevölkerung zählen sich zu den „Sonstigen“.
Im Jahre 2017 waren 7,1 % der Bevölkerung im Ausland geboren. Die größten Einwanderergruppen kamen aus Mosambik (680.000), Simbabwe (360.000) und Lesotho (310.000). Es wird vermutet, dass sich dazu Millionen unregistrierter Einwanderer im Land aufhalten, die vor allem aus Simbabwe stammen. In letzter Zeit erlebte das Land eine zunehmende Emigration der weißen Bevölkerungsgruppe. Deren bevorzugten Ziele waren das Vereinigte Königreich, Australien, die Vereinigten Staaten, Neuseeland und Kanada.

### Religionen
| Religion (Stand 2016, auf Datenbasis von Stats SA)                           | Personen   | Anteil in Prozent |
| ---------------------------------------------------------------------------- | ---------- | ----------------- |
| Afrikanisch-Unabhängige Kirchen, wie die Zion Christian Church               | 14.158.454 | 25,44             |
| Pentekostale Kirchen                                                         | 8.483.677  | 15,24             |
| Römisch-katholische Kirche                                                   | 3.778.332  | 6,79              |
| Methodisten                                                                  | 2.777.937  | 4,99              |
| freie christliche Glaubensgemeinschaften                                     | 2.501.383  | 4,49              |
| Nederduitse Gereformeerde Kerk                                               | 2.350.853  | 4,22              |
| Anglikanische Kirche                                                         | 1.765.287  | 3,17              |
| Baptisten                                                                    | 1.061.683  | 1,91              |
| Lutheraner größte Gruppe: Evangelisch-Lutherische Kirche im Südlichen Afrika | 946.086    | 1,70              |
| Presbyterianer                                                               | 621.065    | 1,12              |
| Siebenten-Tags-Adventisten                                                   | 311.269    | 0,56              |
| Zeugen Jehovas                                                               | 476.687    | 0,86              |
| Mormonen                                                                     | 114.807    | 0,21              |
| Islam                                                                        | 892.685    | 1,60              |
| Hinduismus                                                                   | 561.268    | 1,01              |
| Judentum                                                                     | 49.470     | 0,09              |
| Buddhismus                                                                   | 24.808     | 0,04              |
| Bahai                                                                        | 6.881      | 0,01              |
| afrikanische Ethnische Religionen                                            | 2.454.887  | 4,41              |
| sonstige Religionen                                                          | 6.265.703  | 11,26             |
| konfessionslos, Agnostiker                                                   | 6.050.434  | 10,87             |
| Gesamt                                                                       | 55.653.656 | 100,00            |
| keine Angaben                                                                | 255.209    | –                 |

### Sprachen

Die Karte zeigt Südafrikas Sprachen in den Gebieten, in denen sie aufgrund der ethnischen Verteilung der Bevölkerung vorherrschend sind.

Südafrika hat seit dem Ende der Apartheid elf amtliche Landessprachen: Englisch, Afrikaans, isiZulu, Siswati, Süd-Ndebele, Sesotho, Nord-Sotho, Xitsonga, Setswana, Tshivenda und isiXhosa. Damit ist das Land nach Bolivien, Mexiko und Simbabwe dasjenige mit den meisten landesweiten Amtssprachen der Welt. Entsprechend gibt es elf unterschiedliche offizielle Landesnamen. Am 19. Juli 2023 wurde durch ein Gesetz die Südafrikanische Gebärdensprache (SASL) zwölfte Amtssprache. Nach der Verfassung von 1996 sind die Amtssprachen gleich und gerecht zu behandeln. Das Pan South African Language Board hat den verfassungsgemäßen Auftrag, die Entwicklung und den Gebrauch der Amtssprachen zu fördern. Dieser Auftrag schließt die Khoisansprachen und Nama mit ein.
Etwa 0,7 % der Schwarzen und 59,1 % der Weißen sprechen Afrikaans als Muttersprache, die Muttersprache der Coloureds ist überwiegend Afrikaans. Englisch wird von 0,5 % aller Schwarzen und von 39,3 % der Weißen als Muttersprache gesprochen. Die anderen Sprachen werden von der schwarzen Bantu-Bevölkerung als Muttersprache gesprochen. Etwa 22,3 % sprechen isiXhosa, 30,1 % isiZulu, 11,9 % Sepedi, 10,0 % der Schwarzen lernen Sesotho als Muttersprache, 10,3 % Setswana, 3,4 % SiSwati, 2,9 % Tshivenda, 5,6 % Xitsonga und 2,0 % Süd-Ndebele. Nur etwa 0,3 % der schwarzen Bevölkerung und 1,1 % der Weißen sprechen keine der elf offiziellen Landessprachen als Muttersprache.
Neben den genannten Sprachen gibt es weitere, die überregional keinen offiziellen Status haben, wie Fanakalo, Lobedu, Nord-Ndebele, Phuthi, Khoe, Nama und San. Sie werden offiziell nur in den Gebieten verwendet, in denen ihre Sprecher hauptsächlich wohnen. Viele der nicht-offiziellen Landessprachen der San und Khoikhoi werden auch in den benachbarten nördlichen Ländern Namibia und Botswana gesprochen. Diese indigenen Völker, die sich von den anderen Afrikanern unterscheiden, haben ihre eigene kulturelle Identität, da sie von altersher Jäger und Sammler (iSan) bzw. nomadische Viehhirten (Khoikhoi) waren. Die Zahl der Angehörigen dieser Völker hat in den letzten Jahrhunderten rapide abgenommen, und ihre Sprachen sind vom Aussterben bedroht.
Viele weiße Südafrikaner sprechen außer Afrikaans oder Englisch andere europäische Sprachen wie Portugiesisch, Deutsch oder Griechisch. Ferner werden in Südafrika indische Sprachen wie Gujarati und Tamil, vor allem von indischstämmigen Südafrikanern, gesprochen. Die Verfassung Südafrikas erkennt nach den Amtssprachen auch Deutsch, Griechisch, Gujarati, Hindi, Portugiesisch, Tamil, Telugu und Urdu als Sprachen von Gemeinschaften sowie Arabisch, Hebräisch und Sanskrit als Sakralsprachen. Das Pan South African Language Board hat den verfassungsmäßigen Auftrag, diese Sprachen zu fördern und Respekt ihnen gegenüber zu gewährleisten.
Obwohl alle elf Amtssprachen laut Gesetz gleichberechtigt sind, hat sich das Englische als führende Verkehrssprache herausgebildet, da es über die unterschiedlichen Volksgruppen hinaus von den meisten Bewohnern Südafrikas verstanden und als von der Apartheidspolitik vergangener Zeiten weniger belastet angesehen wird. Der Einfluss des Afrikaans sank am Ende des 20. Jahrhunderts, da es für viele schwarze Südafrikaner mit der Erinnerung an das Apartheidsregime enger verknüpft ist. Allgemein ging in den vergangenen Jahren der Einfluss der Afrikaans sprechenden Weißen in der Gesellschaft durch politischen Machtverlust und demografischen und ökonomischen Wandel zurück – zugleich stärkte das Ende der Apartheid aber die gesellschaftliche Stellung der Coloureds, die überwiegend afrikaanssprachig sind.

### Gesundheit

AIDS war die entscheidende Ursache für die zeitweise rückläufige Lebenserwartung in Südafrika (Quelle: World Bank World Development Indicators, 2004)

Die Gesundheitsausgaben des Landes betrugen im Jahr 2021 8,3 % des Bruttoinlandsprodukts. Im Jahr 2019 praktizierten in Südafrika 8 Ärztinnen und Ärzte je 10.000 Einwohner. Die Sterblichkeit bei unter 5-jährigen betrug 2022 34,5 pro 1000 Lebendgeburten.
Zu den größten Gesundheitsproblemen Südafrikas gehört AIDS. Nach Schätzungen von UNAIDS aus dem Jahr 2014 sind 6,5 bis 7,5 Millionen Einwohner mit dem HI-Virus infiziert, in der Bevölkerungsgruppe der 15- bis 49-Jährigen seien zirka 19 % davon betroffen. Diese Entwicklung und die weitere Ausbreitung der Krankheit hatten zeitweise dramatische demografische Folgen für das Land: Die Lebenserwartung nahm von 1990 bis 2005 von knapp 65 Jahren auf 52 Jahre ab, stieg bis 2014 aber wieder auf 61 Jahre. Mit dem Abklingen der AIDS Welle nahm sie wieder zu. Die Lebenserwartung der Einwohner Südafrikas ab der Geburt lag 2022 bei 61,5 Jahren (Frauen: 64,2, Männer: 58,6). Die Lebenserwartung stieg von 58,5 Jahren im Jahr 2000 bis 2022 um 5 %.
Die Ursachen für die Ausbreitung von HIV/AIDS liegen gemäß UNAIDS an der frühen sexuellen Aktivität der Jugendlichen (das Durchschnittsalter beim ersten Geschlechtsverkehr beträgt bei Männern 16,4 Jahre und bei Frauen 17 Jahre) in Zusammenhang mit schlechter bzw. fehlender Präventionsaufklärung. Bei den 15- bis 19-Jährigen sind 4,8 % infiziert, bei den 20- bis 24-Jährigen bereits 16,5 % (Stand 2014). Auch sexuelle Gewalt spielt in Südafrika eine große Rolle: Etwa 28 % der Frauen geben an, schon mindestens einmal gegen ihren Willen zum Geschlechtsverkehr gedrängt worden zu sein.
2005 starben in Südafrika rund 364.000 Menschen im Zusammenhang mit AIDS, 2014 sank die Zahl auf rund 172.000. Eine Mitschuld an der Verbreitung von AIDS in den 2000er Jahren trägt nach Meinung vieler Wissenschaftler der ehemalige Präsident Thabo Mbeki, ein AIDS-Leugner. Mbeki bestritt wiederholt den Zusammenhang zwischen HIV und AIDS, ebenso wie die Tatsache, dass es sich bei AIDS überhaupt um eine Krankheit handele. 2016 gab das Gesundheitsministerium bekannt, dass alle südafrikanischen HIV-Infizierten kostenlos behandelt werden sollen.
Ein weiteres, teilweise mit der HIV-Problematik verbundenes und anwachsendes Krankheitsbild stellen Tuberkuloseerkrankungen (TBC) dar. 2013 gab es rund 450.000 Fälle von TBC, davon waren 270.000 Menschen HIV-positiv. Im Jahr 2012 begann die südafrikanische Regierung mit einem dreijährigen medizinischen Programm, mit dem bis 2015 das Ziel einer Reduzierung der TBC-Sterbefälle zunächst um 50 % verfolgt wurde. 2013 lag die Heilungsrate bei 77 % und damit unterhalb der von der WHO gesetzten Marke von 85 %.
Die Wasserversorgung des Landes hingegen ist annähernd auf dem Niveau der Industriestaaten: Zugang zu sauberem Trinkwasser, seit 2010 ein von der UNO gefordertes Menschenrecht, besitzen laut WHO und UNICEF über 90 % der Südafrikaner. Im Nachbarland Mosambik haben weniger als die Hälfte der Menschen Trinkwasserzugang.
Zur Stärkung und Straffung der medizinischen Hochschulausbildung des Landes wurde 2014 die Sefako Makgatho Health Sciences University gegründet. Sie ging aus einer Vorgängerinstitution hervor. Ihr Ausbildungskrankenhaus ist das zweitgrößte Hospital Südafrikas.
Die weltweite COVID-19-Pandemie erreichte Südafrika mit dem ersten im Land gemeldeten Fall am 5. März 2020. Die Regierung des Landes reagierte mit der Ausrufung des Katastrophenfalles und mit Ausgangssperren.

## Geschichte

### Vor der Ankunft europäischer Siedler

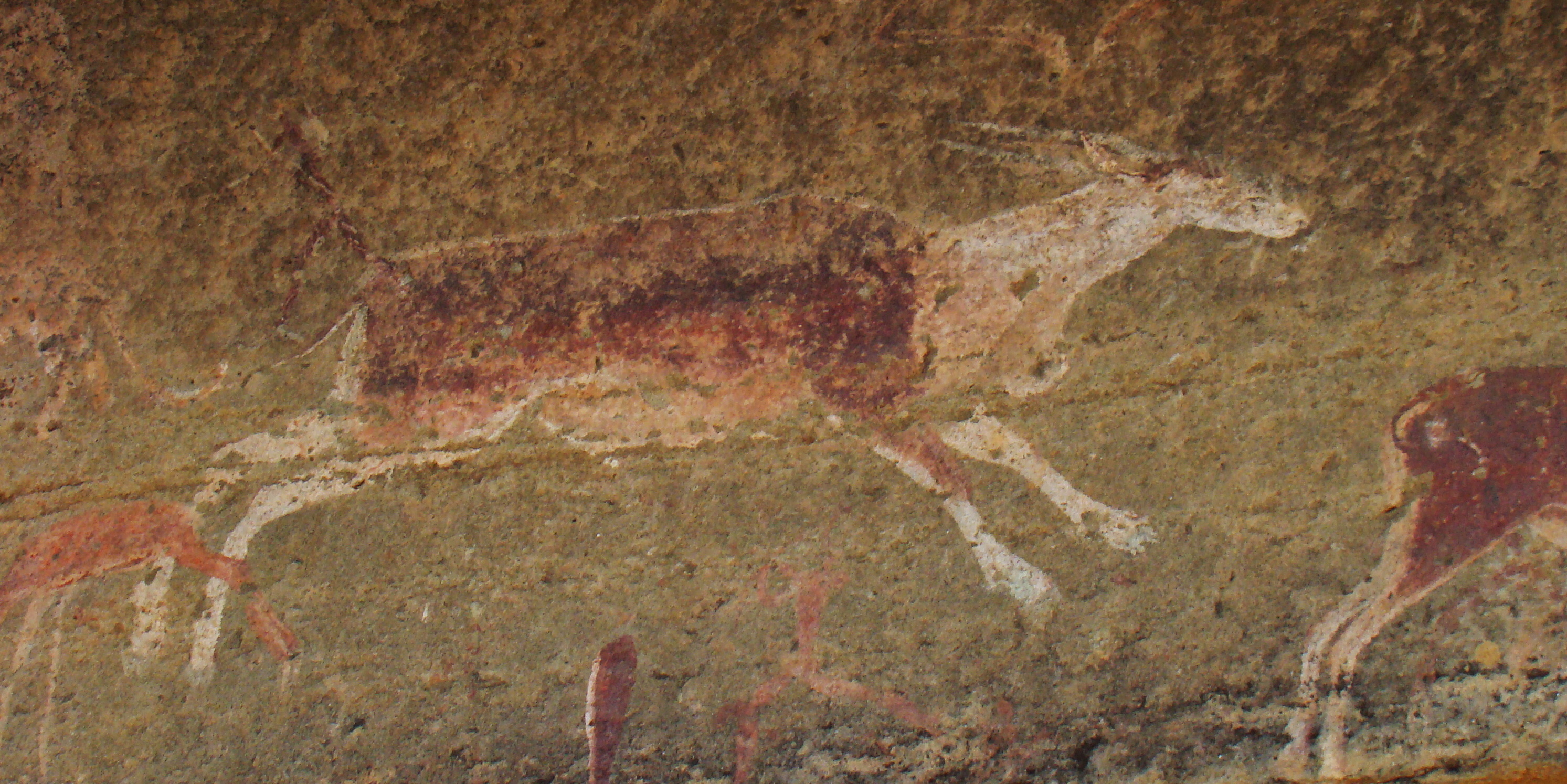
Felszeichnung der San in den Drakensbergen

In Südafrika wurden einige der ältesten paläoanthropologischen Fossile der Welt ausgegraben. Überreste des Australopithecus africanus wurden bei Taung („Kind von Taung“) und in den Höhlen von Sterkfontein („Little Foot“), Kromdraai und Makapansgat gefunden, von denen die ältesten auf etwa 3,5 Millionen Jahre datiert werden. Nach diesen Vormenschen lebten hier verschiedene Arten der Gattung Homo wie Homo habilis, Homo naledi, Homo erectus und schließlich der moderne Mensch, Homo sapiens. Während der Wanderung der Bantu-Stämme überquerten die Bantu den Limpopo und ließen sich etwa 500 n. Chr. im heutigen Südafrika als Bauern und Hirten nieder. Sie gelangten im Verlauf ihrer Wanderung bis zum Fish River, der heute in der Provinz Ostkap liegt. Die seit etwa 20.000 Jahren in den Gebieten des heutigen Südafrika lebenden Jäger-und-Sammler-Völker der San und Khoikhoi wurden von den Bantu immer weiter zurückgedrängt.
Als erster Europäer erreichte der Portugiese Bartolomeu Dias 1488 das heutige Südafrika, im Zuge der portugiesischen Entdeckerreisen. Vasco da Gama hielt sich hier um 1498 auf, auf dem Weg zu seiner erfolgreichen ersten Seereise nach Indien. Er knüpfte Handelsbeziehungen zur lokalen Gesellschaft, und bis heute erinnern zahlreiche portugiesischsprachige geografische Bezeichnungen wie Natal oder Kap Agulhas an diese portugiesischen Ursprünge der späteren europäischen Präsenz in Südafrika.
Die Portugiesen ließen sich jedoch nicht in Südafrika nieder, insbesondere nachdem 1510 Francisco de Almeida, erster Gouverneur und Vizekönig von Portugiesisch-Indien, in der Saldanha Bay mit 50 Gefolgsleuten bei Zusammenstößen mit den Khoikhoi den Tod fand.

### Niederländische Kolonialzeit

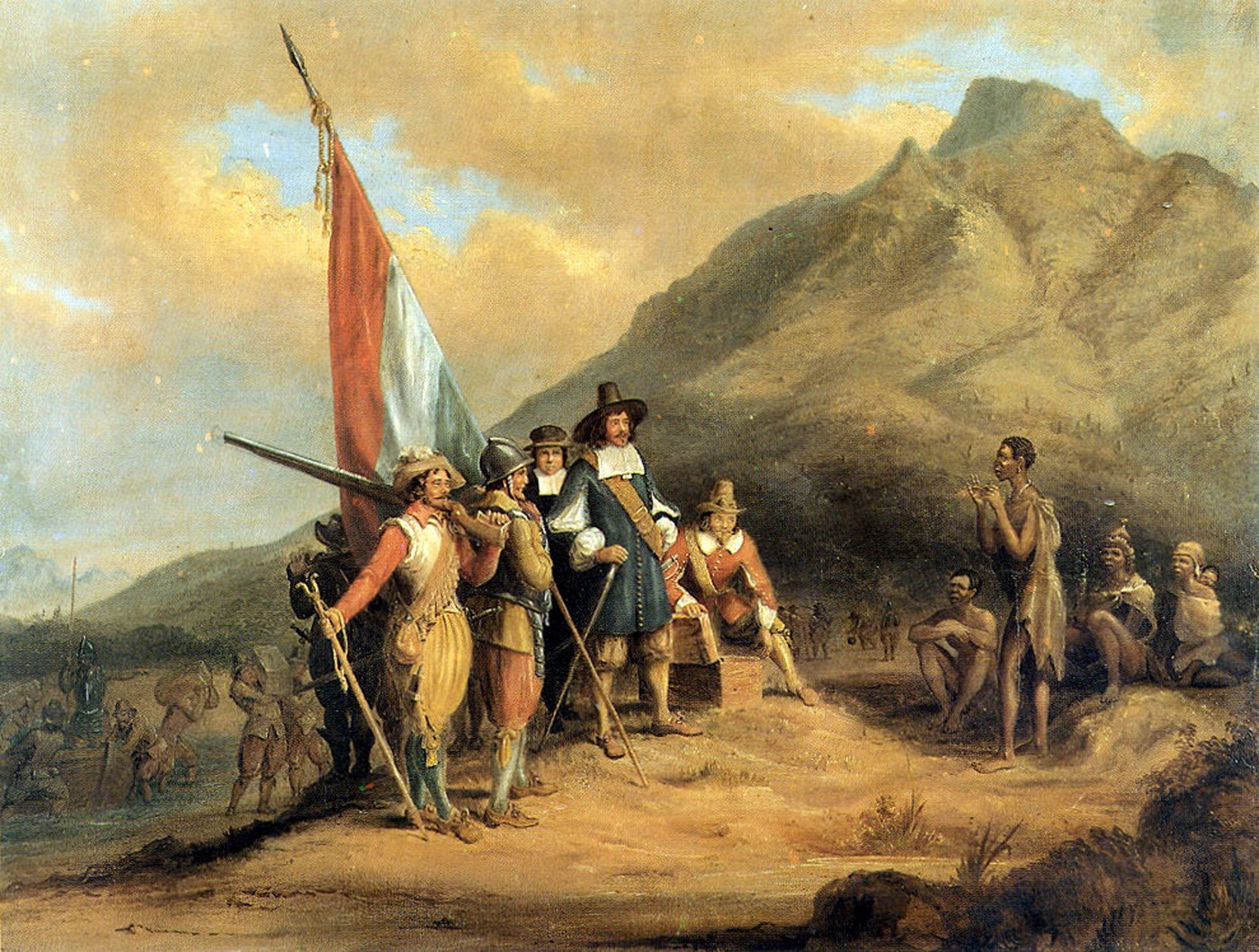
Ankunft von Jan van Riebeeck in Kapstadt, Gemälde von Charles Davidson Bell

Der Beginn der modernen Geschichtsschreibung in Südafrika wird auf den 6. April 1652 festgelegt, als der Niederländer Jan van Riebeeck im Auftrag der Niederländischen Ostindien-Kompanie (niederländisch Vereenigde Oostindische Compagnie, VOC) am Kap der Guten Hoffnung eine Versorgungsstation errichtete. Diese sollte aufgrund ihrer strategisch günstigen Lage Raststation für Handelsschiffe sein, die zwischen Europa und Südostasien unterwegs waren. Während des 17. und 18. Jahrhunderts war die Siedlung, die sich langsam, aber stetig vergrößerte, in niederländischem Besitz. Die Siedler breiteten sich zunächst in der westlichen Kapregion aus, die zu jener Zeit Rückzugsgebiet der Khoisan war. Einige Hundert französische Hugenotten kamen, nachdem sie ab 1686 in Frankreich verfolgt wurden, über die Niederlande ab 1688 ins Land und brachten die Weinbaukultur mit. Auf sie gehen die französischsprachigen Namen von Weingütern und Obstbaufarmen im westlichen Kapland zurück.
Nachdem sie 1770 ostwärts die Siedlungsgrenze der Bantu erreicht hatten, führten sie eine Reihe von Kriegen – die Grenzkriege – gegen das Volk der Xhosa. Die Kapholländer holten zahlreiche Sklaven aus Indonesien, Madagaskar und Indien ins Land. Anfang des Jahres 1743 war die Zahl der Sklaven in der Provinz deutlich höher als die der europäischen Siedler. Die Nachfahren dieser Sklaven, die oft europäische Siedler heirateten, wurden später zusammen mit den San in die Bevölkerungsklasse der „Farbigen“ oder auch „Kap-Malaien“ eingestuft und stellen heute mit etwa 50 % die Mehrheit der Bevölkerung in der Provinz Westkap.

### 19. Jahrhundert

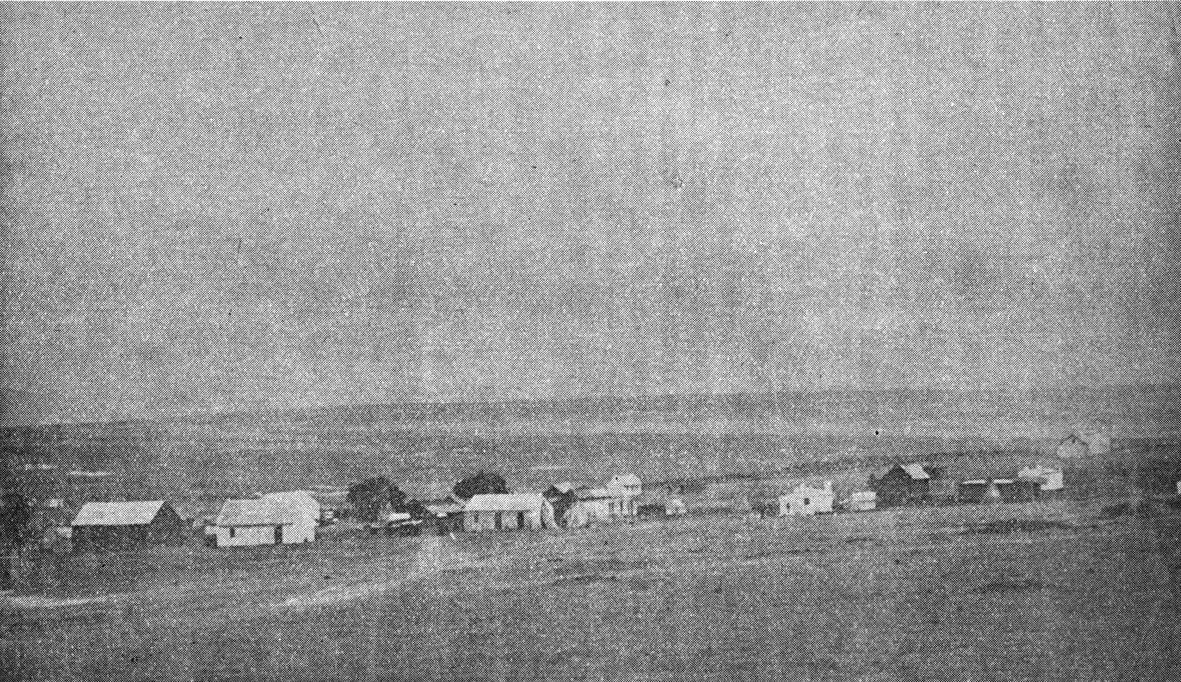
Langlaagte, eine Farm nahe Johannesburg, auf der das erste Gold am Witwatersrand gefunden wurde

Als die VOC schließlich dem Bankrott nahe war und der Einfluss der niederländischen Händler schwand, besetzten im Jahre 1797 Truppen des Königreichs Großbritannien die Region um das Kap der Guten Hoffnung. Die Niederlande wurden im Verlauf der Koalitionskriege von Napoleon Bonapartes Truppen besetzt und die 1795 gegründete Batavische Republik war nicht mehr mit den Briten verbündet. Die Kapregion wurde also vor dem Hintergrund besetzt, dass dieser für den Handel strategisch wichtige Standort nicht den Franzosen in die Hände fallen sollte. Die Briten mussten das Land nach dem Frieden von Amiens 1802 an die Niederlande zurückgeben, eroberten es im Jahr 1806 erneut und errichteten hier dauerhaft eine britische Kronkolonie, die Kapkolonie. Die Grenzkriege mit den Xhosa dauerten an und vergrößerten das Land immer weiter bis zum Ostufer des Great Fish River. Die Grenze der neuen Kronkolonie wurde von den Briten stark befestigt und das dahinter liegende Land rasch von Weißen besiedelt. Als im Jahr 1833 das britische Parlament die Abschaffung der Sklaverei in ihrem weltweiten Einflussgebiet verfügte, entzog das vielen Buren die Existenzgrundlage. Um sich dem Einflussbereich des britischen Rechts zu entziehen und die Ausbeutung der Nicht-Weißen fortführen zu können, wichen sie ins Hinterland aus. Im Großen Treck von 1835 bis 1841 wanderten rund 12.000 sogenannte Voortrekker in die Gebiete nördlich des Oranje-Flusses aus, wo sie zahlreiche Burenrepubliken gründeten – darunter die Südafrikanische Republik, auch Transvaal genannt, und den Oranje-Freistaat.
Die Entdeckung von Diamanten im Jahr 1867 und Gold im Jahr 1886 führte zu starkem Wirtschaftswachstum und zur Einwanderung vieler Europäer, was Benachteiligung und Ausbeutung der ursprünglichen Bevölkerung vergrößerte. Die Buren wehrten sich während des sogenannten Ersten Burenkriegs (1880–1881) gegen britische Expansionsbestrebungen. Obwohl zahlenmäßig weit unterlegen, leisteten die Buren erfolgreich Widerstand, da sie sich strategisch besser an die örtlichen Gegebenheiten anpassten. So trugen beispielsweise die burischen Soldaten khakifarbene Uniformen, durch die sie besser getarnt waren, während die Briten durch ihre traditionellen Rotröcke zu einem leichten Ziel für burische Scharfschützen wurden.

### 20. Jahrhundert

#### Bis 1945

Flagge Südafrikas von 1928 bis 1994, Seitenverhältnis 2:3

In den Jahren 1899–1902 kehrten die Briten noch zahlreicher zurück und kämpften gegen die Buren im Zweiten Burenkrieg. Unter anderem zielte der Krieg auf die Kontrolle der reichen Goldvorkommen am Witwatersrand ab. Der burische Versuch, sich mit dem Deutschen Reich und der Kolonie Deutsch-Südwestafrika zu verbünden, war für die Briten ein zusätzlicher Grund, nun vollkommen die Kontrolle über die Burenrepubliken zu übernehmen. Die Buren leisteten diesmal vergeblich Widerstand, da die Briten zahlenmäßig überlegen waren und eine bessere Nachschubversorgung hatten. Im Frieden von Vereeniging wurden die beiden Burenrepubliken in das Britische Empire eingegliedert, ansonsten wurden den Buren aber großzügige Friedensbedingungen gewährt, wie beispielsweise die Anerkennung des Niederländischen als Amtssprache. Um die Buren weiterhin zu befrieden, stimmten die Briten in dem Vertrag aber auch diskriminierenden Regelungen zu, die die Bürgerrechte der nicht-weißen Einwohner Transvaals und des Oranje-Freistaats einschränkten. Nach vier Verhandlungsjahren wurde am 31. Mai 1910 aus den vier Kolonien Natal, Transvaal, Oranjefluss-Kolonie und Kapkolonie die Südafrikanische Union gegründet, auf den Tag genau acht Jahre nach dem Ende des Zweiten Burenkriegs.
1930 erhielten die weißen Frauen das Wahlrecht. 1934 vereinigten sich die britische South African Party (Südafrikanische Partei) und die rechtsgerichtete Nasionale Party der Buren zur United Party (Vereinigte Partei), mit der Absicht, Briten und Buren zu versöhnen. Diese Gemeinschaftspartei fiel 1939 wegen des Eintritts der Republik in den Zweiten Weltkrieg an der Seite Großbritanniens wieder auseinander. Nach der Kriegserklärung an Deutschland am 5. September 1939 kämpften über 330.000 Südafrikaner als Freiwillige in der südafrikanischen Armee in Ostafrika, in Nordafrika, in Italien sowie als Angehörige der britischen Luftwaffe und Marine im Zweiten Weltkrieg. Die Nasionale Party sympathisierte mit Hitler-Deutschland und strebte eine radikale Rassentrennung an.

#### Nach 1945, Apartheid
Nach dem Ende des Zweiten Weltkriegs konnte die weiße Bevölkerungsminderheit unter der politischen Führung der National Party ihre Macht festigen und die Apartheidsstrukturen autoritär ausbauen, indem sie eine zunehmende Zahl von Gesetzen durch das Parlament verabschieden ließ, die das Land und das alltägliche Leben konsequent und systematisch in ein Zweiklassenrecht zergliederten und viele Bürgerrechte umfassend einschränkten.
Konkrete Folge dieser Politik war eine fortschreitende räumliche Trennung der Wohnstätten zwischen der europäischstämmigen und den anderen Bevölkerungsgruppen mit zunehmender wirtschaftlicher Ausbeutung und Entrechtung der dabei benachteiligten Einwohner, vorrangig Schwarze. Zusätzlich wuchsen die Repressionen gegen die Coloureds, Indischstämmige und Kapmalaien. Angestrebt wurde die dauerhafte Ansiedlung der Afrikaner (schwarze Bevölkerung) in schon länger als Native Reserves bezeichnete Gebiete (die späteren Bantustans), deren formelle staatliche Unabhängigkeit schrittweise vorbereitet und in vier Fällen auch erreicht wurde (TBVC-Staaten). Mehrere Regierungskommissionen hatten sich im 20. Jahrhundert mit der sozioökonomischen Entwicklung dieser Areale und ihrer Bevölkerung, schwerpunktmäßig aus der Sicht „weißer“ Politikmodelle, befasst; es gab auch alternative Ansätze.
Südafrika erlebte in den 1960er Jahren einen rasanten wirtschaftlichen Aufstieg und wurde als einziges Land des afrikanischen Kontinents zur Ersten Welt gezählt. Investitionen flossen ins Land und zahlreiche ausländische Unternehmen gründeten wegen der in großer Zahl verfügbaren billigen Arbeitskräfte eigene Niederlassungen bzw. Tochterunternehmen. Allerdings kam der erwirtschaftete Wohlstand hauptsächlich der weißen Bevölkerungsminderheit zugute, was sich mehrere Jahrzehnte lang auch in der Bildungs-, Ausbildungs- und Lohnpolitik des Landes lang widerspiegelte. Nach einem Referendum (1960) und mit dem Republic of South Africa Constitution Act (Act No. 32 / 1961) wurde die bisherige Südafrikanische Union in Republik Südafrika umbenannt und der Bezug zum Commonwealth in einen neuen Staatsbegriff transformiert. Die Republik Südafrika führte am 1. Januar 1970 das metrische System ein.
Die Apartheid war ein bedeutendes Konfliktfeld während der zweiten Hälfte des 20. Jahrhunderts. Auf Drängen afrikanischer und asiatischer Mitgliedsstaaten musste Südafrika das Commonwealth of Nations verlassen (1961) und wurde erst 1994 wiederaufgenommen. Der wachsende Unmut der unterdrückten Bevölkerungsschichten erreichte einen Höhepunkt im Juni 1976, als Sicherheitskräfte während des Aufstands von Soweto gegen eine Schülerdemonstration vorgingen, wobei 176 schwarze Schüler und Studenten starben. In den 1980er Jahren geriet Südafrika international weiter unter Druck: es wurde verstärkt mit politischen und wirtschaftlichen Sanktionen belegt, um damit ein Einlenken auf den Gebieten seiner rassistisch geprägten Innen- und Außenpolitik zu bewirken. Wirkungsvoll waren dabei die Verhängung von UN-Sanktionen und eine internationale Divestment-Kampagne: ab Mitte der 1980er Jahre gab es eine Kapitalflucht.

#### Ende der Apartheid

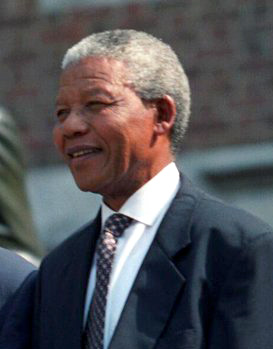
Nelson Mandela, Präsident der Republik Südafrika 1994–1999

Im Jahr 1990, nach einem langen Zeitraum des Widerstands mit Streiks, Protestmärschen, internationalen Aktivitäten, Sabotage und auch Terrorangriffen verschiedener Anti-Apartheid-Bewegungen – die bekannteste ist der African National Congress (ANC) – ging die nunmehr international isolierte Regierung der National Party einen ersten Schritt in Richtung ihrer eigenen Entmachtung, als sie das Verbot des ANC und anderer politischer Organisationen aufhob und Nelson Mandela – einen der bekanntesten Widerstandskämpfer – nach 27 Jahren aus dem Gefängnis freiließ. Die Apartheidsstrukturen verschwanden schrittweise aus der Gesetzgebung und so wurden im Ergebnis die ersten für alle Bewohner freien Wahlen am 27. April 1994 möglich. Der ANC errang einen überwältigenden Wahlsieg und ist seitdem die Regierungspartei. Nelson Mandela wurde zum ersten schwarzen Präsidenten Südafrikas gewählt und erhielt zusammen mit dem letzten Staatspräsidenten von der National Party, Frederik Willem de Klerk, den Friedensnobelpreis für ihre Beiträge zur Beendigung der Apartheid.
Mandelas Nachfolger wurde 1999 Thabo Mbeki. Trotz des ursprünglich linksgerichteten politischen Konzepts verfolgten die ANC-Regierungen stets auch Aspekte einer liberalen Wirtschaftspolitik, was maßgeblich zu einem starken Wirtschaftswachstum, aber auch zu neuen Disparitäten im Sozialgefüge des Landes beigetragen hat. In der Folge bildete sich eine kleine schwarze, wohlhabende Mittelschicht heraus. Weil die ANC jedoch bereits in den 90er Jahren eine Partei von Politikern war, die ihren Machterhalt als Gelegenheit zur Selbstbereicherung begriffen, konnte sich die Lage von Millionen nicht-weißer Südafrikaner gegenüber der vergangenen Periode der Apartheid nicht oder nur geringfügig verbessern.

### 21. Jahrhundert

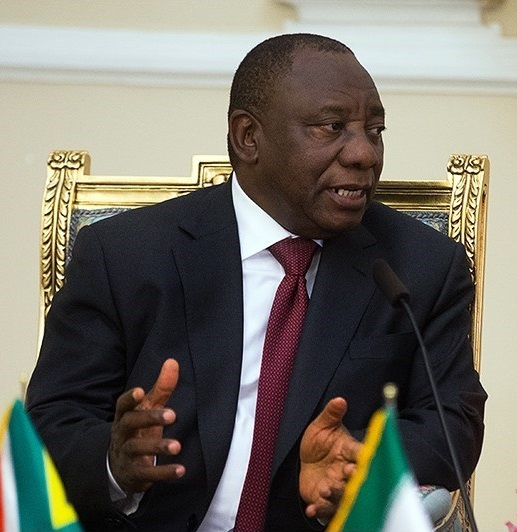
Cyril Ramaphosa, Präsident Südafrikas seit 2018

Bei der dritten freien Parlamentswahl in Südafrika 2004 erstarkte der ANC von 66,4 auf 69,7 % der Wählerstimmen. Präsident Mbeki wurde vom Parlament im Amt bestätigt.
Am 15. Mai 2004 wurde Südafrika in Zürich von den FIFA-Delegierten als erstes afrikanisches Land überhaupt zum Veranstalter einer Fußball-Weltmeisterschaft gewählt. Das Turnier wurde vom 11. Juni bis 11. Juli 2010 ausgetragen.
Mitte Mai 2008 kam es vor allem in den Townships zu erheblichen fremdenfeindlichen Übergriffen durch schwarze Südafrikaner, insbesondere gegen Flüchtlinge aus Simbabwe und Somalia. Das mangelnde Vorgehen südafrikanischer Politiker gegen fremdenfeindliche Gewalt in der Vergangenheit trug schließlich auch seinen Teil zu den Ereignissen von 2008 bei.
Am 25. September 2008 trat Präsident Mbeki zurück, nachdem spekuliert worden war, er habe auf das Gerichtsverfahren seines Parteirivalen Jacob Zuma Einfluss genommen. Kgalema Motlanthe wurde als Interimspräsident eingesetzt. Die Wahlen im Frühjahr 2009 konnte abermals der ANC für sich entscheiden. Jacob Zuma wurde anschließend zum Präsidenten gewählt.
Am 7. Mai 2014 wurde erneut gewählt. Der ANC konnte abermals eine absolute Mehrheit mit rund 62 % der Stimmen erreichen. Zuma wurde damit in seinem Amt bestätigt. Die Democratic Alliance wurde mit rund 22 % zweitstärkste Partei, vor der neugegründeten Partei Economic Freedom Fighters. In den Amtszeiten von Zuma wurde wegen dessen Amtsführung der Begriff „State Capture“, der u. a. das systematische Ausrauben der Staatskasse beschreibt, geprägt.
Im Jahre 2015 ereigneten sich erneut fremdenfeindliche Angriffe auf afrikanische Arbeitsmigranten, deren Zentrum die Industrieregion Durban war. Es kam im Verlaufe dieser Unruhen zu Todesopfern, Plünderungen und Vertreibung von mehreren tausend Menschen. Im Februar 2018 trat Präsident Zuma auf Druck seiner eigenen Partei zurück und wurde durch Cyril Ramaphosa (ebenfalls ANC) ersetzt, der die Wahlen 2019 gewann.
Bei den Wahlen 2024 erreichte der ANC erstmals seit 1994 nicht mehr die absolute Mehrheit und war daraufhin auf Koalitionspartner angewiesen. Vor der Wahl war Ramaphosas Amtsvorgänger Zuma zur neu gegründeten Partei uMkhonto we Sizwe gewechselt, die bei den Wahlen drittgrößte Partei wurde. Ramaphosa bildete nach der Wahl eine Regierung der Nationalen Einheit mit der Democratic Alliance, der Inkatha Freedom Party und kleineren Parteien.

## Politik

### Verfassung und Bürgerrechte

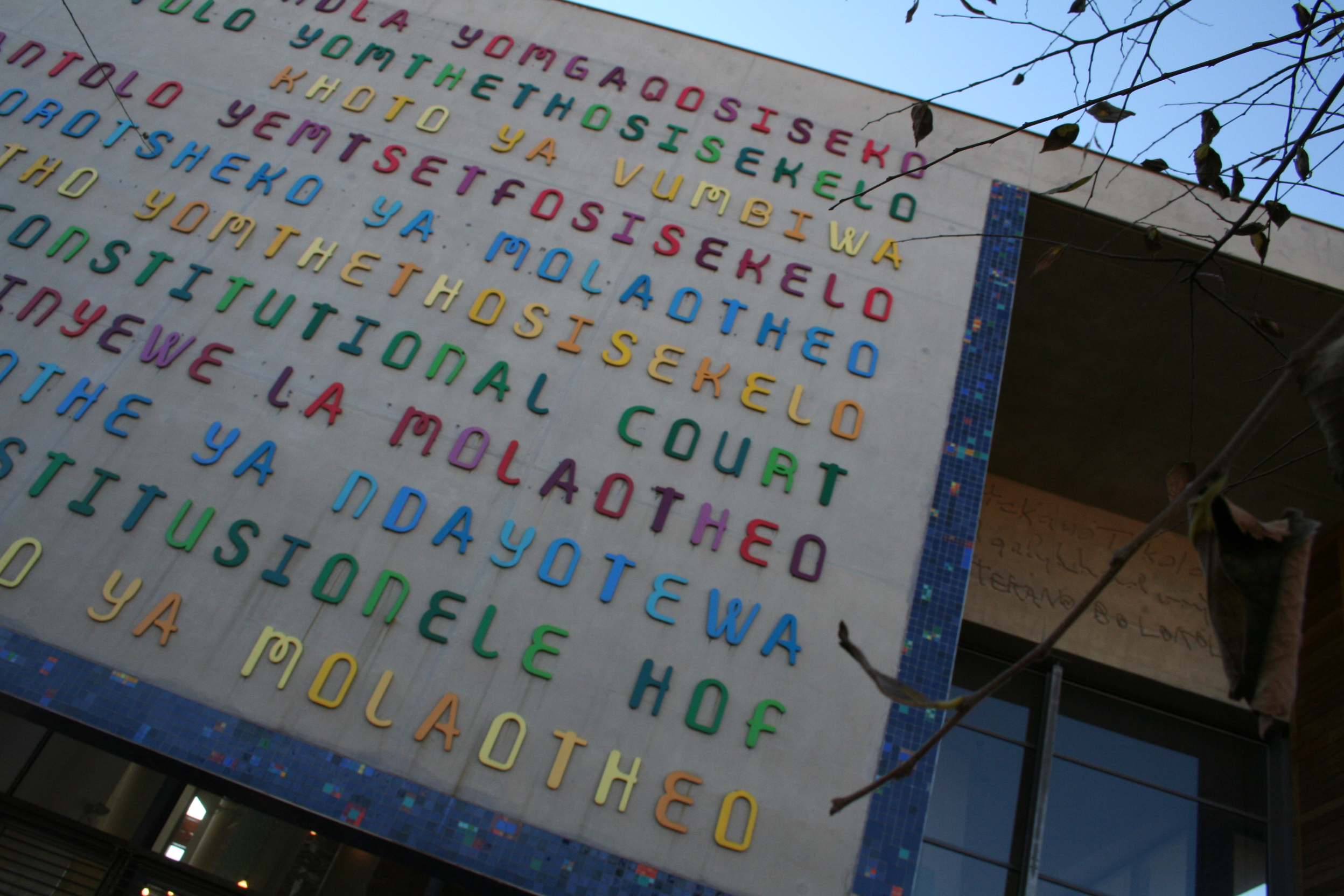
Das südafrikanische Verfassungsgericht in Johannesburg

Nach den Wahlen von 1994 galt in Südafrika eine Übergangsverfassung. Eine verfassunggebende Versammlung musste einberufen werden, die bis zum 9. Mai 1996 eine neue, dauerhafte Verfassung entwarf und verabschiedete. Diese wurde am 4. Dezember 1996 vom südafrikanischen Verfassungsgericht anerkannt, von Präsident Nelson Mandela am 10. Dezember unterschrieben und ist seit dem 3. Februar 1997 gültig. Seither ist die Verfassung die oberste Gesetzesgrundlage des Staates.
Die Verfassung besteht aus einer Präambel, 14 Kapiteln und sieben Anhängen, in denen ein bestimmter Teilbereich, wie beispielsweise Menschenrechte oder die Gewaltenteilung, festgeschrieben sind. Die Bill of Rights der neuen Verfassung garantiert den Bürgern umfangreiche Rechte, wie Gleichheit vor dem Gericht und den Schutz vor Diskriminierung. Als weitere Menschenrechte sind darin das Recht auf Leben, der Schutz vor Sklaverei und Zwangsarbeit, der Schutz der Privatsphäre und des persönlichen Eigentums sowie das Recht auf Freiheit und Unversehrtheit festgeschrieben. Weitere wichtige Punkte sind die Rede-, Religions-, Versammlungs- und Vereinigungsfreiheit. Die Rechte von Gefangenen und Untersuchungshäftlingen sind ebenfalls aufgeführt. Außerdem sieht die Verfassung eine unabhängige und unparteiische Justiz vor.
Die Gleichstellung zwischen den Geschlechtern für die gesamte Bevölkerung hat sich mit dem Ende der Apartheid im Verlaufe der Übergangsverfassung bis hin zum Verfassungsgesetz von 1996 schrittweise vollzogen. Im Februar 1994 beschrieb Cathi Albertyn vom Gender Research Project am Centre for Applied Legal Studies der Witwatersrand-Universität die Lage, wonach eine Gleichstellung der Frauen mit der damals existierenden Verfassung noch nicht gegeben gewesen sei, sondern dass die Frauen ihre Rechte selbst verteidigen und Gleichberechtigung im Rahmen der Verfassung einfordern müssten. Jedoch war das Gewohnheitsrecht, das dem Ehemann eine allumfängliche Entscheidungsgewalt über Angelegenheiten seiner Ehepartnerin gab, bereits durch den General Law Fourth Amendment Act vom Dezember 1993 abgeschafft. Das Vormundschaftsrecht über gemeinsame Kinder steht den Ehepartnern mit dem Guardianship Act von 1993 seit Januar 1994 (Inkrafttreten) nun zu gleichen Teilen zu.

### Recht
Das Verfassungsgericht mit Sitz in Johannesburg ist die höchste Instanz in Verfassungsfragen, während der Supreme Court of Appeal of South Africa in Bloemfontein das höchste ordentliche Gericht ist. Die meisten Verhandlungen werden auf lokaler Ebene in den örtlichen Gerichten abgehalten. Die Verfassung garantiert jedem Staatsbürger das Recht auf eine faire, öffentliche Verhandlung, einen angemessenen Zeitraum für die Urteilsfindung und das Recht auf Berufung.

### Regierung und Parlament

#### Überblick

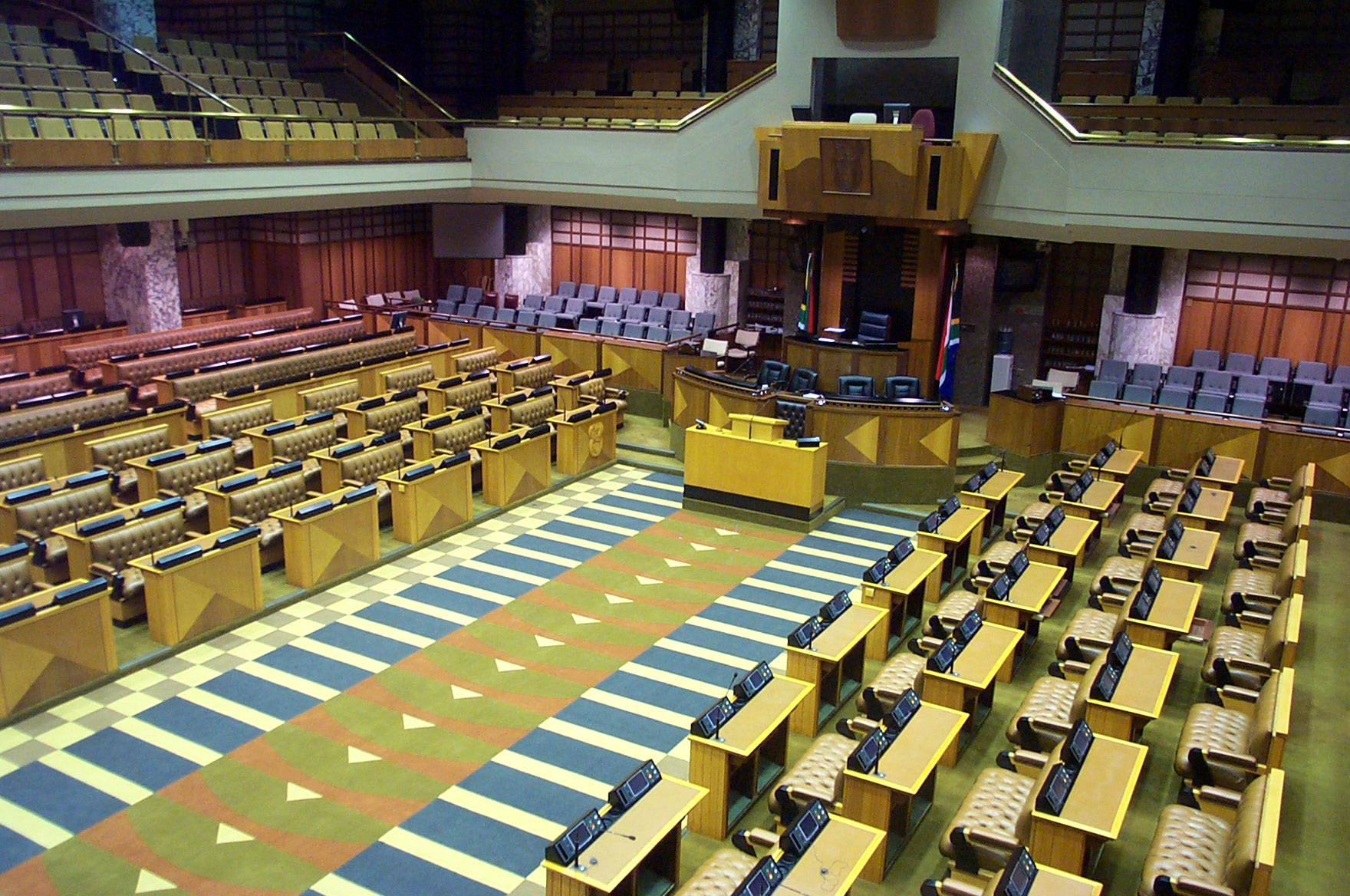
Sitzungssaal der Nationalversammlung von Südafrika

Südafrika ist seit 1961 offiziell Republik. Die ersten demokratischen Wahlen fanden aber erst nach dem Ende der Apartheid im April 1994 statt. Bis Anfang der 1990er-Jahre wurde das Leben in Südafrika durch die international geächtete Apartheid-Politik (Afrikaans Trennung; Politik der getrennten Entwicklung weißer, schwarzer und farbiger Bevölkerungsgruppen) bestimmt. Die sogenannte Wahrheits- und Versöhnungskommission (englisch Truth and Reconciliation Commission) unter Vorsitz des Friedensnobelpreisträgers Bischof Desmond Tutu versuchte zwischen 1996 und 1998, politisch motivierte Verbrechen, die während der Zeit der Apartheid begangen wurden, zu untersuchen und aufzuarbeiten. Die offiziellen Verlautbarungen der Regierung werden über die Government Gazette veröffentlicht.
Seit dem Ende der Apartheid wird die südafrikanische Politik maßgeblich von der ehemaligen Anti-Apartheid-Bewegung African National Congress (ANC) beeinflusst, die in den Wahlen von 2019 rund 57 % aller Stimmen und 230 der 400 Sitze erhielt. Der ANC tritt gemeinsam mit der South African Communist Party (SACP) und dem Gewerkschaftsdachverband COSATU als Tripartite Alliance auf. Zweitstärkste Partei und damit wichtigste Oppositionspartei ist die Democratic Alliance (DA). Die Economic Freedom Fighters (EFF) gelangten 2014 erstmals in die Nationalversammlung, 2019 erhielten sie rund 11 % der Stimmen. Weitere Abgeordnete werden von kleineren Parteien gestellt. Der derzeitige Staats- und Regierungschef Cyril Ramaphosa ist, wie seine Vorgänger Jacob Zuma, Kgalema Motlanthe, Thabo Mbeki und Nelson Mandela, Angehöriger des ANC. Alle Minister im Kabinett Ramaphosa II werden von der Tripartite Alliance gestellt.

#### Legislative

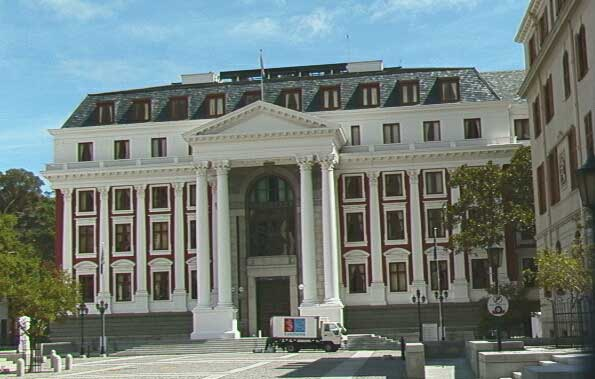
Gebäude der südafrikanischen Nationalversammlung in Kapstadt

Die Legislative des Landes besteht aus einem Zweikammerparlament mit Sitz in Kapstadt. Beide Kammern sind in historischen Parlamentsgebäuden untergebracht. Die erste Kammer, die Nationalversammlung (National Assembly), wird nach dem Verhältniswahlrecht gewählt, wobei jeweils die Hälfte der 400 Mitglieder über landesweite Listen und Provinzlisten in das Parlament einzieht. Die zweite Kammer ist der Provinzrat (National Council of Provinces).
Eine Legislaturperiode dauert in den beiden Häusern fünf Jahre. Die Regierung wird von der National Assembly gewählt und gebildet.
Seit 1995 wird die Parlamentsarbeit durch die davon unabhängige Parliamentary Monitoring Group (deutsch etwa „Parlamentarische Monitoringgruppe“) begleitet. Sie fördert mit ihrer Arbeit die öffentliche Bereitstellung von korrekten und nachprüfbaren Informationen.
In diese Vertretung entsendet jede der neun Provinzen Südafrikas unabhängig von ihrer Größe oder Einwohnerzahl zehn Mitglieder, von denen sechs ständige (gewählte Vertreter aus den Provinzversammlungen / Provincial Legislature) und vier Sonderdelegierte sind, darunter immer der Premierminister der jeweiligen Provinz und von den Mitgliedern der Provincial Legislature nach thematischen Kriterien rotierend ernannte Delegierte. Der jeweilige Premierminister ist der Vorsitzende seiner Provinzdelegation.
Gemäß der Verfassung von 1996 ersetzt der Provinzrat (National Council of Provinces) der Provinzen den früheren Senat (Senat entsprechend der Übergangsverfassung von 1993), wobei sich am Prinzip der Entsendung von durch die Provinzversammlungen ernannten Delegierten nichts geändert hat, wohl aber die Aufstellung der Mitglieder und die Zuständigkeiten der neuen Institution. Der Provinzrat hat heute die Aufgabe, die regionalen Interessen und Anliegen der Provinzen vorrangig durch Mandatsträger zu vertreten, was auch den Schutz kultureller und sprachlicher Traditionen der Minderheiten einschließt, und er ist Handlungsfeld des verfassungsgemäßen Regierungskonzeptes co-operative government (sinngemäß etwa: partnerschaftliches Handeln zwischen nationalen, provinzialen und lokalen Verantwortungsträgern).
Das Parlament verfügt über eine eigene Bibliothek. Sie hält in ihrem Bestand etwa 120.000 Druckerzeugnisse für die Parlamentsmitglieder und -mitarbeiter auf relevanten Themengebieten bereit und ermöglicht den Zugriff auf verschiedene elektronische Datenbanken über SABINET, ein landesweit vernetzter Applikationsserver. Etwa 150 Zeitschriften und Zeitungen informieren aktuell. Ferner gibt es hier Sondersammlungen mit seltenen Monografien, Kunstwerken, historischen Karten, Manuskripten, Fotos und anderen Sammlungsobjekten. Bekannt sind die Mendelssohn Collection/Africana collection (Fotos), Jardine collection (Graphiken) und Anglo Boer War collection (Fotos, Dokumente).
Am 21. Mai 1930 wurde weißen Frauen das aktive und passive Frauenwahlrecht (Women’s Enfranchisement Act, No. 41 of 1930) verliehen. Bei den weißen Männern galten immer noch Eigentumsschranken, bei den Frauen nicht. Männer und Frauen der Coloured- und indischstämmigen Bevölkerung kamen 1984 zu den Wahlberechtigten hinzu, doch durften diese nur für ihre jeweiligen Kammern im Parlament wählen und hatten nach den Verfassungsbestimmungen einen bewusst geringen Einfluss auf die Regierungspolitik. Die Wahlen zu den beiden Kammern waren sehr umstritten und wurden von den meisten Wählern aus diesen Bevölkerungsgruppen abgelehnt (Wahlbeteiligung: Coloureds 17,6 %; Inder 8 %). Auf schwarze Frauen und Männer wurde das Wahlrecht im Januar 1994 ausgedehnt. Erst 1994 wurde das allgemeine Wahlrecht für beide Geschlechter und alle Ethnien praktiziert. Mit der Bill of Rights (Grundrechte) der Verfassung von 1996 wurde das aktive und passive Wahlrecht in section 21 – Political rights für alle Bürger niedergelegt, aber bereits 1994 übten Frauen und Männer diese Rechte aus.

#### Exekutive

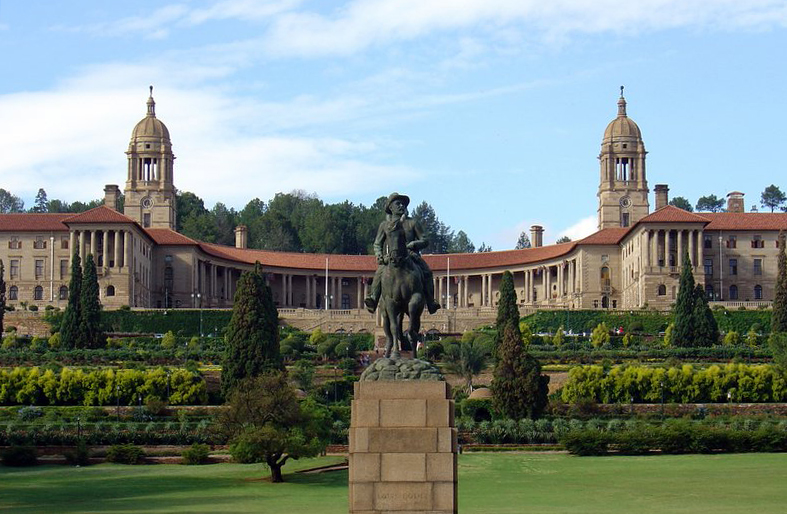
Die Union Buildings in Pretoria, Sitz der Exekutive

Verfassungsgemäß ist der Präsident der Republik Südafrika sowohl Staatsoberhaupt als auch Regierungschef. Seit dem 14. Februar 2018 ist dies Cyril Ramaphosa. Der Präsident wird in der Regel alle fünf Jahre von der Nationalversammlung gewählt und durch einen Vizepräsidenten vertreten, der auch Leader of Government Business (etwa: Leiter der Regierungsgeschäfte) ist. Die Minister werden als Mitglieder des Kabinetts vom Präsidenten ernannt und entlassen. Die Amtsbereiche des Präsidenten und des Vizepräsidenten verfügen jeweils über ein eigenständiges Büro mit einem Mitarbeiterstab. Außerdem sind in der Präsidentenverwaltung drei weitere Amtsträger (Principals) eingebunden: die Minister der Ressorts Performance, Monitoring and Evaluation as well as Administration (Zielerfüllung, Monitoring, Auswertung sowie Verwaltung) und Women (Frauen) sowie der Deputy Minister for Planning, Performance, Monitoring and Evaluation.
Im Bereich der Präsidentenverwaltung gibt es das Cabinet Office, unterteilt in die Hauptabteilungen Cabinet Secretariate und Cabinet Operations, das die politische Arbeit zwischen dem Präsidentenamt und dem Kabinett koordiniert. Ein weiterer Bereich, der Policy Coordination and Advisory Services (PCAS) genannt wird, dessen Hauptaufgabe in der Entwicklung und Umsetzung der Staatspolitik nach einem integrativen Konzept besteht. Dabei wird ein Monitoring politischer Debatten auf strategisch wichtigen Themenfeldern, beispielsweise zur Armutsbekämpfung, ländlichen Entwicklung und Umstrukturierung staatlicher Vermögensbestände betrieben. Für diese Aufgabe existieren vier Hauptabteilungen (chief directorate) mit den Ressorts Governance and Administration (Regierungsarbeit und Verwaltung), International Relations, Peace and Security (Internationale Beziehungen, Frieden und Sicherheitspolitik), Economic Cluster (Wirtschaftskooperation), Justice, Crime Prevention and Security (Justiz, Kriminalprävention und Sicherheit) und Social Sector (Sozialer Sektor).

### Politische Indizes
| Name des Index                     | Indexwert    | Weltweiter Rang | Interpretationshilfe | Jahr |
| ---------------------------------- | ------------ | --------------- | --- | ---- |
| Fragile States Index               | 69,6 von 120 | 80 von 179      | Stabilität des Landes: Warnung 0 = sehr nachhaltig / 120 = sehr alarmierend Rang: 1 = fragilstes Land / 179 = stabilstes Land | 2024 |
| Demokratieindex                    | 7,16 von 10  | 43 von 167      | Unvollständige Demokratie 0 = autoritäres Regime / 10 = vollständige Demokratie                                               | 2024 |
| Freedom in the World Index         | 79 von 100   | —               | Freiheitsstatus: frei 0 = unfrei / 100 = frei                                                                                 | 2024 |
| Rangliste der Pressefreiheit       | 75,7 von 100 | 27 von 180      | Zufriedenstellende Lage für die Pressefreiheit 100 = gute Lage / 0 = sehr ernste Lage                                         | 2025 |
| Korruptionswahrnehmungsindex (CPI) | 41 von 100   | 82 von 181      | 0 = sehr korrupt / 100 = sehr sauber                                                                                          | 2024 |

### Außenpolitik

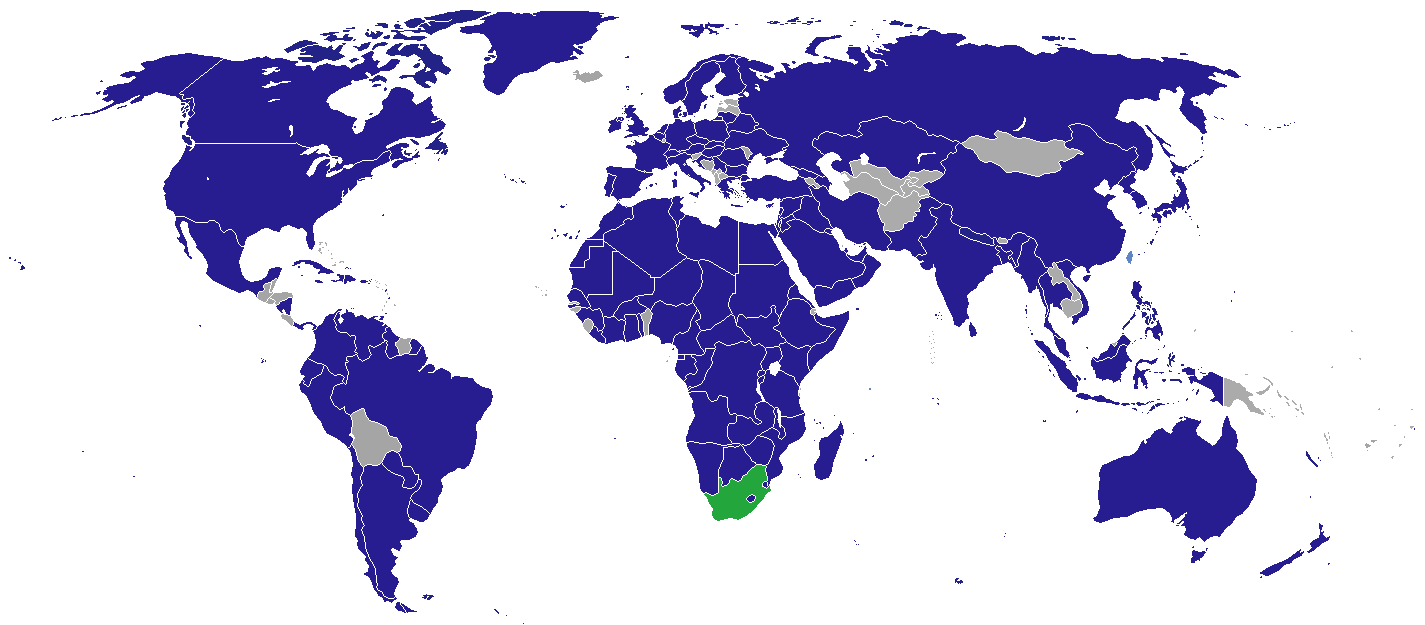
Länder mit diplomatischer Vertretung in Südafrika in blau

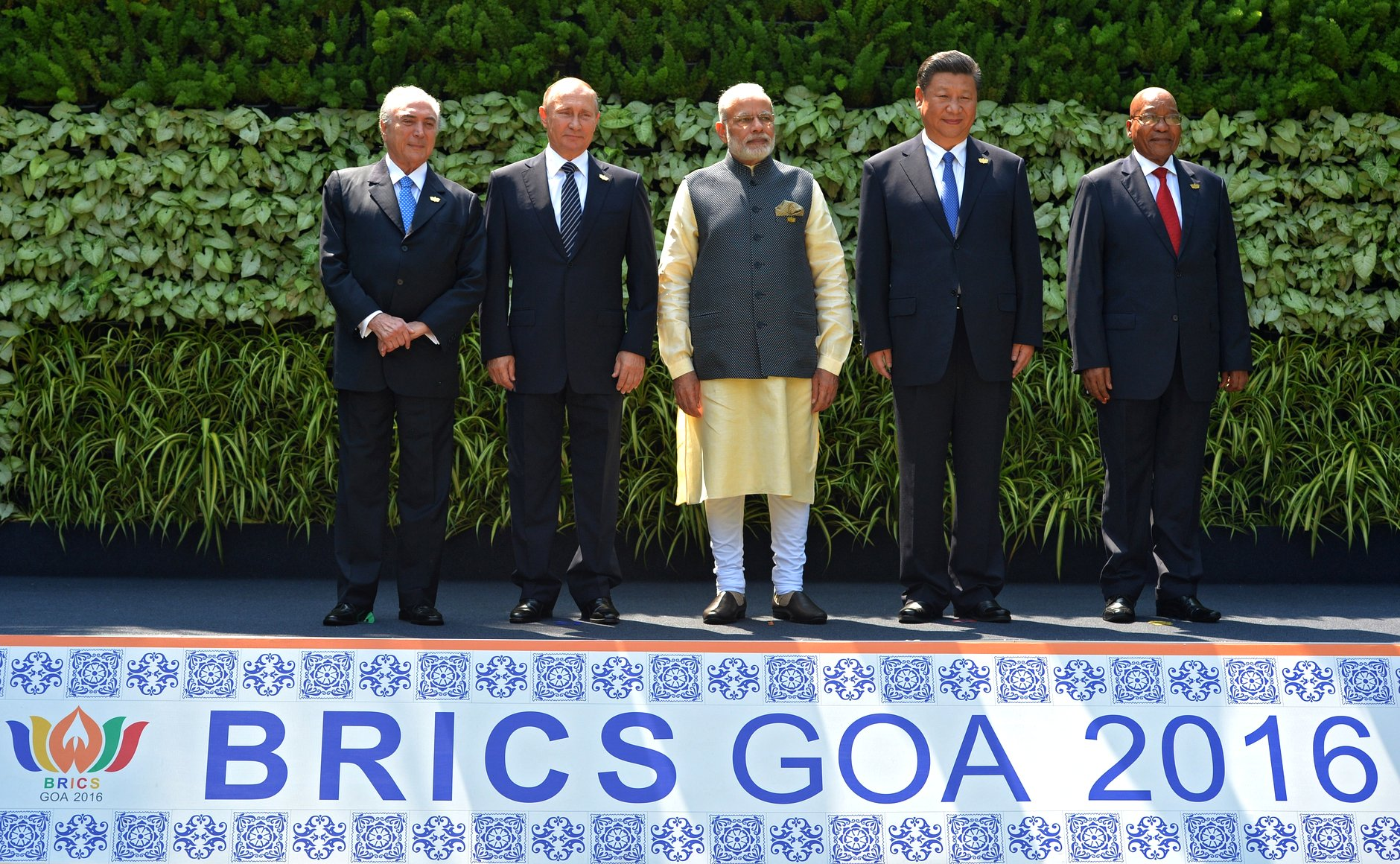
BRICS-Gipfeltreffen in Goa, 2016: Von links nach rechts: Präsident Michel Temer (Brasilien), Präsident Wladimir Putin (Russland), Premier Narendra Modi (Indien), Präsident Xi Jinping (China) und Präsident Jacob Zuma

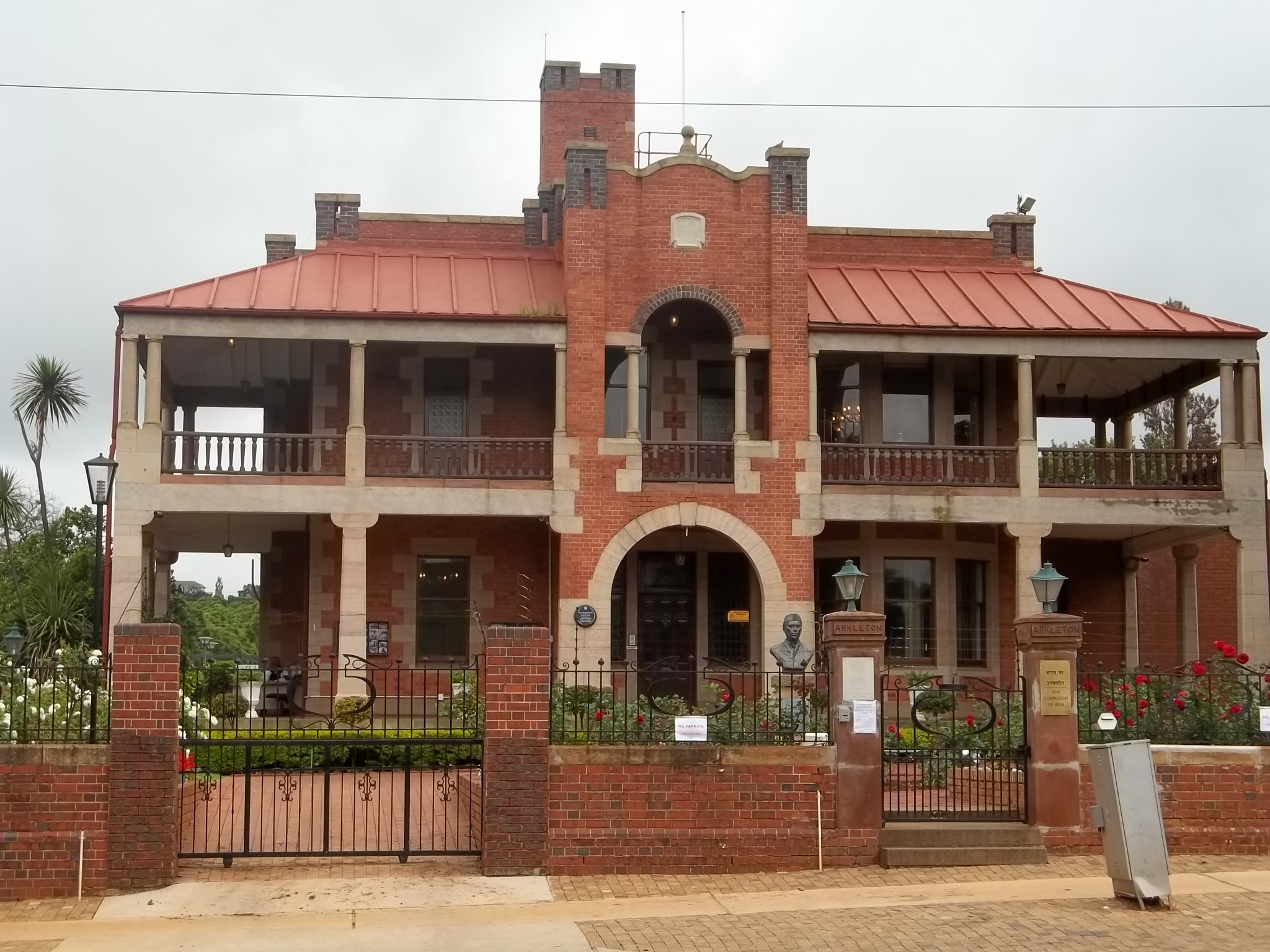
Amtsgebäude der Indian High Commission in Pretoria

Südafrika war ein Gründungsmitglied des Völkerbundes und begann im Jahr 1927 mit der Errichtung von Diplomatischen Vertretungen in den wichtigsten westeuropäischen Ländern und den USA. Die vormalige deutsche Kolonie Deutsch-Südwestafrika (heute Namibia) wurde nach dem Ersten Weltkrieg zum Völkerbund-Mandatsgebiet und als Südwestafrika unter südafrikanische Verwaltung gestellt. Die damaligen südafrikanischen Streitkräfte kämpften während der beiden Weltkriege auf der Seite der Alliierten.
Nach dem Ende des Zweiten Weltkriegs war Südafrika wiederum eines der Gründungsmitglieder der Vereinten Nationen und der damalige Premierminister Jan Christiaan Smuts war sehr stark an der Ausarbeitung der Charta der Vereinten Nationen beteiligt. 1950 bis 1953 nahm die südafrikanische Armee als Teil der UNO-Truppen am Koreakrieg teil. Als Folge der seit 1948 verschärften Apartheid-Politik geriet das Land jedoch in eine jahrzehntelange außenpolitische Isolation. Dem Austritt aus dem Commonwealth of Nations im Jahr 1961 nach einer Volksabstimmung von 1960 folgten das UN-Waffenembargo 1977 sowie mehrere UN-Resolutionen und Sanktionen. Die Wirtschaft brach spürbar ein, Investoren zogen sich aus dem Land zurück, verweigerten Investitionen oder unterbanden den Handel mit südafrikanischen Unternehmen. Sportler und Sportmannschaften wurden von internationalen Veranstaltungen ausgeschlossen und der Tourismus boykottiert. Eine extrem verschärfte innenpolitische Krise flankierte die internationale Isolation des Landes. Der damalige Premierminister Pieter Willem Botha sprach angesichts dieser Lage von einem total onslaught (deutsch: Totalangriff) und setzte ihr ab 1978 sein als Bothanomics bezeichnetes Regierungsprogramm entgegen.
Die damaligen südafrikanischen Streitkräfte wurden während der Apartheidszeit für verschiedene Einsätze in Afrika herangezogen. So wurden unter anderem Truppen in den Bürgerkrieg in Angola entsandt, partiell ein Stellvertreterkrieg zwischen den USA und der Sowjetunion. Das geschah trotz diplomatischer Isolation von amerikanischer Seite. Südafrika war bis 1991 eine Atommacht und besaß sechs Nuklearwaffen aus eigener Produktion und Interkontinentalraketen des Typs RSA-3. Die in den kernwaffentechnischen Anlagen von Pelindaba gebauten atomaren Sprengsätze wurden vor dem Beitritt zum Atomwaffensperrvertrag freiwillig zerstört.
Als Teil einer neuen Politik, die mit dem Amtsantritt von Präsident F. W. de Klerk 1989 begann und die das Ende der Apartheid bedeutete, konnte Namibia im Jahr 1990 die Unabhängigkeit erklären, mit Ausnahme der kleinen Exklave Walfischbucht, die erst im März 1994 an Namibia übergeben wurde. Nach den ersten Wahlen im April 1994, die auch für Nicht-Weiße zugänglich waren, und der Wahl des ersten schwarzen Präsidenten Nelson Mandela, wurden die meisten Sanktionen, die von der internationalen Staatengemeinschaft gegen das Land verhängt wurden, aufgehoben. Am 1. Juni 1994 trat die Republik Südafrika wieder in den Commonwealth ein und wurde am 23. Juni desselben Jahres wieder in die UNO-Vollversammlung aufgenommen. Südafrika trat ebenfalls der Organisation für Afrikanische Einheit (englisch Organisation of African Unity, OAU) bei, die seit 2002 Afrikanische Union heißt.
Nachdem das Land die internationale Isolation mit dem Ende der Apartheid überwunden hat, ist es wieder ein anerkannter Partner geworden. Wichtigste außenpolitische Zielsetzungen sind heute die Erhaltung und der Ausbau guter diplomatischer Beziehungen, besonders mit den Nachbarländern und den Mitgliedern der Afrikanischen Union.
Südafrika ist der einzige Vertreter Afrikas in der G-20-Gruppe und der BRICS-Staaten. Bereits 2007 wurde das Land neben China, Indien, Brasilien und Mexiko zu den G-8-Verhandlungen in Heiligendamm eingeladen. Mit der OECD besteht ebenfalls eine „verstärkte Zusammenarbeit mit Blick auf eine mögliche Mitgliedschaft“. Das Land gilt als Fürsprecher des afrikanischen Kontinents und der Entwicklungs- und Schwellenländer sowie einer neuen Weltwirtschaftsordnung. Es sieht sich jedoch auch dem Vorwurf ausgesetzt, eine hegemoniale Machtposition in Afrika aufbauen zu wollen.
Das Land unterhält 2014 diplomatische und konsularische Beziehungen mit vielen Staaten in der Welt. Dazu werden 104 Botschaften bzw. Hochkommissariate, 15 Generalkonsulate sowie 84 Honorarkonsulate, Honorargeneralkonsulate, Konsularagenturen bzw. Vizekonsulate betrieben. Südafrika verfügt über offizielle Vertretungen bei neun internationalen Organisationen.

### Militär

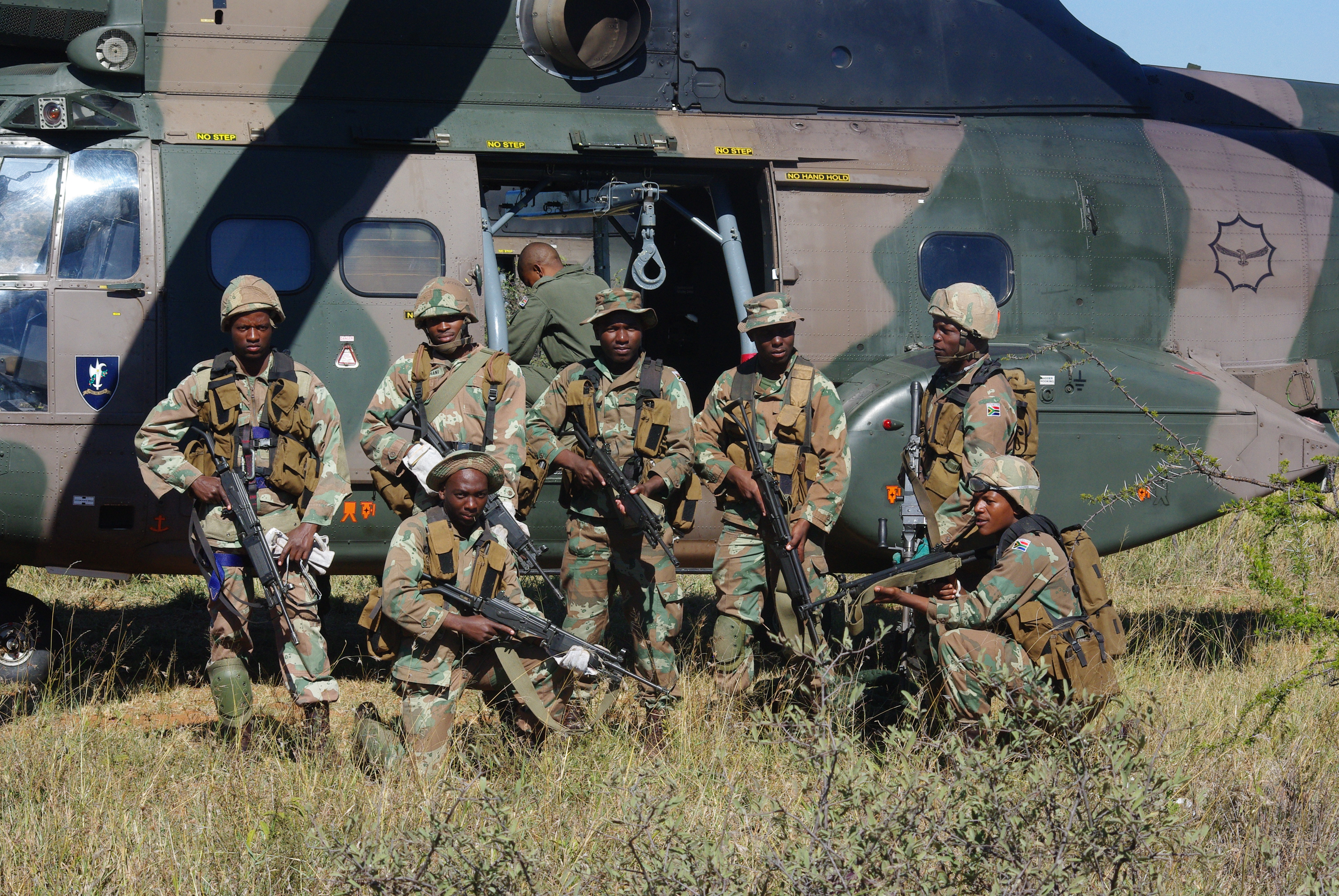
Soldaten der SANDF

Südafrika hat eine eigene Armee, die South African National Defence Force (SANDF). Diese Freiwilligenarmee besteht aus etwa 69.200 Berufssoldaten (Stand 2023) und ist in die Teilstreitkräfte Heer (South African Army), Luftwaffe (South African Air Force), Marine (South African Navy) und Medizinischer Dienst (South African Military Health Service) unterteilt. Die allgemeine Wehrpflicht wurde im Jahr 1994 abgeschafft. Der Befehlshaber der Streitkräfte (seit 2021 Lieutenant-General Rudzani Maphwanya) wird vom Präsidenten ernannt und ist dem Verteidigungsminister (derzeit Thandi Modise) unterstellt. Die SANDF wurde 1994 aus verschiedenen militärischen Gruppierungen und Organisationen des Landes neu zusammengesetzt. Südafrika gab 2017 knapp 1 Prozent seiner Wirtschaftsleistung oder 3,6 Mrd. US-Dollar für seine Streitkräfte aus.
Die südafrikanische Armee hat seit dem Ende der Apartheid vor allem friedenssichernde Missionen in Afrika ausgeführt (so in Lesotho). Südafrika stellt außerdem eine erhebliche Anzahl an Blauhelmsoldaten für UN-Friedensmissionen zur Verfügung. 2008 stehen 1158 Soldaten für die UN-Friedensmission MONUC in der Demokratischen Republik Kongo und 604 Soldaten für die UNAMID im sudanesischen Darfur im Einsatz.
Die staatliche Rüstungsbeschaffung für die Streitkräfte und die Polizei Südafrikas liegt in der Zuständigkeit der Armaments Corporation of South Africa (ARMSCOR), die auch bei der Europäischen Union in der südafrikanischen Vertretung ein Verbindungsbüro unterhält.

## Öffentliche Verwaltung

### Überblick
Die Republik Südafrika ist auf der Basis ihrer Verfassung von 1996 in drei Verwaltungsebenen gegliedert. An der Spitze steht die Staatsverwaltung mit dem Präsidenten, die von ihm geführte nationale Regierung und ihre nachgeordneten Verwaltungsorgane.
Die unterhalb der Regierung folgende Ebene bilden die neun Provinzen (Section 103 der südafrikanischen Verfassung) mit jeweils einem Premierminister (Section 127 der südafrikanischen Verfassung), der den Executive Council (Kabinett, Section 132 der südafrikanischen Verfassung) leitet. Die öffentliche Kontrolle wird durch ein frei gewähltes Abgeordnetengremium, der provincial legislature (Section 104 der südafrikanischen Verfassung), ausgeübt. Die Vertretung der Provinzen auf der nationalen Ebene wird vom National Council of Provinces wahrgenommen, der in Verbindung mit der National Assembly das Zweikammersystem Südafrikas repräsentiert.
Die südafrikanischen Provinzen bestehen insgesamt aus acht Metropolgemeinden sowie 44 district municipalities (Distrikte), die zusammen mit ihren Untergliederungen, den local municipalities (Gemeinden), die Ebene der Lokalverwaltungen (local government) nach Section 151 der Verfassung darstellen. Zur öffentlichen Kontrolle dieser Verwaltungen existieren municipal councils (Munizipalräte, Section 157 der südafrikanischen Verfassung) aus frei gewählten Mitgliedern.
Die Distrikte setzen sich aus insgesamt 205 local municipalities (Gemeinden) zusammen (Stand 2016). Bis 2011 gab es zusätzlich zu diesen Verwaltungseinheiten 20 district management areas, die von ihrer jeweiligen Distriktverwaltung geführt wurden.

### Öffentlicher Dienst
Für die Entwicklung und Unterhaltung des öffentlichen Dienstes ist ein eigenes Ministerium zuständig, das auf der Grundlage des Public Service Act von 1994 (Proclamation 103 vom 3. Juni 1994 in der Government Gazette Nr. 15791) und seinem Änderungsgesetz (Act No. 30 / 2007) sowie weiterer Rechtsvorschriften arbeitet. Für leitende Mitarbeiter des öffentlichen Dienstes in Südafrika betreibt dieses Ministerium eine spezifische Bildungsinstitution. Das ist die Public Administration Leadership and Management Academy (PALAMA), zu deren Aufgaben die Fortbildung von Behördenleitern und den leitenden Bediensteten der mittleren Ebenen gehört. Das Ministerium befasst sich zudem auf seinem Fachgebiet mit Entwicklungsaufgaben in einigen afrikanischen Staaten. Dazu gehören die Demokratische Republik Kongo, Burundi, Ruanda, und Südsudan. Zur Förderung des Prinzips von good governance ist Südafrika hierbei am Programmsektor African Peer Review Mechanism (APRM) beteiligt.
Der öffentliche Dienst einschließlich der Angehörigen der Streitkräfte bestand nach Regierungsinformationen zum Ende Oktober 2011 aus etwa 1,28 Millionen Mitarbeitern. Darunter befanden sich 391.922 Personen im Dienst der nationalen Ebene und 891.430 Personen in den Provinzverwaltungen.

### Provinzen
Mit dem Ende der Apartheid im Jahr 1994 mussten die ehemaligen unabhängigen und quasi-selbstverwalteten Homelands in die politische Struktur Südafrikas reintegriert werden. Das führte zur Auflösung der bisherigen vier Provinzen (Kapprovinz, Natal, Oranje-Freistaat und Transvaal), die durch neun anders gegliederte Provinzen ersetzt wurden und die nun das gesamte Staatsgebiet Südafrikas umfassen. Die Provinzen sind in insgesamt 44 Distrikte unterteilt. Die Provinzen Südafrikas sind:

Distrikte Südafrikas (Stand 2016)

| Nr. | Provinz                 | Ehemalige Provinzen und Homelands                      | Hauptstadt       | Fläche (km²) | Bevölkerung | Bevölkerung | Bevölkerung | Bevölkerung |
| Nr. | Provinz                 | Ehemalige Provinzen und Homelands                      | Hauptstadt       | Fläche (km²) | Okt. 1994   | 2011        | 2017        | Juni 2020   |
| --- | ----------------------- | ------------------------------------------------------ | ---------------- | ------------ | ----------- | ----------- | ----------- | ----------- |
| 1   | Westkap (Western Cape)  | Kapprovinz                                             | Kapstadt         | 129.462      | 3.676.335   | 5.822.734   | 6.510.312   | 7.005.741   |
| 2   | Nordkap (Northern Cape) | Kapprovinz                                             | Kimberley        | 372.889      | 739.450     | 1.145.861   | 1.213.996   | 1.292.786   |
| 3   | Ostkap (Eastern Cape)   | Kapprovinz Transkei, Ciskei                            | Bhisho           | 168.966      | 6.416.965   | 6.562.053   | 6.498.683   | 6.734.001   |
| 4   | KwaZulu-Natal           | Natal KwaZulu, Transkei                                | Pietermaritzburg | 94.361       | 8.577.799   | 10.267.300  | 11.074.784  | 11.531.628  |
| 5   | Freistaat (Free State)  | Oranje-Freistaat Bophuthatswana, QwaQwa                | Bloemfontein     | 129.825      | 2.749.583   | 2.745.590   | 2.866.678   | 2.928.903   |
| 6   | Nordwest (North West)   | Transvaal, Kapprovinz Bophuthatswana                   | Mahikeng         | 104.882      | 3.315674    | 3.509.953   | 3.856.174   | 4.108.816   |
| 7   | Gauteng                 | Transvaal                                              | Johannesburg     | 18.178       | 6.946.953   | 12.272.263  | 14.278.669  | 15.488.137  |
| 8   | Mpumalanga              | Transvaal KwaNdebele, KaNgwane, Bophuthatswana, Lebowa | Mbombela         | 76.495       | 2.953.232   | 4.039.939   | 4.444.212   | 4.679.786   |
| 9   | Limpopo                 | Transvaal Venda, Lebowa, Gazankulu                     | Polokwane        | 125.754      | 5.272.583   | 5.404.868   | 5.778.442   | 5.852.553   |

## Wirtschaft

### Wirtschaftsgeschichte

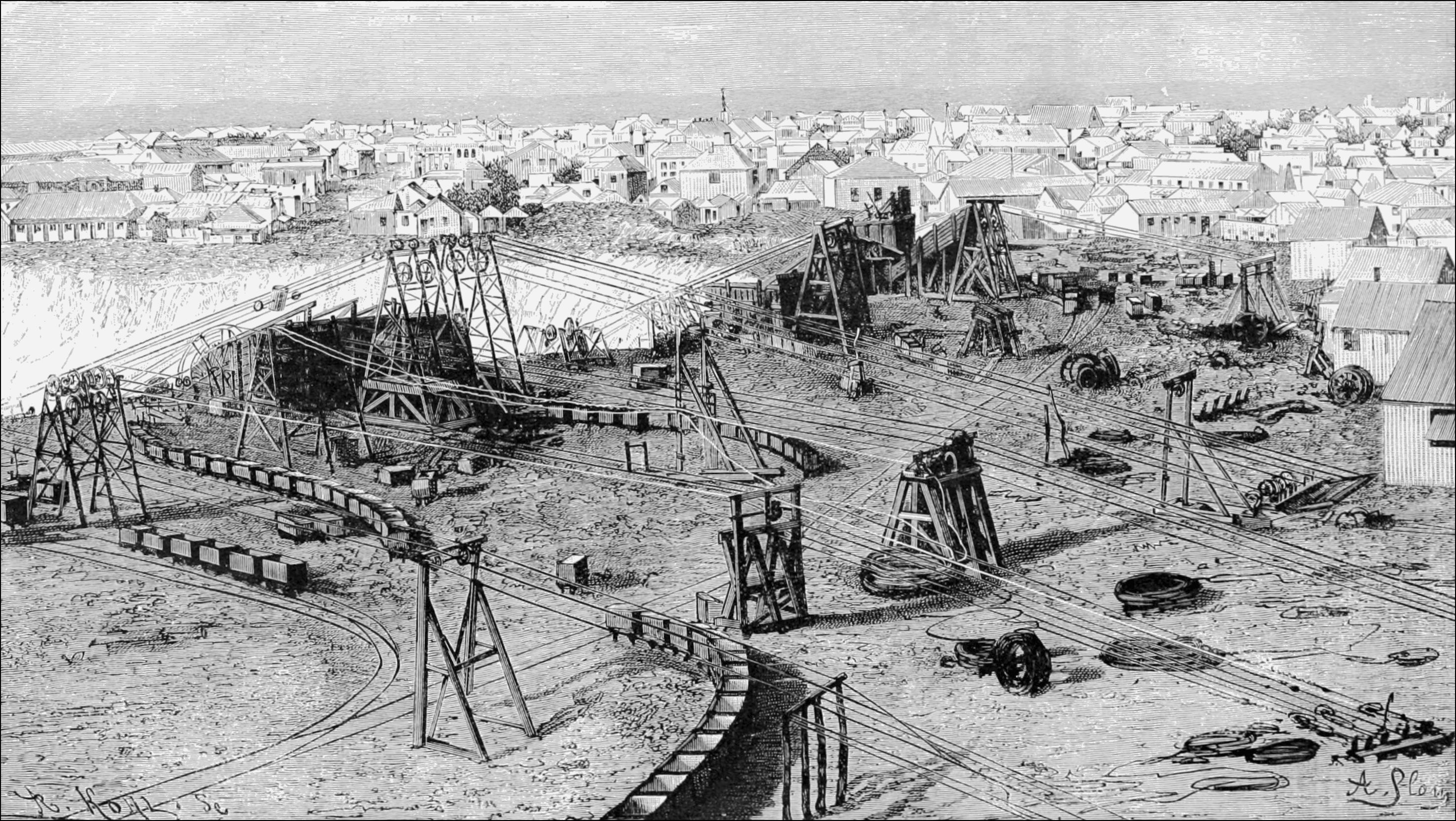
Diamantenmine in Kimberley (1892)

Historische Entwicklung des realen Bruttoinlandsprodukts

Im heutigen Südafrika dominierte lange die Subsistenzwirtschaft. Die ersten weißen Siedler richteten ab 1652 in Kapstadt eine Versorgungsstation für Schiffsbesatzungen ein, für die Nahrungsmittel angebaut werden mussten. Die Landwirtschaft dominierte, bis 1867 am Ufer des Oranje die ersten Diamanten entdeckt wurden. Vor allem in Kimberley wurden in der Folge Diamanten gefördert. Erste Goldfunde im östlichen Transvaal lockten viele Goldgräber an. 1886 wurde im Witwatersrand erstmals Gold gefunden, worauf zum Ende des Jahrhunderts ein Goldrausch folgte, der zur Entstehung großer Städte wie Johannesburg führte. In der Folge kam es zum Zweiten Burenkrieg, in dem die Briten die Oberhoheit über das Gebiet gewannen. Weitere Bodenschätze wurden in rascher Folge gefunden. Die hohen Gewinne kamen während der Apartheid vor allem der weißen Bevölkerungsgruppe zugute. Schwarze Bergleute mussten meist riskante, schlecht bezahlte Arbeiten verrichten. Oft waren es Wanderarbeiter – so arbeiteten 1977 über 128.000 Bergleute aus Lesotho in den südafrikanischen Minen. In den Jahren nach 1980 gingen vor allem im Bergbau viele Arbeitsplätze verloren.

### Wirtschaftspolitik

#### Staatshaushalt
Der Staatshaushalt umfasste 2016 Ausgaben von umgerechnet 86,5 Milliarden US-Dollar, dem standen Einnahmen von umgerechnet 76,6 Milliarden US-Dollar gegenüber. Daraus ergibt sich ein Haushaltsdefizit in Höhe von 3,5 % des BIP.
Die Staatsverschuldung betrug 2016 129,7 Milliarden US-Dollar oder 43,4 % des BIP.
Anteil der Staatsausgaben 2006 (in % des BIP) verschiedener Bereiche:
- Gesundheit:[114] 8,0 %
- Bildung:[113] 5,4 %
- Militär:[113] 1,7 %

#### Internationale Abkommen
Seit 1975 ist ein Doppelbesteuerungsabkommen mit Deutschland in Kraft, seit 2008 gibt es einen Text für ein neues Abkommen, das aber noch nicht in Kraft getreten ist.
Seit 21. September 2010 ist Südafrika offizielles Mitglied der BRIC-Staatengemeinschaften, die damit zur BRICS-Gemeinschaft erweitert wurde.

### Wirtschaftsstruktur
Wirtschaftskennzahlen

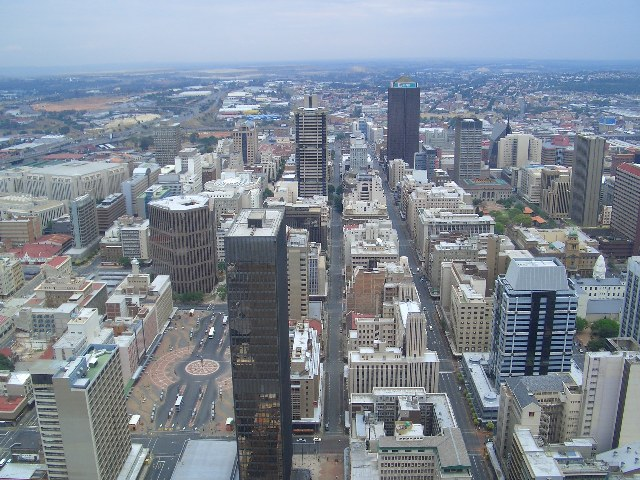
Zentrum von Johannesburg

Pro-Kopf-Einkommen verschiedener ethnischer Gruppen in Südafrika relativ zum Einkommen von Weißen

Die wichtigen Wirtschaftskennzahlen Bruttoinlandsprodukt, Inflation, Haushaltssaldo und Außenhandel entwickelten sich folgendermaßen:
| Veränderung des Bruttoinlandsprodukts (BIP), real | Veränderung des Bruttoinlandsprodukts (BIP), real | Veränderung des Bruttoinlandsprodukts (BIP), real | Veränderung des Bruttoinlandsprodukts (BIP), real | Veränderung des Bruttoinlandsprodukts (BIP), real | Veränderung des Bruttoinlandsprodukts (BIP), real | Veränderung des Bruttoinlandsprodukts (BIP), real | Veränderung des Bruttoinlandsprodukts (BIP), real | Veränderung des Bruttoinlandsprodukts (BIP), real | Veränderung des Bruttoinlandsprodukts (BIP), real | Veränderung des Bruttoinlandsprodukts (BIP), real | Veränderung des Bruttoinlandsprodukts (BIP), real | Veränderung des Bruttoinlandsprodukts (BIP), real | Veränderung des Bruttoinlandsprodukts (BIP), real | Veränderung des Bruttoinlandsprodukts (BIP), real | Veränderung des Bruttoinlandsprodukts (BIP), real | Veränderung des Bruttoinlandsprodukts (BIP), real | Veränderung des Bruttoinlandsprodukts (BIP), real | Veränderung des Bruttoinlandsprodukts (BIP), real | Veränderung des Bruttoinlandsprodukts (BIP), real | Veränderung des Bruttoinlandsprodukts (BIP), real |
| in % gegenüber dem Vorjahr                        | in % gegenüber dem Vorjahr                        | in % gegenüber dem Vorjahr                        | in % gegenüber dem Vorjahr                        | in % gegenüber dem Vorjahr                        | in % gegenüber dem Vorjahr                        | in % gegenüber dem Vorjahr                        | in % gegenüber dem Vorjahr                        | in % gegenüber dem Vorjahr                        | in % gegenüber dem Vorjahr                        | in % gegenüber dem Vorjahr                        | in % gegenüber dem Vorjahr                        | in % gegenüber dem Vorjahr                        | in % gegenüber dem Vorjahr                        | in % gegenüber dem Vorjahr                        | in % gegenüber dem Vorjahr                        | in % gegenüber dem Vorjahr                        | in % gegenüber dem Vorjahr                        | in % gegenüber dem Vorjahr                        | in % gegenüber dem Vorjahr                        | in % gegenüber dem Vorjahr                        |
| ------------------------------------------------- | ------------------------------------------------- | ------------------------------------------------- | ------------------------------------------------- | ------------------------------------------------- | ------------------------------------------------- | ------------------------------------------------- | ------------------------------------------------- | ------------------------------------------------- | ------------------------------------------------- | ------------------------------------------------- | ------------------------------------------------- | ------------------------------------------------- | ------------------------------------------------- | ------------------------------------------------- | ------------------------------------------------- | ------------------------------------------------- | ------------------------------------------------- | ------------------------------------------------- | ------------------------------------------------- | ------------------------------------------------- |
| Jahr                                              | 2004                                              | 2005                                              | 2006                                              | 2007                                              | 2008                                              | 2009                                              | 2010                                              | 2011                                              | 2012                                              | 2013                                              | 2014                                              | 2015                                              | 2016                                              | 2017                                              | 2018                                              | 2019                                              | 2020                                              | 2021                                              | 2022                                              | 2023                                              |
| Veränderung                                       | 4,6                                               | 4,9                                               | 5,6                                               | 5,4                                               | 3,2                                               | −1,5                                              | 3,0                                               | 3,2                                               | 2,4                                               | 2,5                                               | 1,5                                               | 1,3                                               | 0,7                                               | 1,2                                               | 1,6                                               | 0,3                                               | −6,0                                              | 4,7                                               | 1,9                                               | 0,6                                               |
| Quellen:Weltbank                                  |                                                   |                                                   |                                                   |                                                   |                                                   |                                                   |                                                   |                                                   |                                                   |                                                   |                                                   |                                                   |                                                   |                                                   |                                                   |                                                   |                                                   |                                                   |                                                   |                                                   |

| Entwicklung des BIP (nominal) | Entwicklung des BIP (nominal) | Entwicklung des BIP (nominal) | Entwicklung des BIP (nominal) | Entwicklung des BIP (nominal) | Entwicklung des BIP (nominal) | Entwicklung des BIP (nominal) | Entwicklung des BIP (nominal) | Entwicklung des BIP (nominal) | Entwicklung des BIP (nominal) | Entwicklung des BIP (nominal) |
| ----------------------------- | ----------------------------- | ----------------------------- | ----------------------------- | ----------------------------- | ----------------------------- | ----------------------------- | ----------------------------- | ----------------------------- | ----------------------------- | ----------------------------- |
| Jahr                          | 2014                          | 2015                          | 2016                          | 2017                          | 2018                          | 2019                          | 2020                          | 2021                          | 2022                          | 2023                          |
| BIP absolut (in Mrd. US$)     | 381                           | 347                           | 323                           | 381                           | 405                           | 388                           | 335                           | 420                           | 405                           | 378                           |
| BIP je Einw. (in Tsd. US$)    | 7,0                           | 6,3                           | 5,8                           | 6,7                           | 7,0                           | 6,6                           | 5,7                           | 7,0                           | 6,8                           | 6,2                           |
| Quellen: gtai IWF, Weltbank   |                               |                               |                               |                               |                               |                               |                               |                               |                               |                               |

| Entwicklung der Inflationsrate | Entwicklung der Inflationsrate | Entwicklung der Inflationsrate | Entwicklung der Inflationsrate | Entwicklung des Haushaltssaldos                    | Entwicklung des Haushaltssaldos                    | Entwicklung des Haushaltssaldos                    | Entwicklung des Haushaltssaldos                    |
| in % gegenüber dem Vorjahr     | in % gegenüber dem Vorjahr     | in % gegenüber dem Vorjahr     | in % gegenüber dem Vorjahr     | in % des BIP („minus“ = Defizit im Staatshaushalt) | in % des BIP („minus“ = Defizit im Staatshaushalt) | in % des BIP („minus“ = Defizit im Staatshaushalt) | in % des BIP („minus“ = Defizit im Staatshaushalt) |
| ------------------------------ | ------------------------------ | ------------------------------ | ------------------------------ | -------------------------------------------------- | -------------------------------------------------- | -------------------------------------------------- | -------------------------------------------------- |
| Jahr                           | 2021                           | 2022                           | 2023                           | Jahr                                               | 2021                                               | 2022                                               | 2023                                               |
| Inflationsrate                 | 3,2                            | 7,0                            | 6,1                            | Haushaltssaldo                                     | −6,4                                               | −5,8*                                              | −6,1*                                              |
| Quellen: Weltbank, gtai        | Quellen: Weltbank, gtai        | Quellen: Weltbank, gtai        | Quellen: Weltbank, gtai        | Quellen: Weltbank, gtai                            | * = Prognose                                       | * = Prognose                                       | * = Prognose                                       |

| Entwicklung des Außenhandels                                 | Entwicklung des Außenhandels                                 | Entwicklung des Außenhandels                                 | Entwicklung des Außenhandels                                 | Entwicklung des Außenhandels                                 | Entwicklung des Außenhandels                                 | Entwicklung des Außenhandels                                 |
| in Mrd. US$ und seine Veränderung gegenüber dem Vorjahr in % | in Mrd. US$ und seine Veränderung gegenüber dem Vorjahr in % | in Mrd. US$ und seine Veränderung gegenüber dem Vorjahr in % | in Mrd. US$ und seine Veränderung gegenüber dem Vorjahr in % | in Mrd. US$ und seine Veränderung gegenüber dem Vorjahr in % | in Mrd. US$ und seine Veränderung gegenüber dem Vorjahr in % | in Mrd. US$ und seine Veränderung gegenüber dem Vorjahr in % |
| ------------------------------------------------------------ | ------------------------------------------------------------ | ------------------------------------------------------------ | ------------------------------------------------------------ | ------------------------------------------------------------ | ------------------------------------------------------------ | ------------------------------------------------------------ |
|                                                              | 2021                                                         | 2021                                                         | 2022                                                         | 2022                                                         | 2023                                                         | 2023                                                         |
|                                                              | Mrd. US$                                                     | % gg.Vj.                                                     | Mrd. US$                                                     | % gg.Vj.                                                     | Mrd. US$                                                     | % gg.Vj.                                                     |
| Einfuhr                                                      | 93,4                                                         | +35,5                                                        | 111,9                                                        | +19,7                                                        | 107,1                                                        | −4,3                                                         |
| Ausfuhr                                                      | 121,3                                                        | +42,4                                                        | 121,6                                                        | +0,2                                                         | 119,6                                                        | −9,1                                                         |
| Saldo                                                        | +27,9                                                        |                                                              | +9,7                                                         |                                                              | +3,5                                                         |                                                              |
| Quelle: gtai                                                 |                                                              |                                                              |                                                              |                                                              |                                                              |                                                              |

| Export (in Prozent) nach | Export (in Prozent) nach | Import (in Prozent) von      | Import (in Prozent) von |
| ------------------------ | ------------------------ | ---------------------------- | ----------------------- |
| Volksrepublik China      | 11,3                     | Volksrepublik China          | 20,5                    |
| Vereinigte Staaten       | 7,5                      | Vereinigte Staaten           | 8,6                     |
| Deutschland              | 6,8                      | Deutschland                  | 8,1                     |
| Mosambik                 | 5,6                      | Indien                       | 7,0                     |
| Japan                    | 5,2                      | Vereinigte Arabische Emirate | 3,7                     |
| Vereinigtes Königreich   | 4,8                      | Thailand                     | 3,3                     |
| Indien                   | 4,6                      | Saudi-Arabien                | 2,9                     |
| sonstige Staaten         | 55,2                     | sonstige Staaten             | 45,9                    |

Bruttoinlandsprodukt
Südafrika ist mit einem Bruttoinlandsprodukt von über 351 Milliarden US-Dollari im Jahr 2019 nach Nigeria die zweitgrößte Volkswirtschaft Afrikas und gehört der G8+5 an. Teilbereiche der ländlichen Gebiete in den ehemaligen Homelands ähneln jedoch einem Entwicklungsland. Das BIP pro Kopf liegt bei 5067 Dollar pro Kopf, damit liegt es auf Rang 6 in Afrika (Stand 2019). Im Global Competitiveness Index, der die Wettbewerbsfähigkeit eines Landes misst, belegte Südafrika Platz 61 von 137 Ländern (Stand 2017–18). Im Index für wirtschaftliche Freiheit belegte Südafrika 2023 Platz 116 von 176 Ländern.
Südafrika dominiert die Wirtschaft des südlichen Afrika und bildet bereits seit 1910 zusammen mit Eswatini, Namibia, Lesotho und Botswana die Zollunion des Südlichen Afrika (SACU). Darüber hinaus ist Südafrika Mitglied der Entwicklungsgemeinschaft des südlichen Afrikas (SADC) sowie des Entwicklungsprogramms Neue Partnerschaft für Afrikas Entwicklung (NEPAD) der Afrikanischen Union.
Der Beitrag der verschiedenen Wirtschaftssektoren zum Bruttoinlandsprodukt liegt zu 66 % beim Dienstleistungssektor und 31 % bei der Industrie. Südafrika hat ein gut entwickeltes Finanz- und Rechtssystem und eine allgemein gut ausgebaute Infrastruktur (Kommunikations-, Energie- und Transportwesen). Im Zeitraum 2005–2007 wuchs Südafrika um jährlich 5 %, 2012 verlangsamte sich das Wachstum auf geschätzt 2,6 %. Die Wachstumsrate der Wirtschaft hatte sich in den 2010er Jahren verlangsamt. Die Staatsverschuldung lag 2012 bei 43,3 % des BIP. Mit dem Staatsunternehmen Industrial Development Corporation verfügt das Land über einen über Jahrzehnte gewachsenen und erfahrenen Einflussfaktor auf dem Gebiet der Industrie- und Infrastrukturentwicklung.

#### Arbeitsmarkt
Die wirtschaftliche Benachteiligung der nicht-weißen Bevölkerung konnte nach dem Ende der Apartheid nicht grundlegend beseitigt werden. Zwischen 1994 und 2004 stieg die Arbeitslosigkeit bei Schwarzen von 36 % auf 47 %. Deren Durchschnittseinkommen sank sogar real um 19 %, das der Weißen stieg hingegen um 15 %. Die Armutsquote erhöhte sich ebenfalls. Allerdings stieg der Anteil schwarzer Manager in börsennotierten Unternehmen von 0 % auf 20 %. Um die wirtschaftliche Benachteiligung der schwarzen Bevölkerung zu beenden, versucht die ANC-geführte Regierung im Rahmen des Broad-Based Black Economic Empowerment-Programms, Stellen in der Verwaltung und den großen Industriekonzernen vermehrt mit schwarzen Bewerbern zu besetzen. Vertreter der weißen Bevölkerung kritisieren an dieser südafrikanischen Variante der Affirmative Action, dass die Leistung nicht mehr im Vordergrund stehe. Viele Fachkräfte, insbesondere Ärzte und Ingenieure, reagieren mit Auswanderung, vor allem nach Australien, Kanada und in die USA.

### Südafrikanische Börse und Finanzdienstleister
Die wichtigste Börse Südafrikas ist die Johannesburger Börse. Sie ist zudem die größte Börse Afrikas und ist eine der zwanzig größten weltweit.An zweiter Stelle steht die Cape Town Stock Exchange mit Sitz in Kapstadt. Zu den größten Unternehmen im Finanzdienstleistungssektor des Landes zählen unter anderem Absa Bank, FirstRand, Nedbank, Sanlam und die Standard Bank Group. Der Dienstleistungssektor insgesamt bildet den stärksten Faktor in der südafrikanischen Wirtschaft.

### Landwirtschaft

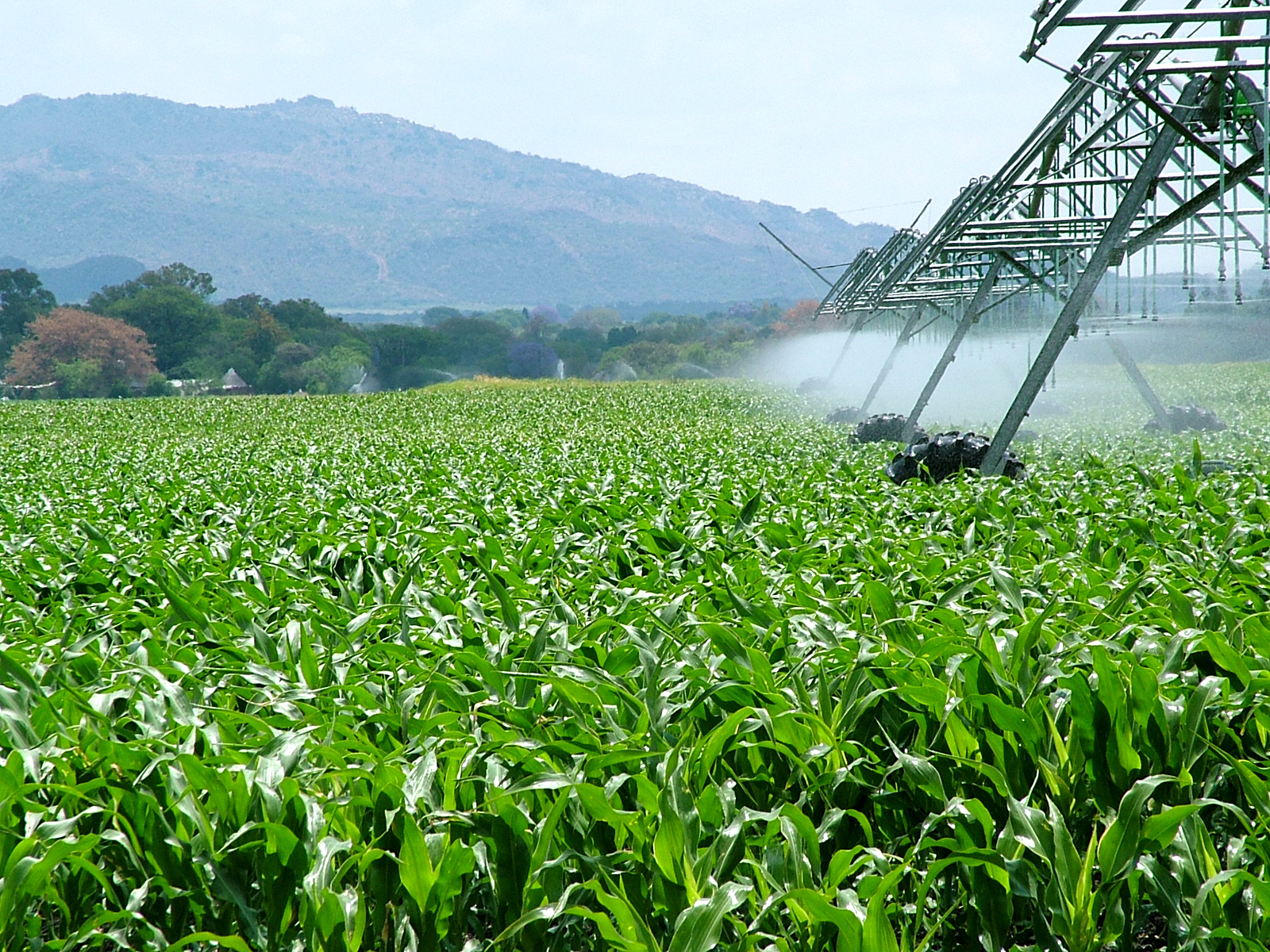
Maisfeld in Südafrika

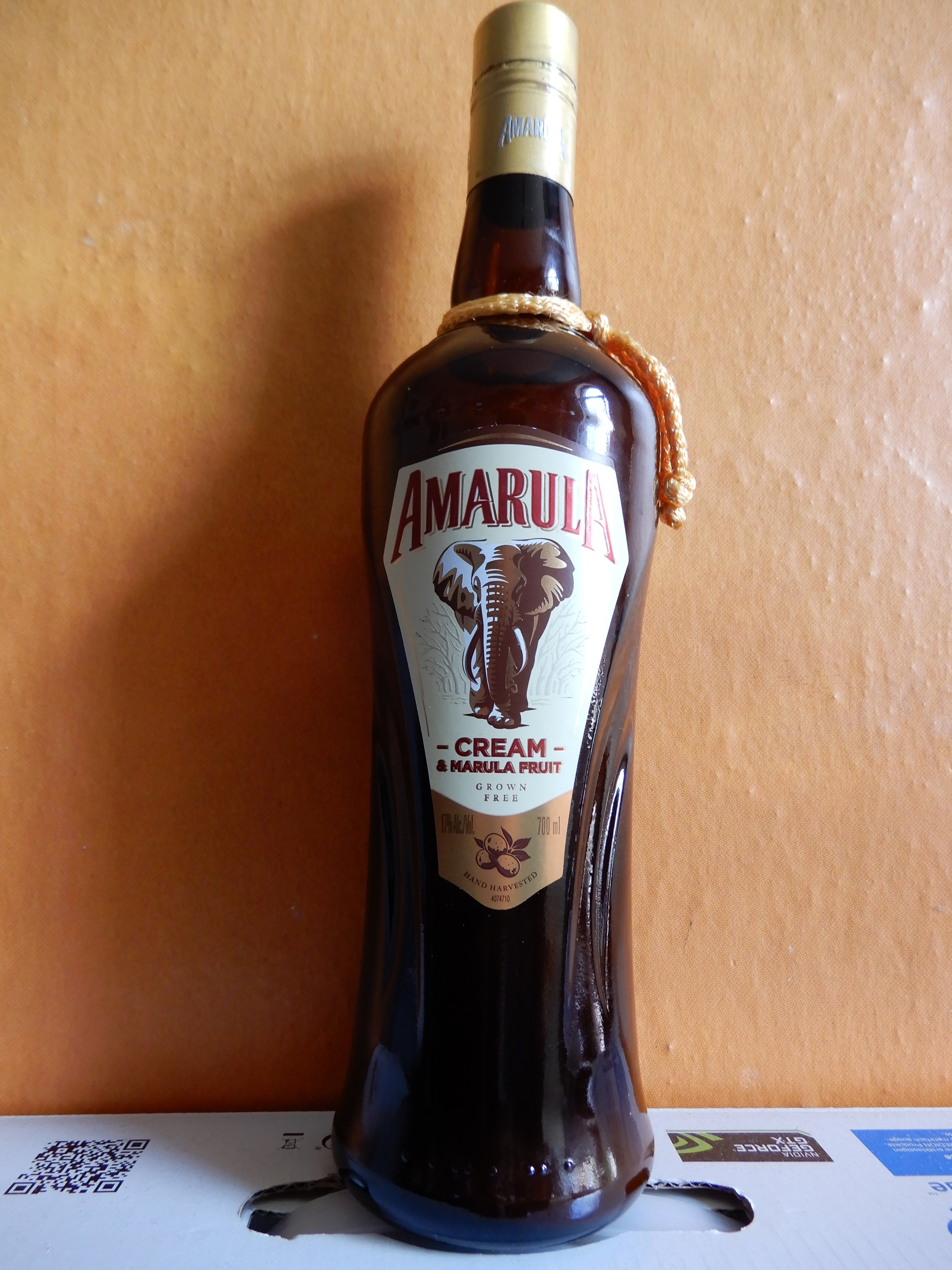
Amarula Cream wird in Südafrika aus der Marula-Frucht hergestellt und weltweit vermarktet.

Obwohl nur 2,4 Prozent des südafrikanischen Bruttoinlandsprodukts aus der Landwirtschaft stammen, ist dieser Sektor für rund 5 % (2020) der Arbeitsplätze Südafrikas verantwortlich, dieser Anteil sinkt seit 2016 allerdings stetig. Produziert werden vor allem Getreide (überwiegend Mais und Weizen), Zuckerrohr, Obst und Gemüse, Fleisch und Wein. Regionen mit intensiver Landwirtschaft finden sich in den klimatisch begünstigten Arealen des Landes, nämlich in der Region um Kapstadt mit einem feuchten und gemäßigten Klima, wo vor allem Gemüse und Obst wie Äpfel oder auch Trauben für Wein angebaut werden, und an der Küste zum Indischen Ozean, hier werden viele exotische Früchte aber auch Zuckerrohr aufgrund des tropischen Klimas angebaut. Des Weiteren findet man im Highveld, einem Hochplateau im Landesinneren, vor allem Getreideanbau, der hier aufgrund der Höhe deutlich bessere klimatische Bedingung findet als anderswo im Landesinneren. Als einer der Gebiete mit dem anspruchsvollsten Klima Südafrikas kann man in der Kalahari-Wüste und anderen Wüstenregionen an der Nordgrenze Südafrikas lediglich Viehzucht betreiben z. B. zur Produktion von Mohair. In den übrigen Regionen dominiert vor allem Landwirtschaft zur Selbstversorgung, da außerhalb der oben genannten Gebiete keine wirtschaftlich lohnende Landwirtschaft möglich ist. Allerdings wurden auf der Basis ausgedehnter Bewässerungssysteme im 20. Jahrhundert weitere Gebiete landwirtschaftlich erschlossen, wie beispielsweise durch Vaalharts Water. Diese frühen Investitionen haben dazu geführt, dass 60 % des Wasserbrauches Südafrikas auf die Landwirtschaft zurückzuführen sind, da die Systeme oft veraltet und ineffizient sind. Ein Problem für ein von Wasserknappheit gekennzeichnetes Land wie Südafrika.
Der Weinbau in Südafrika ist international auf den vorderen Plätzen zu finden und wurde durch französische Hugenotten, die aufgrund von Verfolgung im 17. Jahrhundert über Holland nach Südafrika flüchteten, populär. Die ersten Weinreben wurden allerdings schon vom holländischen Gründer von Kapstadt Jan van Riebeeck im Jahr 1656 gepflanzt. Dessen Nachfolger legte auch das erste Weingut Südafrikas 1679 an. Insgesamt produzieren heute 425 Güter fast 4000 verschiedene Weine. Die bekannten Weinbauregionen um Stellenbosch, Franschhoek, Paarl und Somerset West bilden den Schwerpunkt dieses Agrarsektors in der Provinz Westkap. Mehr als 300 Weingüter sind allein in diesem Gebiet angesiedelt. Seit 1994 stieg Südafrikas Weinexport von 51 Millionen auf 420 Millionen Liter im Jahr 2018 an. Der größere Teil der Gesamtproduktionsmenge von 960,2 Millionen Litern (Stand 2018) wird im Land selbst konsumiert oder weiter verarbeitet. Etwa 163,9 Millionen Liter gelangten im selben Jahr als abgefüllte Weine in den Export. Der Wein wird seit den 1980ern, nach dem Aufheben von Handelsrestriktionen aufgrund der Apartheid-Politik, auch nach Deutschland exportiert (siehe Weinbau in Südafrika). Die Preise starten hierzulande bei ca. 5 € pro Liter. Eine Obergrenze lässt sich hier natürlich nicht nennen, da das Weinanbaugebiet mittlerweile sehr renommiert ist und auch bei Weinkenner, aufgrund hochwertiger Weine, immer beliebter wird, sodass sich mittlerweile eine Art Weintourismus etabliert hat, auf den die Güter mit hochwertigen Gästehäusern und Hotels reagieren. Hierbei profitieren sie nicht nur von einer zusätzlichen Einnahmequelle, sondern auch von der Direktvermarktung ihrer Produkte. Insgesamt schafft der Weinanbau in Südafrika so direkt aber auch indirekt 300.000 Arbeitsstellen landesweit. Auch hochprozentige Alkoholika exportiert Südafrika in größerem Maßstab, u. a. Spirituosen wie Liköre. Eine Besonderheit nimmt hier die Marula-Frucht ein, eine Frucht des in Südafrika heimischen Elefantenbaums, dessen Destillat inform eines Sahne-Likörs auch in Deutschland, als einer der wenigen südafrikanischen Markenprodukte, großflächig vertrieben wird, nämlich als Amarula-Likör.
Die Landwirtschaft Südafrikas produziert eine große Bandbreite pflanzlicher Produkte, das sind Früchte, Gemüsesorten und Tees. Besonders die Früchte dienen nicht nur der Binnenmarktversorgung, sondern gehören zu den ertragreichen Exportgütern. Darunter finden sich Zitrusfrüchte, wie Apfelsinen, Clementinen, Mandarinen, Pampelmusen, Satsumas und Zitronen. Auch andere Früchte sind Bestandteil des agrarwirtschaftlichen Exportvolumens, das Lieferungen aus Eswatinis Plantagen einschließt. Die wichtigsten Produkte sind Äpfel, Ananas, Aprikosen, Avocados, Bananen, Birnen, Erdbeeren, Kaki, Kirschen, Kiwis, Litchis, Mangos, Melonen, Nektarinen, Pfirsiche, Pflaumen und Weintrauben. Wichtige Exportabnehmer auf diesem Gebiet sind China, die Europäische Union, Iran, Japan, Südkorea und die Vereinigten Staaten. Ein großer Vorteil bei der Vermarktung ist hierbei der umgekehrte Jahreszyklus der Südhalbkugel, auf der Südafrika liegt, sodass die Früchte keine Konkorrurenz zu ihrer Erntezeit auf den heimischen Märkten der importierenden Ländern auf der Nordhalbkugel haben. Insgesamt exportiert Südafrika doppelt so viele Agrarprodukte als es sie importiert (nach Wert), sodass es theoretisch unabhängig von Lebensmittelimporten ist, eine Seltenheit für ein Land in Afrika mit einer großen Bevölkerungszahl, allerdings sind viele Importe auf Produkte zurückzuführen, die in Afrika nicht angebaut werden können wie z. B. Reis.
Mehrere höhere Bildungseinrichtungen dieses Sektors tragen zur Personalgewinnung und Fortentwicklung der südafrikanischen Agrarwirtschaft bei.

### Industrie
Industrielle Produkte, sowohl im primären Sektor als auch im sekundären Sektor, machen einen großen Teil der Exporteinnahmen Südafrikas aus.

#### Bergbau

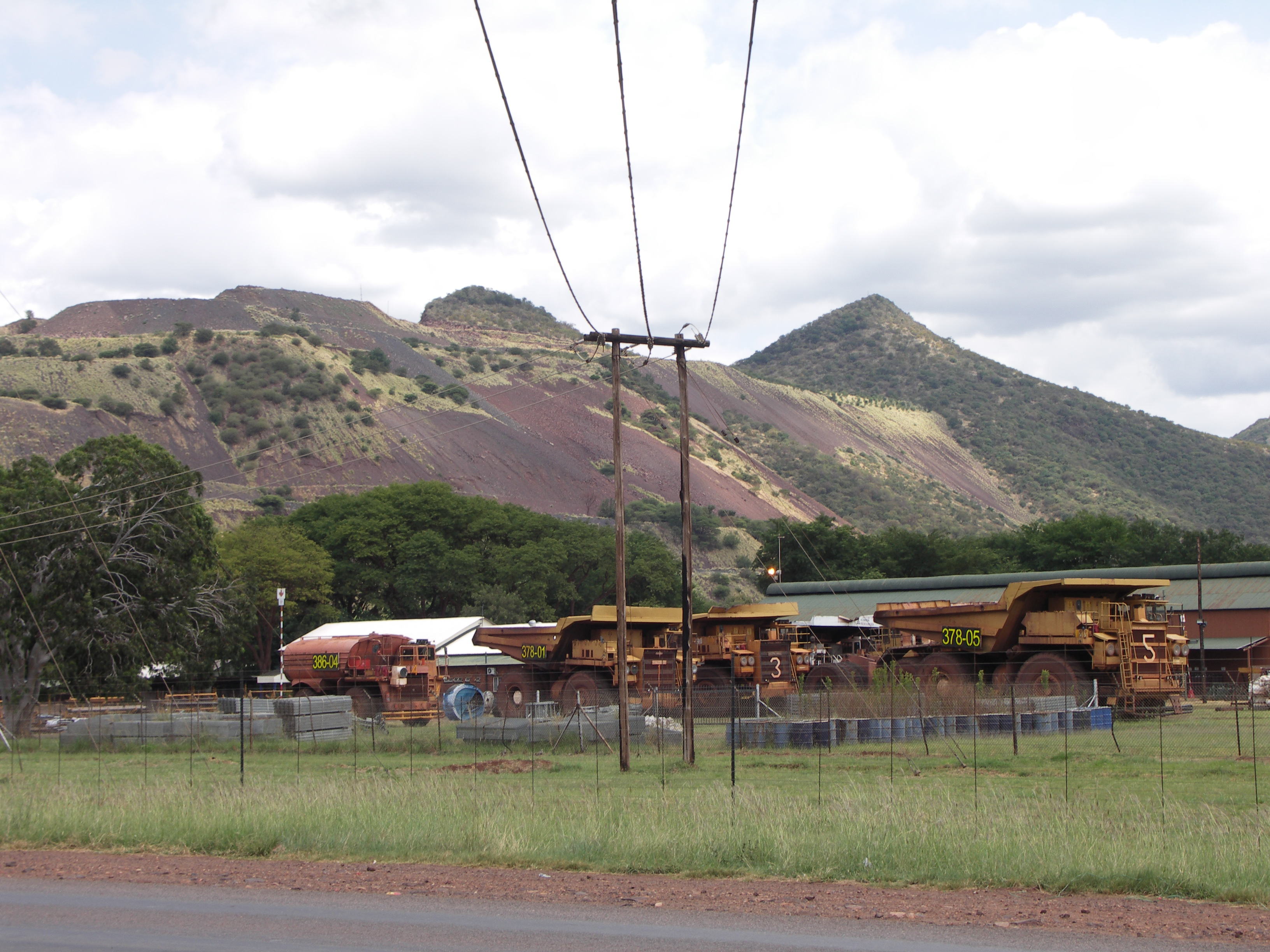
Eisenerzbergbau bei Thabazimbi in der Provinz Limpopo

Das Land ist sehr reich an Bodenschätzen, deren Förderung für 40 bis 50 Prozent der Exporterlöse Südafrikas verantwortlich sind. Das Land besitzt die weltweit größten Fördermengen an Chrom (44 % der Weltförderung), Platin (47 %), Mangan und Vanadium (57 %). Daneben besitzt es große Vorkommen an Gold (21 %), Diamanten (9 %), Kohle (6 %), Eisenerz, Nickel, Titan, Antimon und Palladium.
Der Bergbau wird von wenigen Konzernen beherrscht, die zu den größten weltweit gehören, etwa Anglo American, Glencore, ARMgold, Anglogold Ashanti und Implats. Der Konzern Lonmin, der die Platinförderung beherrscht, und der Diamantenproduzent De Beers gehören ganz oder teilweise zu Anglo American.
Die Wettbewerbsfähigkeit des südafrikanischen Bergbaus wird aber durch häufige Streiks aufgrund der niedrigen Löhne und mangelhaften Arbeitsbedingungen geschwächt. Zu den jüngeren größeren Ereignissen dieser Art zählt der Streik von 2012. Die Arbeit in den Bergwerken ist riskant. Zwischen 1984 und 2005 starben in Südafrika über 11.100 Minenarbeiter. Die Zahl der Beschäftigten in der Gold- und Steinkohleförderung sank zwischen 1987 und 1996 um rund 200.000. 1997 waren im Bergbau 560.000 Personen beschäftigt.
Für den Export mineralischer Rohstoffe und metallurgischer Produkte als Massengüter besitzen die Häfen von Saldanha, Richards Bay und Ngqura eine hohe volkswirtschaftliche Bedeutung. Sie werden von dem staatlichen Transportkonzern Transnet verwaltet und betrieben.

#### Energieversorgung und chemische Industrie
Die Energieversorgung obliegt in hohem Maße dem Eskom-Konzern, der gemessen an der Produktion der siebtgrößte Stromerzeuger weltweit ist. Rund 91 % der Energie wurden 2009 aus fossilen Brennstoffen gewonnen, meist in Kohlekraftwerken. Daneben setzt Südafrika in geringem Maß auf die Kernenergie, zunehmend jedoch auf erneuerbare Energien wie Wasserkraftwerke, solarenergetische Anlagen und Windkraftanlagen. Seit 2011 existiert ein Regierungsprogramm zur Förderung erneuerbarer Energien. Vor der Küste bei Mossel Bay wird Erdgas gewonnen.
Da Südafrika kaum über Erdöl verfügt, entstanden zur Zeit der Apartheid in Sasolburg und Secunda große Kohleverflüssigungsanlagen, mit denen Kraftstoffe und Grundstoffe für die chemische Industrie gewonnen werden.
Die erneuerbaren Energien, speziell die Windenergie und Sonnenenergie, sollen stark ausgebaut werden und werden durch staatliche Ausschreibungen intensiv subventioniert. Bis 2030 sollen die Leistung erneuerbarer Energien auf rund 18 GW bzw. 42 % der Gesamtleistung steigen; hierfür wurden Fördermaßnahmen aufgelegt. Die Erzeuger erneuerbarer Energie haben sich zu einem Industrieverband, dem South African Renewable Energy Council, zusammengeschlossen.

#### Weitere Industrien

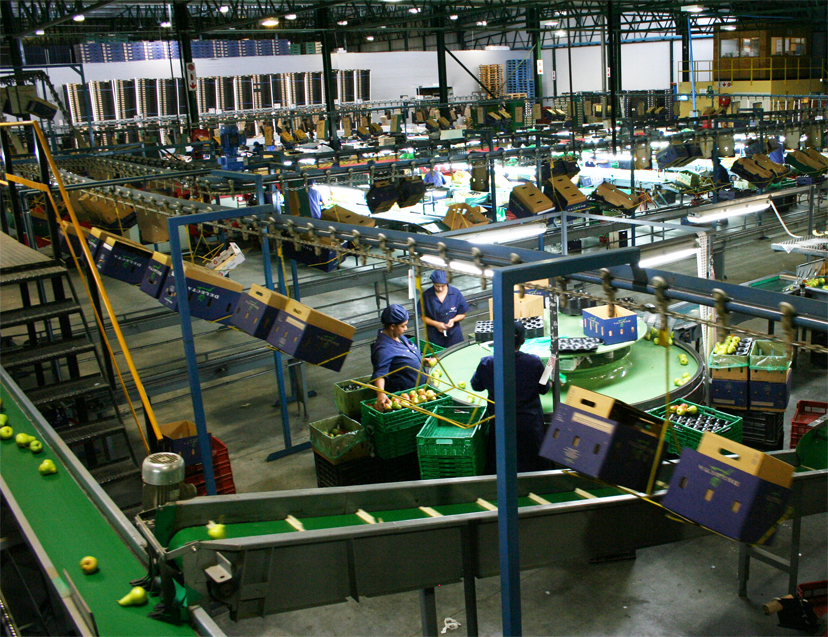
Früchte werden in Ceres für den Export verpackt

Von Bedeutung sind die Herstellung von Kraftfahrzeugen, deren Zulieferindustrie sowie die Textilindustrie und die Telekommunikationsindustrie. Die Rüstungsindustrie wurde zur Zeit der Apartheid stark ausgebaut, weil der Import von Rüstungsgütern aus anderen Ländern durch Embargos sehr erschwert war, und wird etwa durch die Unternehmen Denel und ARMSCOR weiterhin betrieben.

### Dienstleistungen

#### Medien

##### Medienstruktur
Südafrika hat seit dem Ende der Apartheid eine umfangreiche, freie und sehr aktive Medienlandschaft. Die vielen unterschiedlichen Fernseh-, Hörfunksender und Printmedien des Landes, die in den verschiedenen Amtssprachen senden und veröffentlichen, verdeutlichen die kulturelle Vielfalt der Bewohner. Als meistgenutzte Sprache in den Medien hat sich jedoch in den vergangenen Jahren das Englisch etabliert, gefolgt von Afrikaans.

##### Pressefreiheit und Pressevielfalt
Die Pressefreiheit wurde in Südafrika nicht zu allen Zeiten garantiert. Zu Beginn der 1980er Jahre erarbeitete die Steyn-Kommission Vorschläge zur politischen Einflussnahme auf die Medien und hierfür notwendiger legislativer Schritte. Weil mehrere südafrikanische Medien das Apartheidsystem offen kritisierten, wurden sie bis Anfang der 1990er Jahre immer stärker durch staatliche Zensur eingeschränkt. Nach dem Ende der weißen Minderheitspolitik wurde die Zensur abgeschafft und eine neue, liberale, nicht diskriminierende Verfassung mit einem Grundrechtekatalog (bill of rights) in Kraft gesetzt. Dieser beinhaltete auch das Bürgerrecht auf freie Meinungsäußerung, die Freiheit der Presse und Medien sowie das Recht auf künstlerische Freiheit und wissenschaftliche Forschung. Die Nichtregierungsorganisation Reporter ohne Grenzen sieht in Südafrika zufriedenstellende Lage für die Pressefreiheit.
Trotz all dieser Fortschritte gibt es immer noch Kritik an einigen Punkten der Pressefreiheit. Nahezu alle großen Tageszeitungen werden von nur vier großen Medienunternehmen herausgegeben, was zukünftig zu einseitiger Berichterstattung führen könnte. Zusätzlich wird bemängelt, dass die South African Broadcasting Corporation (SABC), der staatliche Rundfunk- und Fernsehsender, zu regierungs- bzw. ANC-freundlich berichtet, da die Mehrheit der führenden Angestellten des Senders Mitglieder der ANC sind oder von diesem beeinflusst werden. Problematisch sind auch neu erlassene Gesetze, wonach die Berichterstattung der südafrikanischen Medien, insbesondere die der Zeitungen, reguliert werden kann.

##### Hörfunk
Der Rundfunk in Südafrika ist seit langem das Massenmedium mit der größten Verbreitung. Die Liberalisierung dieses Sektors im Jahr 1996 führte zu einer starken Zunahme der Anzahl der Rundfunkstationen. 2005 hatte beispielsweise Johannesburg mehr als 40 verschiedene Radiostationen. Der Betrieb von Rundfunksendern wird weit weniger staatlich reguliert als die Fernsehsparte.
In Südafrika gibt es sowohl Rundfunkstationen mit regionalem Sendegebiet als auch landesweite Rundfunkprogramme. Hinsichtlich der Finanzierung sind unterschiedliche Modelle vorhanden: Von den staatlichen Radiosendern des SABC bis zu komplett werbefinanzierten Privatsendern, die eine bestimmte Stadt, einen Stadtteil oder eine Bevölkerungsschicht als Zielgruppe haben. Die Mehrzahl der Stationen sendet auf Englisch, wobei auch die anderen offiziellen Sprachen des Landes in der Programmausstrahlung berücksichtigt werden.

##### Zeitungen

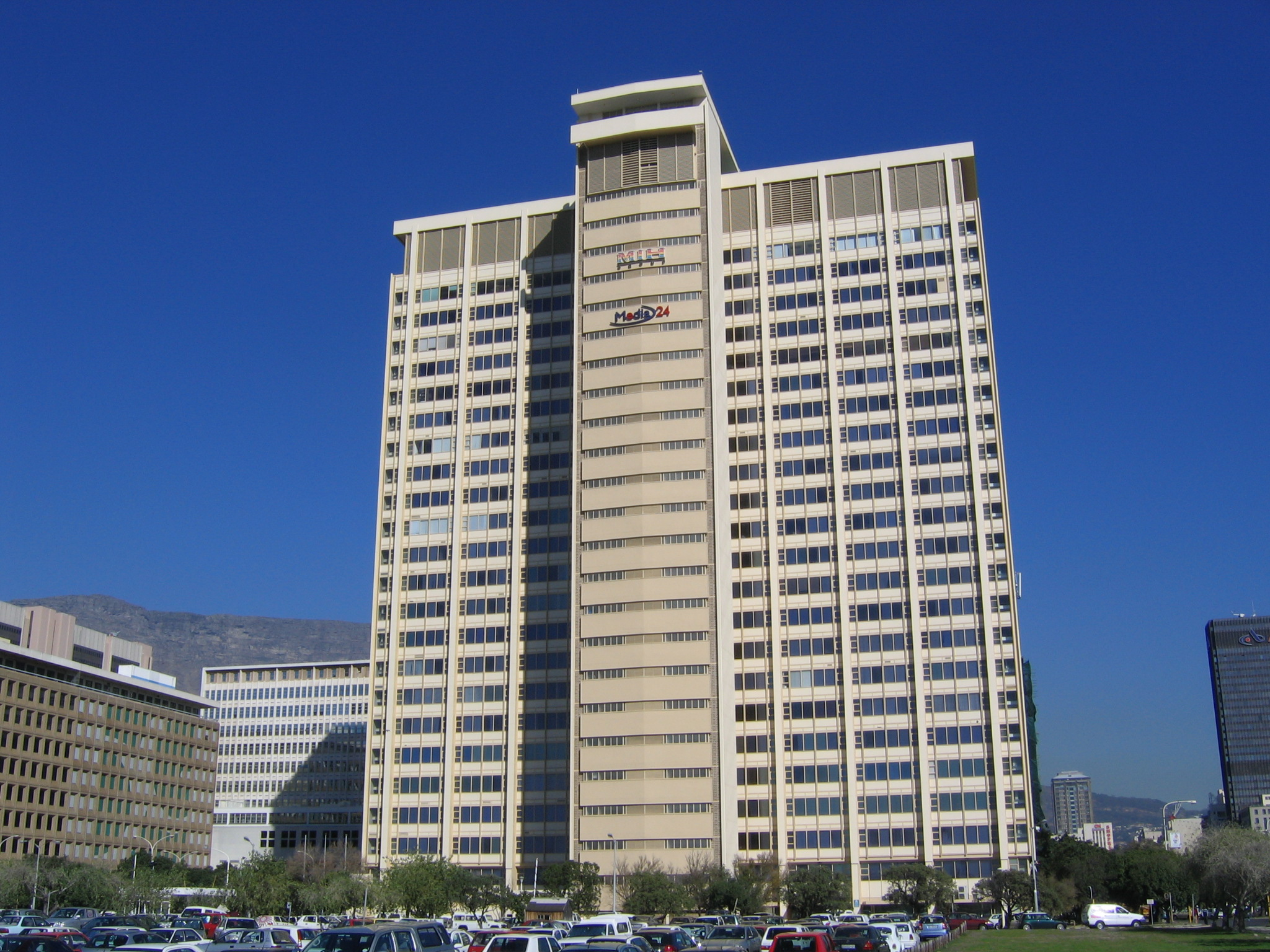
Hauptgebäude von Naspers in Kapstadt

Die Geschichte der Zeitung in Südafrika beginnt im Jahr 1800, als der damalige Gouverneur der Kapkolonie die Cape Town Gazette und den African Advertiser initiierte. Die erste private Zeitung, der SA Commercial Advertiser wurde ab dem Jahr 1824 herausgegeben. Die erste niederländischsprachige Zeitung De Zuid Afrikaan wurde im Jahr 1830 veröffentlicht, die erste Zeitung in einer afrikanischen Sprache, Umshumayeli Wendaba 1837 und die erste Zeitung in Afrikaans, Die Afrikaanse Patriot, im Jahr 1876.
Nach einem Bericht des South African Audit Bureau of Circulation (ABC) gibt es in den Städten 36 Tages- und Wochenzeitungen, 29 auf Englisch, vier auf Afrikaans, zwei in Zulu und eine in Xhosa. Die Gegensätzlichkeit zwischen Bevölkerungsstruktur und Sprachen der veröffentlichten Zeitungen kann erklärt werden durch die unterschiedliche Alphabetisierungsquoten, den weit verbreiteten Gebrauch von Englisch oder auch die früher vorhandene staatliche Zensur, die die Entwicklung einer gemischten Zeitungskultur verlangsamte. Des Weiteren gibt es eine sehr große Anzahl kostenloser (werbefinanzierter) lokaler Zeitungen in verschiedenen Sprachen. Täglich werden etwa 1,3 Millionen Zeitungen im ganzen Land verkauft. Im Gegensatz zu vielen anderen Ländern gibt es nur sehr wenige überregionale Tageszeitungen, diese Funktion ist größtenteils den Sonntagszeitungen vorbehalten.
Einige Zeitungen sind heute noch nicht im Besitz großer Medienunternehmen, die Mehrheit wird aber von den vier großen Konzernen des Landes, Johnnic Publishing, Nasionale Pers, 'Independent News and Media und CTP/Caxton verlegt.

##### Fernsehen

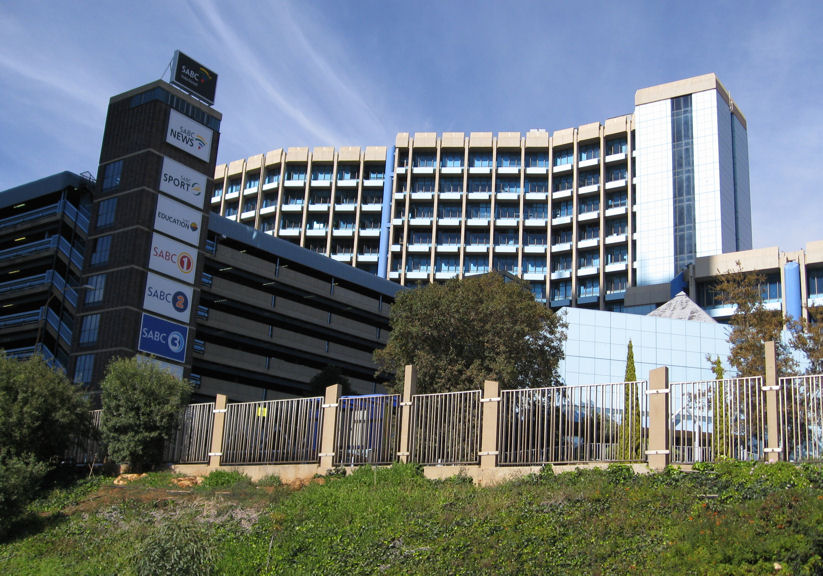
Hauptquartier der SABC im Johannesburger Vorort Auckland Park

Obwohl Südafrika das höchstentwickelte Land des afrikanischen Kontinents ist, war das Land eines der Letzten, in denen das Fernsehen eingeführt wurde. Gründe dafür waren die ideologischen Vorstellungen der weißen Minderheitsregierung, die das Fernsehen als Bedrohung für die staatliche Kontrolle der Medien ansah. Es wurde auch als Bedrohung für das Afrikaans und die niederländischstämmige Bevölkerung angesehen, die unfairen Wettbewerb gegen die Afrikaans-Presse fürchteten.
Im Jahr 1971 wurde der staatlichen Medienanstalt South African Broadcasting Corporation (SABC), die bis dahin das De-facto-Monopol über den Radiofunk hatte, erlaubt, ein Fernsehprogramm auszustrahlen. Die Testsendungen begannen 1975 in den großen Städten, die landesweite Ausstrahlung begann 1976. Zu Anfang war das südafrikanische Fernsehen komplett gebührenfinanziert, was sich mit der Einführung von Fernsehwerbung im Jahr 1978 änderte.
Das Fernsehen ist heute immer noch der am stärksten regulierte Mediensektor in Südafrika und wird (wie das Radio) durch die Independent Communications Authority of South Africa (ICASA) reguliert. Senderechte, besonders für das Fernsehen, werden nur von dieser Einrichtung vergeben. Bis heute haben lediglich zwei private Fernsehsender die Erlaubnis zur Programmausstrahlung erhalten. Die Sendelizenzen beinhalten Vorgaben über die Gestaltung des Programms, wie beispielsweise den Bildungsanteil, die von den Sendern unbedingt eingehalten werden müssen.
Im Jahr 2005 gab es in Südafrika nur vier frei empfangbare Fernsehsender, die Kanäle 1, 2 und 3 der SABC und den Sender e.tv. Die einzigen Anbieter von kostenpflichtigen Programmen und Satellitenfernsehen sind Multichoice mit dem terrestrischen Bezahlfernsehsender M-Net und DStv, dem digitalen Satellitenfernsehen mit etwa 50 nationalen und internationalen Kanälen, sowie Star Sat, das 2013 Top TV übernommen hat. Das kommerzielle Fernsehen in Südafrika hat mittlerweile mehrere Hunderttausend Abonnenten.

#### Bibliotheken
Das Bibliothekswesen in Südafrika begann in der Zeit der zweiten Hälfte des 18. Jahrhunderts, in der auch die ersten Missionsbibliotheken entstanden. Ab 1928 entstand langsam das moderne Bibliothekswesen, wobei es bis heute immer noch große Unterschiede zwischen arm und reich beziehungsweise innerhalb verschiedener Regionen gibt. Jede Provinz hat ihre eigene Bibliotheksautorität. In den Großräumen Johannesburg und Kapstadt sind die meisten Einzelbibliotheken konzentriert.

#### Tourismus

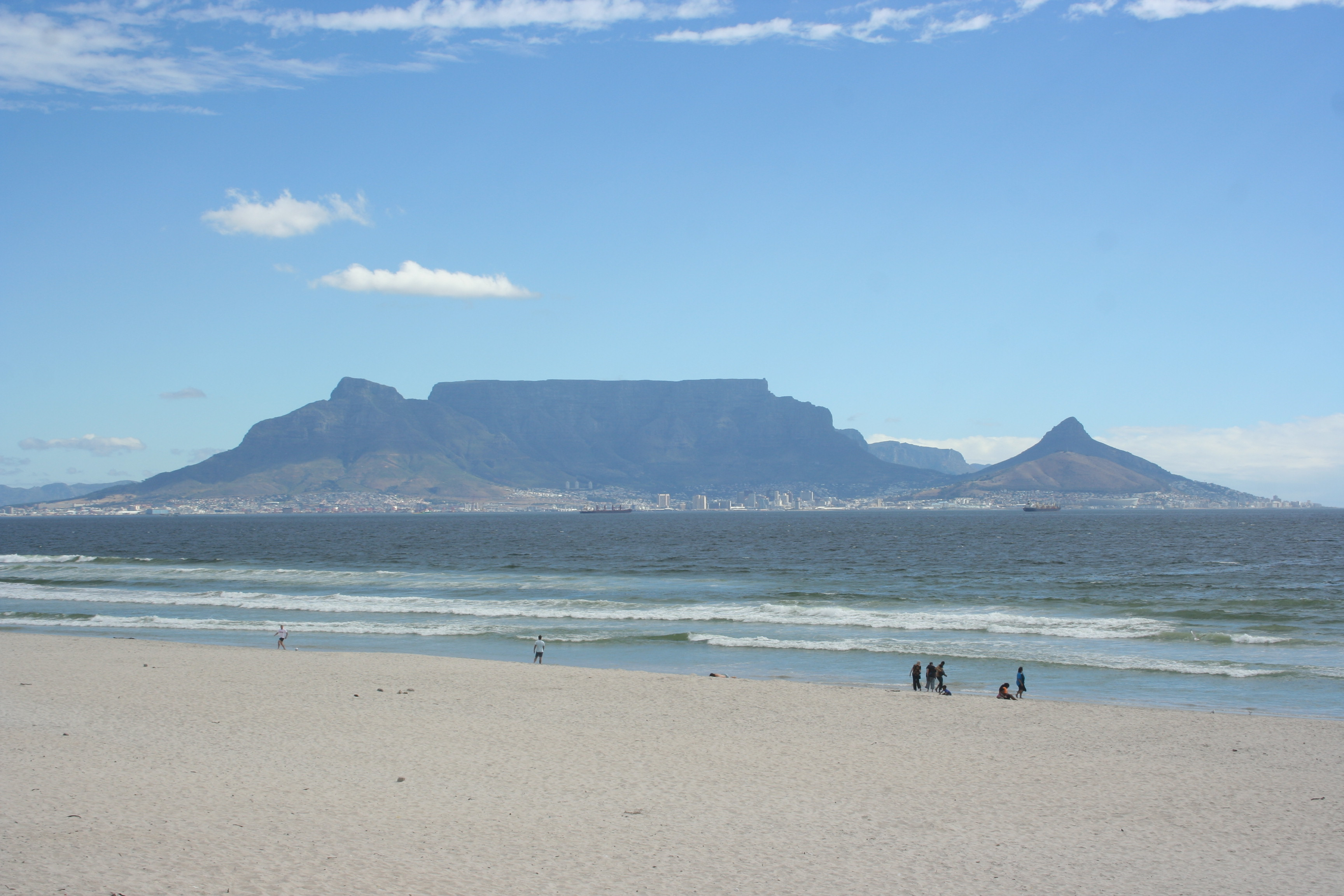
Blick auf Kapstadt und den Tafelberg

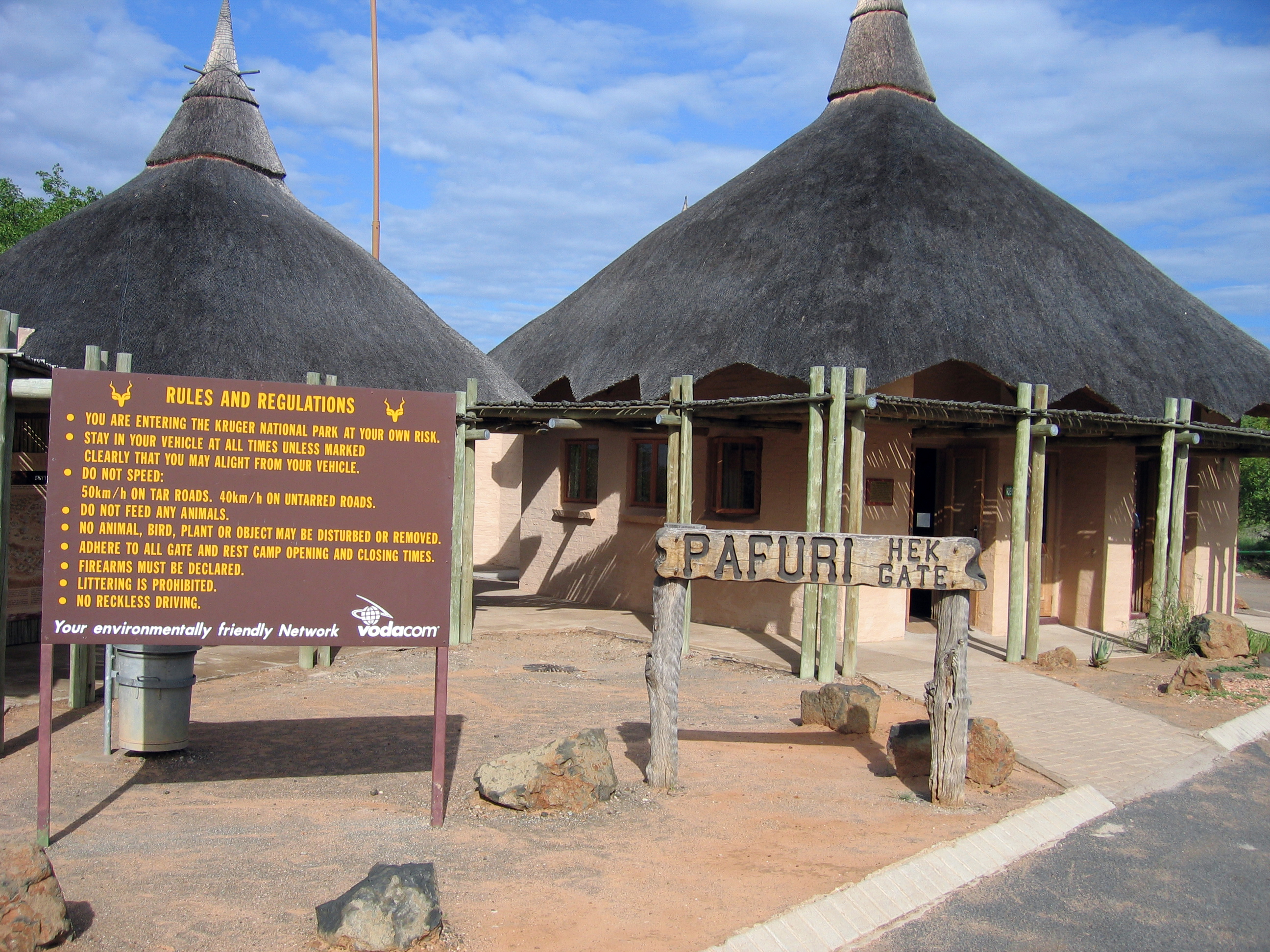
Eingang zum Kruger-Park

Der Tourismus hat sich seit dem Ende des 20. Jahrhunderts zu einem wichtigen Wirtschaftsfaktor entwickelt. Im Jahr 2002 besuchten mehr als sechs Millionen Touristen das Land, 2005 wurde der Anteil des Tourismus am Bruttoinlandsprodukt auf mehr als sieben Prozent geschätzt. Ungefähr drei Prozent der erwerbstätigen Südafrikaner arbeiten in der Tourismusbranche, für die weitere Zuwachsraten prognostiziert werden.

##### Sehenswürdigkeiten
Bedeutende Sehenswürdigkeiten Südafrikas sind unter anderem:
- Amathole-Berge
- Wiege der Menschheit mit den Ausgrabungsstätten Sterkfontein und Kromdraai, seit 1999 UNESCO-Weltkulturerbe
- Drakensberge
- Durban mit umliegenden Sandstränden
- Garden Route und Panorama Route
- Kapstadt mit Tafelberg und Kap-Halbinsel
- Weinregion um Stellenbosch, Franschhoek und Paarl
- Kruger-Nationalpark und weitere Nationalparks
- Namaqualand
- Sun City (vor allem Inlandstourismus)[153]
- Wild Coast
- Witwatersrand mit Johannesburg

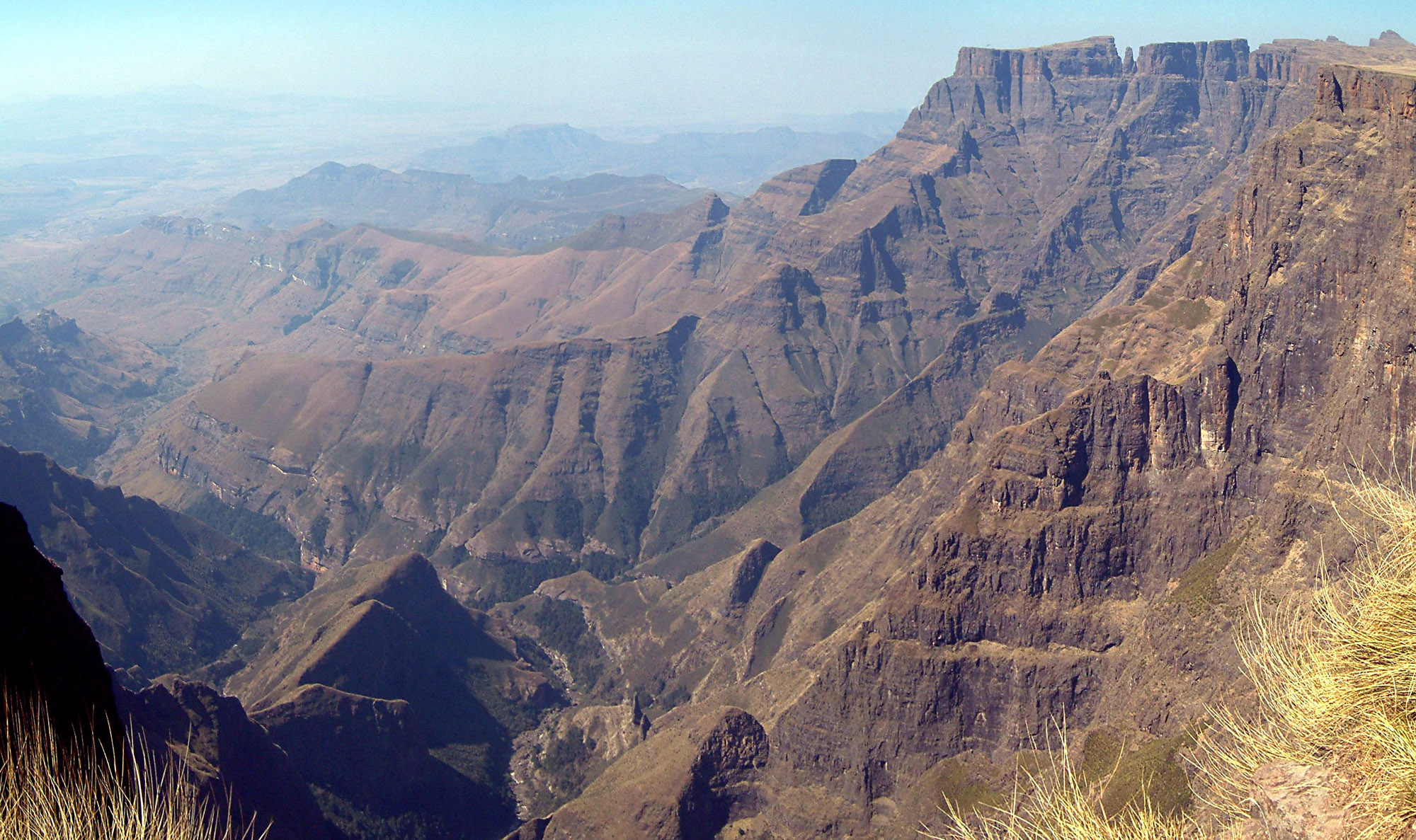
Drakensberge
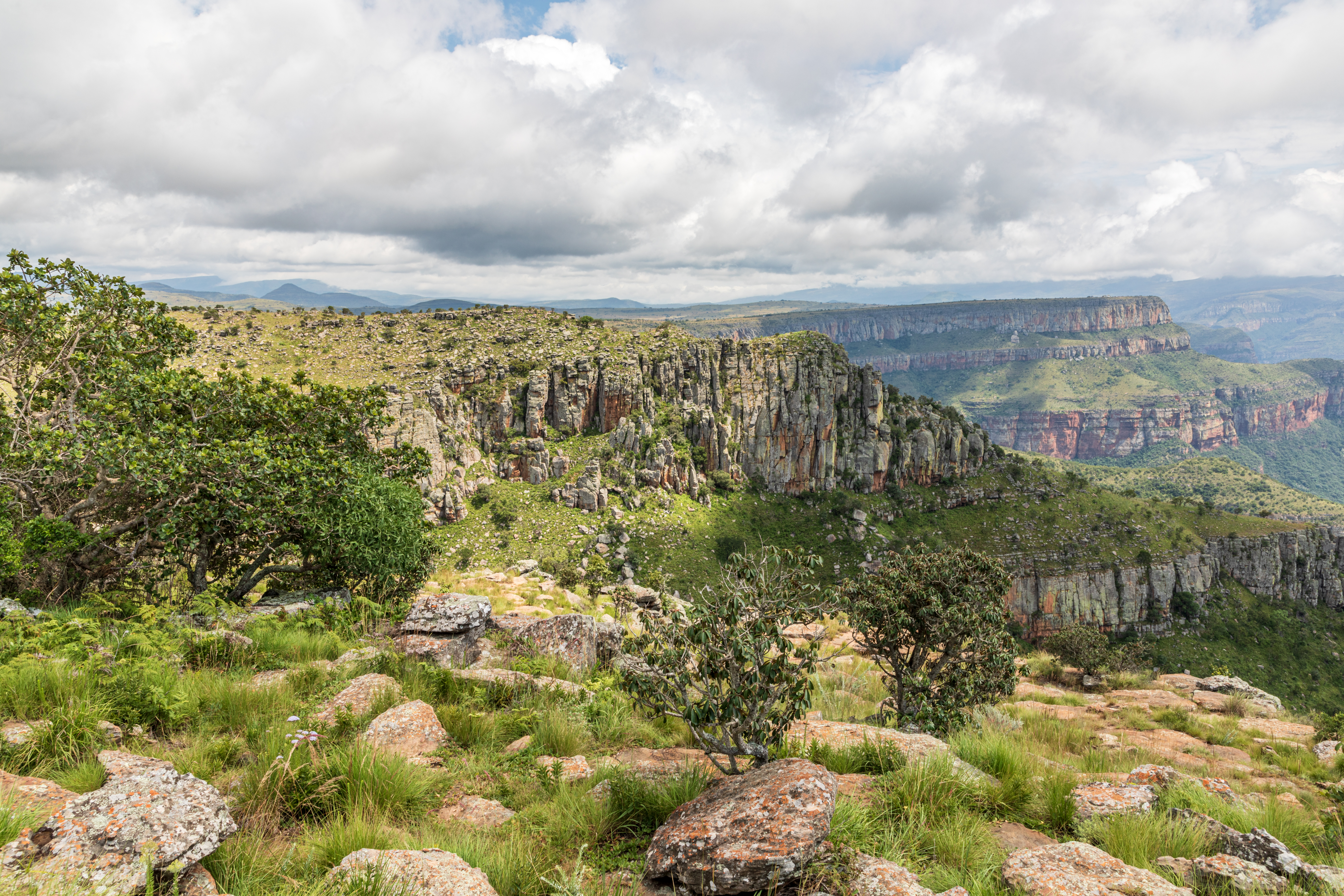
Panorama Route
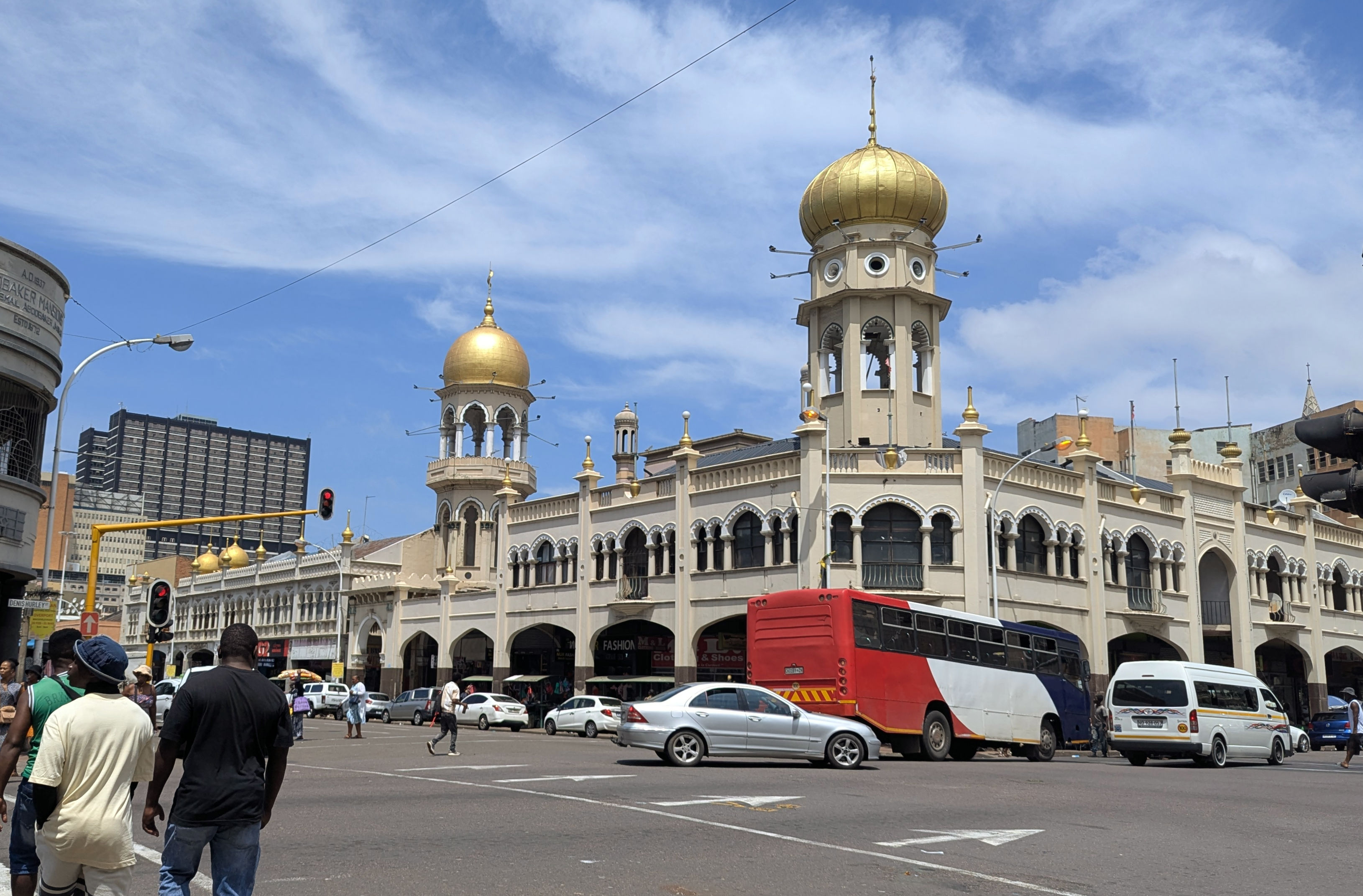
Durban
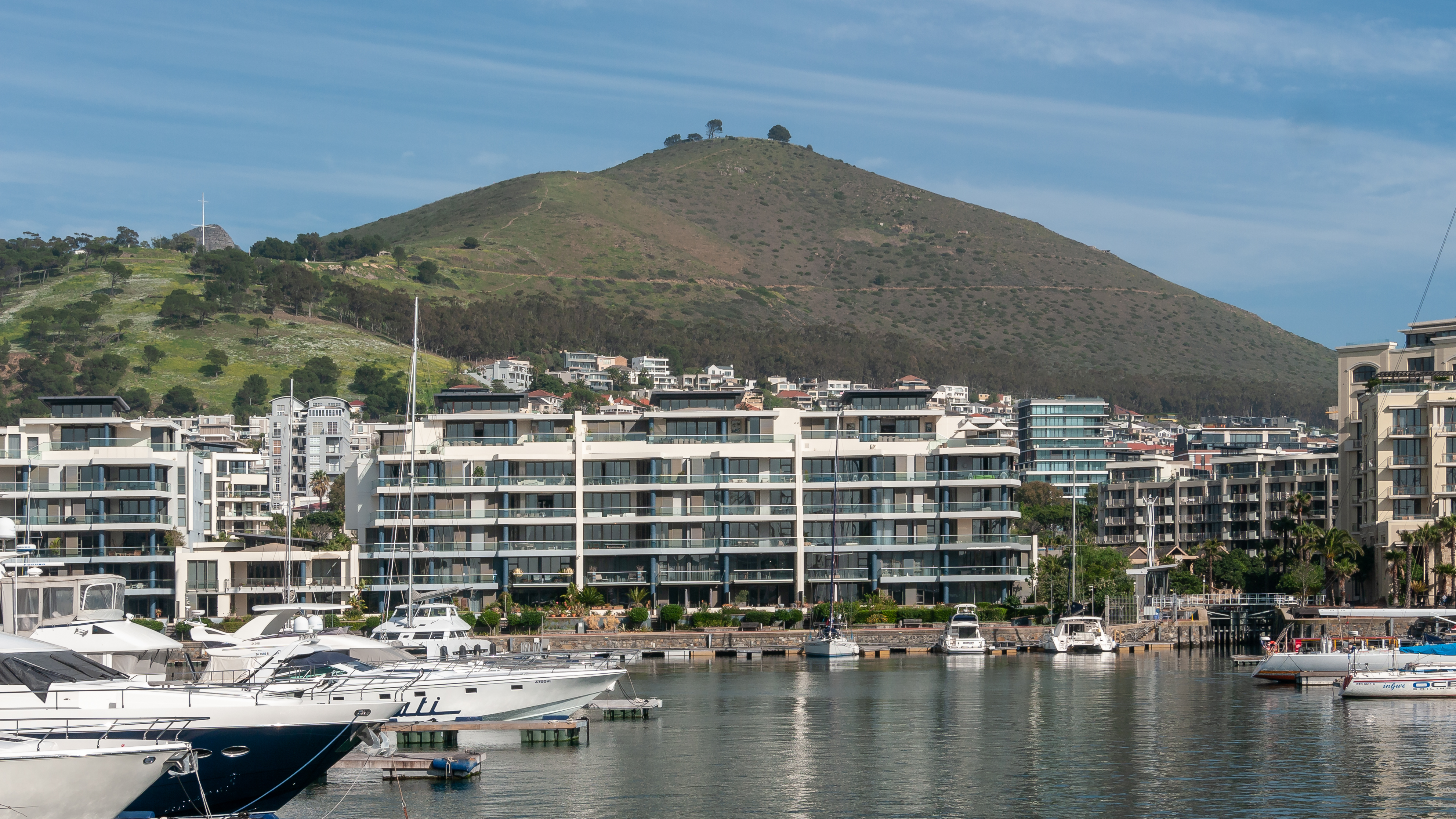
Kapstadt

## Verkehrsinfrastruktur

### Qualität
Im Logistics Performance Index, der von der Weltbank erstellt wird und die Qualität der Infrastruktur misst, belegte Südafrika 2018 den 33. Platz unter 160 Ländern. Das Land verfügt damit über die beste Infrastruktur des afrikanischen Kontinents.

### Straßenverkehr

#### Straßenverkehrsstruktur

Das südafrikanische Nationalstraßennetz (N1–N18)

In Südafrika herrscht Linksverkehr. Das Land verfügt über ein gut ausgebautes Straßennetz.

#### Fahrradverkehr
Für viele Südafrikaner ist das Fahrrad ein gebräuchliches Verkehrsmittel. Besonders in ländlichen Gegenden sind Fahrräder für die ärmere Bevölkerung oft das einzige erschwingliche private Transportmittel.
In den Städten gibt es eher wenige Hobby- und Sportradler, es gibt kaum Radwege.
Angesichts der bisweilen großen Entfernungen, der Topografie und der klimatischen Verhältnisse sind Fahrradfahrer im Straßenbild dennoch insgesamt recht selten anzutreffen. Ferner ist es gefährlich, in Südafrika auf städtischen Straßen mit dem Fahrrad zu fahren, die Zahl der tödlichen Unfälle von Fahrradfahrern steigt deutlich.
Die Argus Tour, die im März auf einer 105 km langen Route auf der Kap-Halbinsel stattfindet, gilt mit 35.000 Teilnehmern als eine der weltgrößten Eintagesradtouren überhaupt.

#### Kraftfahrzeugverkehr
In Südafrika treffen zwei transafrikanische Straßenrouten zusammen:
- Trans-African Highway  (TAH 3), Tripolis-Windhoek-(Kapstadt)-Highway
- Trans-African Highway  (TAH 4), Kairo-Gaborone-Kapstadt-Highway

Es bestehen Autobahnen in und zum Teil zwischen den Großstädten. Die längste Autobahn ist die National Route 3 (N3) zwischen Johannesburg und Durban, mit einer Länge von 578 km. Das gesamte Straßennetz umfasste 2014 etwa 747.014 km, wovon 158.952 km asphaltiert sind. Auf allen öffentlichen Straßen in Südafrika gibt es Geschwindigkeitsbegrenzungen. Diese liegen bei 120 km/h auf Autobahnen, 100 km/h auf Landstraßen und 60 km/h innerhalb der Ortschaften. Große Teilabschnitte der Autobahnen sind heute gebührenpflichtig und mit einer von der Fahrzeuggröße abhängigen Maut belegt. Eines der größten Infrastrukturprojekte jüngeren Datums stellt der Maputo Development Corridor dar, der von den industriellen Ballungsräumen um Pretoria und Johannesburg ausgehend, leistungsfähige Verkehrsverbindungen in Form der N4 und N12 sowie der Bahnstrecke Pretoria–Maputo über die südafrikanisch-mosambikanische Grenze hin zum Ballungsraum Maputo mit seinen modernisierten Hafenanlagen für den Güter- und Personentransport zur Verfügung hält.

#### Öffentlicher Transport
Da das öffentliche Transportsystem in vielen Regionen weniger gut ausgebaut ist, sind dort Pendler auf Sammeltaxis, Busse oder den Individualverkehr angewiesen. Das erhöht das Verkehrsaufkommen auf den Straßen erheblich und führt während der Hauptverkehrszeiten zu überfüllten Autobahnen und Staus in den Ballungsräumen.

#### Überregionaler Busverkehr
Internationale Busverbindungen stellen die Linien Intercape Mainliner von Windhoek nach Kapstadt und Translux von Harare über Bulawayo nach Johannesburg her. Translux verkehrt wie die Greyhound Coach Lines, die Baz-Busse und Intercape auch innerhalb Südafrikas. Die Haltestellen sind oft flexibel.

### Schienen- und Schiffsverkehr

Eisenbahnstreckennetz des Shosholoza Meyl, 2012

Eisenbahnstreckennetz Südafrikas (graue Linien: ohne Betrieb)

Das südafrikanische Schienennetz wird vor allem von Transnet Freight Rail betrieben. Es hat eine Länge von rund 24.000 Kilometern, auf denen überwiegend Güterzüge verkehren. Für die Abwicklung des darauf ebenfalls verlaufenden Personenverkehrs ist hauptsächlich die Passenger Rail Agency of South Africa (PRASA) zuständig.
Die Luxuszüge Blue Train und Pride of Africa gehören zu den bekanntesten ihrer Art. In der gehobenen Klasse gibt es noch Züge der Premier Classe aus dem PRASA-Bereich Luxrail. Daneben fahren weitere Fernzüge unterschiedlicher Standards als Shosholoza Meyl. Ferner gibt es regelmäßige Reisezugverbindungen zwischen den größeren Städten, aber auch auf einigen Nebenstrecken. Sie verkehren bis zu einmal täglich. Die Reisegeschwindigkeiten sind unter anderem wegen der Verwendung der Kapspur auf den meisten Strecken relativ niedrig.
In den Großräumen der Städte Johannesburg/Pretoria, Durban, Kapstadt und Gqeberha/East London verkehren S-Bahn-artige Metrorail-Züge, die zur Passenger Rail Agency of South Africa gehören.
Der Gautrain ist ein Nahverkehrssystem im Ballungsraum Johannesburg/Pretoria. Er verkehrt seit 2010.
In Johannesburg nimmt das City Deep Container Terminal einen bedeutenden Anteil Containerfracht aus der industriellen Ballungsregion von Gauteng auf, die auf dem Schienenweg überwiegend die Seehäfen erreicht. Hier werden 30 Prozent des Exportaufkommens von Südafrika umgeschlagen.
In Durban liegt einer der größten und bedeutendsten Häfen Afrikas.

### Luftverkehr

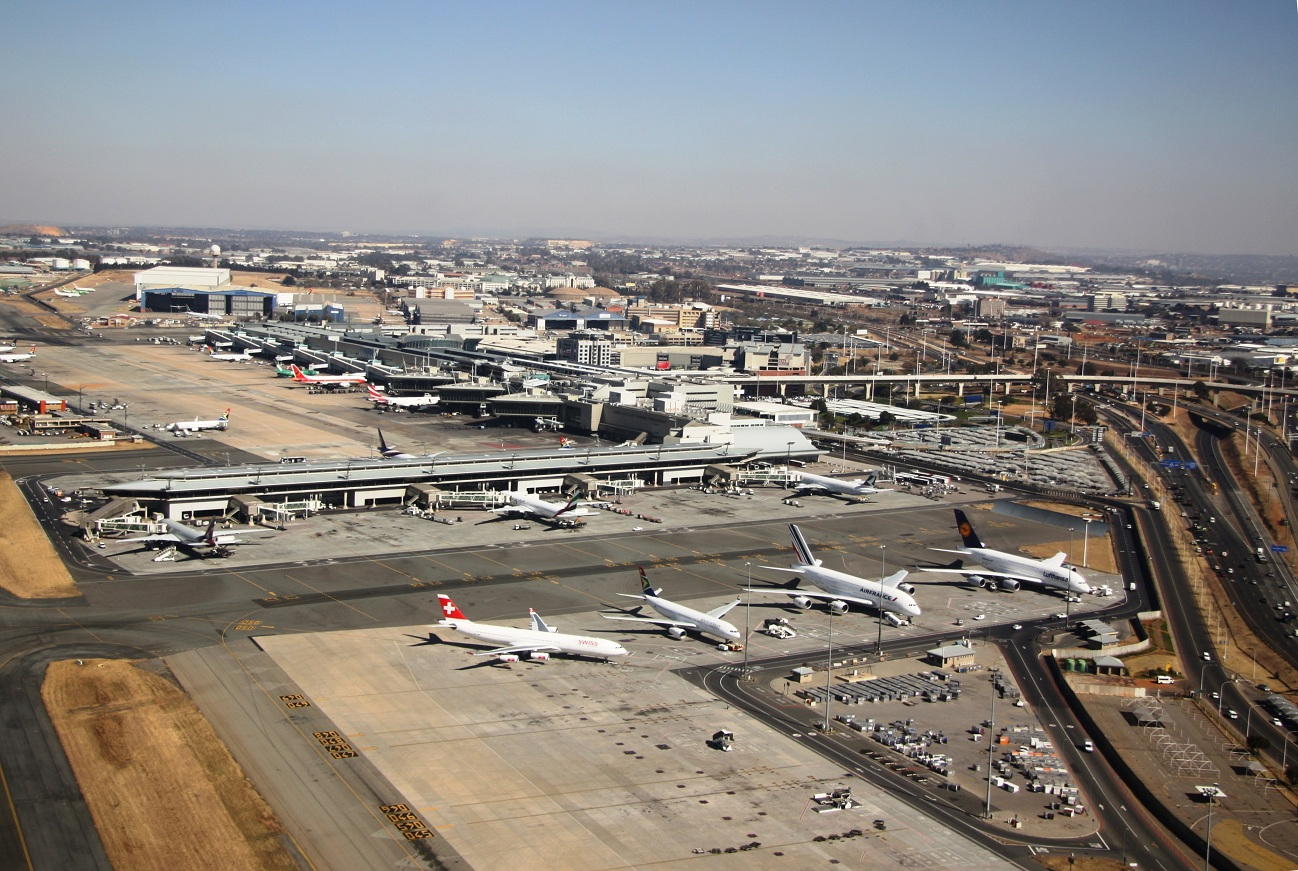
Der Flughafen O. R. Tambo in Johannesburg, der verkehrsreichste Flughafen Afrikas

Die beiden größten und wichtigsten Flughäfen des Landes sind in Johannesburg und Kapstadt. Ein weiterer befindet sich in Durban. Die staatliche südafrikanische Fluglinie South African Airways (SAA) bietet internationale Verbindungen von und zu diesen Flughäfen. Auch andere große internationale Gesellschaften wie British Airways, KLM, Lufthansa/Swiss, Iberia und Air France fliegen täglich nach Johannesburg oder Kapstadt. Für Inlandsflüge in Südafrika oder Flüge in afrikanische Nachbarstaaten bestehen viele Angebote von SAA, Airlink, Flysafair, Lift und Air Namibia. Des Weiteren werden auch die deutlich kleineren Flughäfen in Gqeberha, East London, George, Lanseria, Bloemfontein, Kimberley und Upington angeflogen.

## Probleme des Landes

### Korruption
In Südafrika hat sich die Korruption zu einer Herausforderung für die Demokratie entwickelt. Von zivilen Organisationen, wie das 1993 gegründete Democracy Development Program, werden mehr Transparenz und Rechenschaftspflicht für eine gesunde Demokratie als Schlüssel zur Korruptionsbekämpfung eingefordert. Die um sich greifende Korruption wird als Bestandteil eines größeren Komplexes von Ungleichheit, Arbeitslosigkeit, strittige Aspekte der Landreformpläne und die Erbringung von Dienstleistungen unter fraglichen Rahmenbedingungen gesehen. Politische Polarisierung zwischen den Oppositionsparteien und Fraktionszwang innerhalb des regierenden ANC behindern die Konsensbildung im politischen Willensbildungsprozess sowie die Bemühungen zur Bewältigung dringender sozioökonomischer Herausforderungen.
Die Dimensionen und die von den Verhältnissen ausgehende Gefahr werden inzwischen öffentlich eingestanden und als Zerstörungspotenzial des Landes verstanden.

„The ANC can’t be associated with people who are selfish, corrupt and embrace corruption, and people who don’t respect the rule of law.“

„Der ANC kann nicht mit Leuten verbunden sein, die selbstsüchtig und korrupt sind, die Korruption begrüßen und die Rechtsstaatlichkeit nicht respektieren."“

Die für die südafrikanische Demokratie bedrohlichen Verhältnisse waren und sind zunehmend das Ziel wissenschaftlicher Arbeiten. In einem im Journal of Politics and Law (Canadian Center of Science and Education) veröffentlichten Aufsatz von 2017 werden Zusammenhänge zwischen Korruption, Jacob Zuma und dem möglichen Ende der ANC-Ära untersucht.
Nach einer Forschungsarbeit von Tom Lodge (2002) wird als Grund für die hohen Korruptionsraten ein als „historischer Schatten“ fortwirkender Regierungsstil der für das Apartheidregime verantwortlichen Nasionale Party von vor 1994 angenommen. Abdullah Omar, ein ehemaliger Justizminister (1994–2004), behauptete, dass die Korruption nach 1994 zugenommen hat. Jacob Zuma, zwischen 2009 und 2018 Präsident der Republik, war in zahlreiche Korruptionsfälle verwickelt, deren Anfänge bis in das Jahr 1995 zurückreichen. Im Jahr 2008 wurden ihm mehrere Anschuldigungen vorgeworfen, darunter Erpressung, Geldwäsche und Betrug. Der Skandal mit dem vermutlich den stärksten Eindruck unter der Bevölkerung, ereignete sich im März 2016. Das oberste Gericht Südafrikas entschied, dass Zuma gegen die Verfassung verstoßen hat, als er es unterließ, dem Staat Geld zurückzuzahlen, das er für den Ausbau seiner Luxusresidenz eingesetzt hatte. Im Jahre 2016 wurde er beschuldigt, von der einflussreichen Gupta-Familie beeinflusst worden zu sein, als er einen seiner Minister entließ.
Misswirtschaft und schwere strukturelle Probleme verursachten anhaltende volkswirtschaftliche Risiken und Schäden. Eine unabhängige Untersuchungskommission stufte Südafrika als Kleptokratie ein; sie bescheinigte politischen Amtsträgern ein hohes Maß an Korruption, was staatliche Unternehmen und Institutionen schädigte. Betroffen sind unter anderem die staatliche Fluggesellschaft SAA, die Rundfunkanstalt SABC, der Energieversorger Eskom, der nationale Postdienstleister SA Post Office und der TransportkonzernTransnet. Die südafrikanische Zentralbank schätzte die volkswirtschaftlichen Verluste der durch Diebstahl sowie verzögerte Planungen für und Investitionen in die Energieinfrastruktur verursachten Stromausfälle auf jährlich 16,4 Milliarden, was etwa 3,9 % des nominalen BIP ausmacht. Die Bildung von parlamentarischen Untersuchungsausschüssen zu Vorgängen um Korruption werden von der Regierungspartei ANC, die die absolute Mehrheit im Parlament stellt, abgelehnt. Im Jahr 2023 setzte die FATF Südafrika auf ihre Liste der Länder, die einer besonderen Beobachtung bedürfen. Personen, die sich gegen die Korruption der Politiker, Verwaltungsbeamten, Firmen und Scheinunternehmen stellen, fallen Attentaten zum Opfer. Manche örtliche kommunale Serviceleistungen, wie die Müllabfuhr und Rettungsdienste, kollabierten. Im nationalen Schienennetz besteht erheblicher Sanierungsbedarf, so dass der Güterverkehr stockt. Laut einer Studie der Universität Stellenbosch belief sich der wirtschaftliche Gesamtschaden für in Südafrika angesiedelte Unternehmen wegen des eingeschränkten Güterverkehrs im Jahr 2022 auf umgerechnet 23 Milliarden Euro.
Regierungssprecher argumentieren, dass die aktuelle Korruption größtenteils ein übernommenes Erbe der früheren Regierungen von vor 1994 sei. Eine Bürokratie, die vorsätzlich die Förderung des sozialen und wirtschaftlichen Wohlstands einer ethnisch definierten Bevölkerungsgruppe betrieb, hatte eine transaktive Korruption von Beginn der Herrschaft der Nasionale Party als ihr selbstverständliches Instrument verinnerlicht.
Nach dem Korruptionswahrnehmungsindex (Corruption Perceptions Index) von Transparency International lag Südafrika 2023 von 180 Ländern auf dem 83. Platz, mit 41 von maximal 100 Punkten.

### Ehemalige Homelands und Townships

Karte ehemaliger Homelands in Südafrika

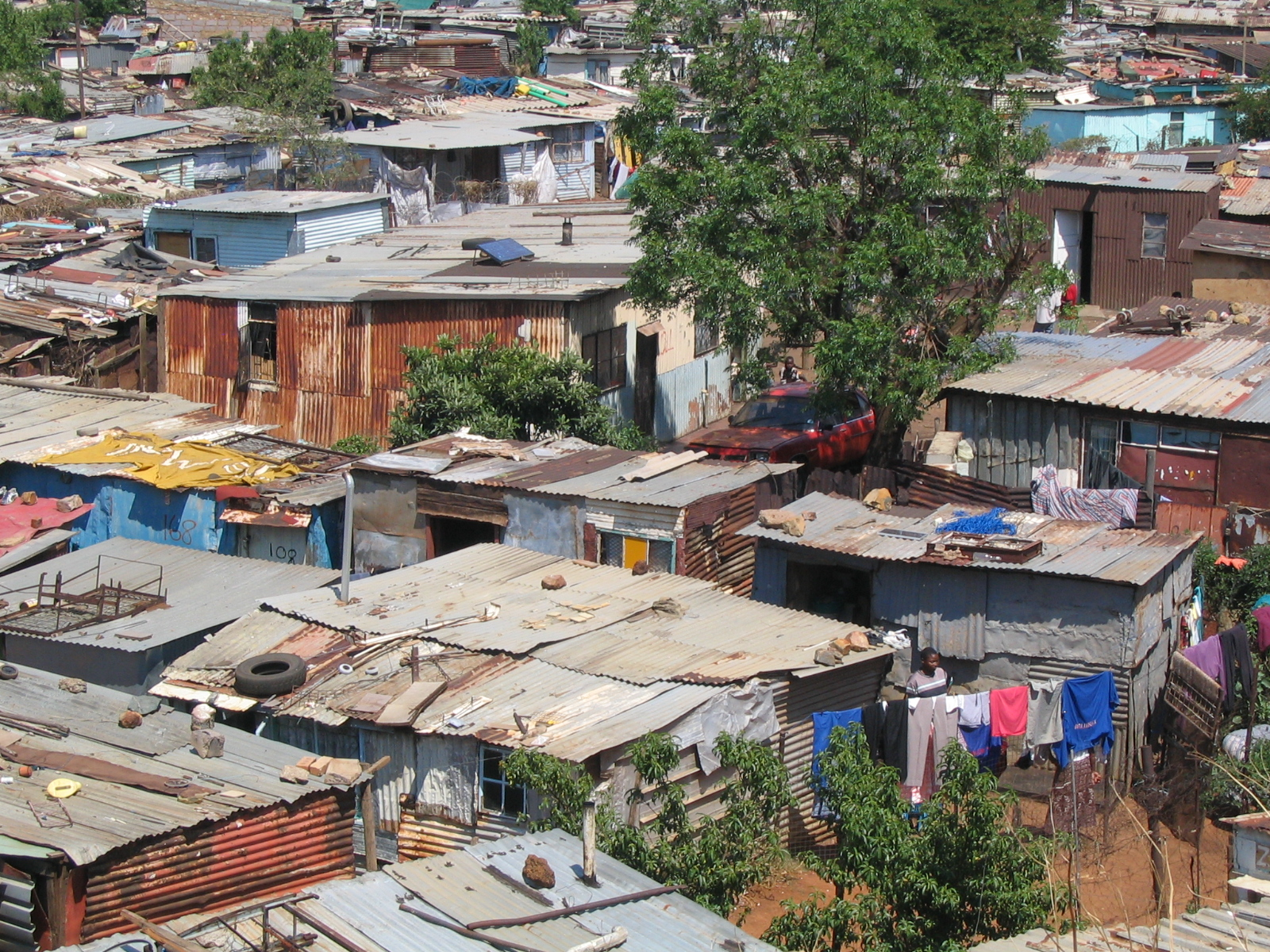
Siedlungsgebiet von Soweto im Jahr 2005

Townships dienten vor und während der Apartheid in Südafrika als Wohngegenden in der Nähe von Großstädten oder Industrieansiedlungen für die schwarze, die farbige (Coloureds) oder die indischstämmige Bevölkerung. Sie können Ausmaße einer mittleren Stadt annehmen. Bekannte Beispiele sind Soweto (South Western Townships), heute ein Stadtteil von Johannesburg, in der Provinz Gauteng im nordöstlichen Teil des Landes, oder Cato Manor am Rande der Großstadt Durban.
Als Homelands bezeichnete man während der Apartheid die der schwarzen Bevölkerung in Südafrika und dem damaligen Südwestafrika zugewiesenen Wohngebiete, die überwiegend auf den vormaligen Reservaten beruhten und bereits 1913 mit dem Natives Land Act (Act No. 27) eine legislative Grundlage erhalten hatten. Im Politikverständnis der damaligen Bantu Administration wurden sie abwertend Bantustans genannt. Mit der Homelandpolitik fand die Rassentrennung der Apartheid nach dem erklärten Prinzip einer „separaten Entwicklung“ ihre demographische und territoriale Basis. Ein großer Teil der schwarzen Mehrheitsbevölkerung wurde auf diese Weise in Südafrika desintegriert, nicht zuletzt um einen von Schwarzen beherrschten Einheitsstaat zu verhindern. Die Homelands waren im Rahmen eines mehrjährigen Prozesses mit gesetzgeberischen Teilschritten als formell unabhängige Staaten vorgesehen, deren Bewohnern die (Schein-)Unabhängigkeit zugestanden werden sollte, diese wurden aber an dieser Entwicklung nicht einmal beteiligt. Für vier dieser Territorien vollzog die südafrikanische Regierung diesen Schritt. Jedoch waren sie ökonomisch, finanziell und militärisch fast vollständig von Südafrika abhängig. Tatsächlich stellten sie de facto lediglich vom übrigen Staatsgebiet abgetrennte Selbstverwaltungsgebiete dar. Die Transkei wurde 1976 zuerst für unabhängig erklärt, ein Jahr später folgte Bophuthatswana, Venda 1979 und Ciskei 1981. Im Rahmen der südafrikanischen Industriepolitik spielten die Homelands eine herausgehobene Rolle, da sie ein bedeutendes Reservoir niedrig entlohnter und überwiegend ungelernter Arbeitskräfte darstellten. Zunächst mit inländischen, später auch mit ausländischen Investitionen sowie mit Hilfe der staatlichen Entwicklungsbank Industrial Development Corporation schuf die Apartheidsregierung eine sogenannte border industry, eine gezielt geplante industrielle Konzentration an den Grenzen der Homelandgebiete. Die politische Kontrolle lag in Verantwortung des regierungsamtlichen Permanent Committee for the Location of Industry and the Development of Border Areas.
In den 1980er und frühen 1990er Jahren begann man auch hier mit beruflichen Qualifikationsmaßnahmen, um die Effizienz der Betriebe erhalten zu können. Mit der zunehmenden internationalen Isolation des Landes infolge seiner Repressionspolitik gegen die nichteuropäischstämmige Bevölkerung traten die wirtschaftlichen Effekte dieser Industriepolitik nicht in dem von der Regierung erhofften Umfang ein.
Nach dem Ende des Apartheidsregimes wurden die Homelands in die neun neuen und strukturell veränderten Provinzen der Republik Südafrika integriert.
Südafrika hat noch heute mit den sozioökonomischen und infrastrukturellen Auswirkungen dieser getrennten Entwicklung zu kämpfen. Die Gebiete der ehemaligen Homelands sind am geringsten entwickelt, haben partiell sehr große Bevölkerungsdichten und das geringste Pro-Kopf-Einkommen. So ist beispielsweise die Provinz Ostkap, in die die größten und bevölkerungsreichsten Homelands Transkei und Ciskei integriert wurden, die ärmste und wirtschaftlich schwächste Provinz. Durch den niedrigen Lebensstandard in den ehemaligen Homelands und meisten Townships ist auch das Krankheitsrisiko höher und die Lebenserwartung geringer.

### Landbevölkerung und Landlose
Ungefähr 40 Prozent der südafrikanischen Bevölkerung leben außerhalb der Städte und industriellen Ballungszentren. Die Existenzbedingungen des schwarzen Anteils dieser Landbevölkerung sind überwiegend ärmlich bis prekär. In den Regionen, die nicht zu den technisch hoch entwickelten agrarwirtschaftlichen Zonen gehören, leben etwa 12 Millionen Menschen. Deren langfristigen Perspektiven scheinen unter den gegenwärtigen politischen Schwerpunktsetzungen weitgehend unbeachtet zu sein, weil diese ländlichen Gebiete innerhalb der Landpolitik der südafrikanischen Regierung als randständige Relikte der Regionalplanungen unter Apartheidgesichtspunkten betrachtet werden und mit geringer Aufmerksamkeit belegt sind. Für einen großen Teil der davon betroffenen Bevölkerung bilden sozialstaatliche Transferzahlungen die einzige Form ihres regelmäßigen Einkommens. Weil sich die meisten strategischen Zielsetzungen der Regierung mit der Verbesserung von Lebens- und Infrastrukturbedingungen in urbanen Räumen befassen, sind die sich aus ländlichen Lebensverhältnissen ergebenden Problemstellungen im politischen Prozess deutlich unterrepräsentiert.
Die unbefriedigenden Ergebnisse einer nach 1994 erhofften und politisch beabsichtigten Landreform in Südafrika, darunter beispielsweise Restitutionen und finanzielle Entschädigungen als Reaktion auf die Umverteilungsmaßnahmen nach dem Natives Land Act von 1913, sowie eine sich zunehmend ausbreitende Praxis, schwarze Farmarbeiter nur noch saisonal zu beschäftigen und die anschließende Vertreibung nicht mehr beschäftigter Personen vom Farmland (farm dweller), erzeugte eine sich zuspitzende Lage unter der betroffenen Bevölkerungsgruppe. Die investorenfreundliche ANC-Regierung trug mit ihrem GEAR-Programm (Growth, Employment and Redistribution Plan) von 1996 zu dieser Lage maßgeblich bei. Dieses Programm wurde zusammen mit Experten der Weltbank (World Bank), der Südafrikanischen Zentralbank (South African Reserve Bank) sowie der Entwicklungsbank für das südliche Afrika (Development Bank of Southern Africa) erarbeitet. Dessen Ziele umfassen Maßnahmen zur sogenannten Flexibilisierung des Arbeitsmarktes, zum Rückbau der Ein- und Ausfuhrzölle, für einen freieren Kapitalfluss, steuerliche Vergünstigungen für Investitionen und eine Senkung der staatlichen Kreditaufnahme. Mögliche Landreformprogramme fanden in diesem politischen Konzept nur eine marginale Erwähnung. Damit favorisierte die Regierungspolitik ein Primat des Marktes, noch vor eigenen staatlichen Handlungsperspektiven. Unter Leitung des damaligen Finanzministers Trevor Manuel wurde das GEAR-Programm ohne öffentliche Beteiligung vorbereitet.
Zu einer entschlossenen politischen Reaktion aus dem Kreis der Betroffenen auf die eingetretenen negativen Auswirkungen dieser Politik kam es erst nach dem Jahr 2000. Nur 2,3 Prozent der agrarwirtschaftlich bedeutsamen Landfläche Südafrikas wurden zwischen 1994 und 2000 zu Gunsten einer Harmonisierung der Landeigentumsstrukturen transferiert, wobei nur ein geringer Teil davon an neue schwarze Eigentümer ging. Die Zahl der einkommens- und obdachlosen Personen im ländlichen Raum stieg stetig an. In Durban trafen sich im Jahr 2001 Vertreter von südafrikanischen Landloseninitiativen zur Beratung über die dadurch angewachsenen Probleme. Dabei verständigten sich die Teilnehmer auf die Gründung einer Dachorganisation, die sie Landless People’s Movement (LPM) nannten. Anfangs gelang dieser Organisation eine politische Mobilisierung unter den Landlosen. Beispielsweise geschah das im Jahr 2002, als sich parallel zum Weltgipfel für nachhaltige Entwicklung (WSSD) in Johannesburg etwa 5000 Vertreter der Landlosenbewegung bei Soweto trafen und in einer Abschlussdemonstration mit 25.000 Teilnehmern ihre Kritik an den neoliberalen Tendenzen des WSSD zum Ausdruck brachten. Die ANC- und damit regierungskritischen Positionen des LPM wurden auch von der Gewerkschaftsvereinigung COSATU und der SACP aufgegriffen, trotzdem war die südafrikanische Regierung nicht zu einer Kursänderung bereit. In der Folge zerfielen die regionalen Strukturen der LPM in weiten Teilen des Landes wieder. Ein Grund für diese Entwicklung bestand auch darin, dass trotz vereinzelt neu erlangtem Landeigentum daraus kein tragfähiges Existenzniveau erzielt werden konnte. Mit Hilfe von zwei Nichtregierungsorganisationen haben sich einige Landloseninitiativen in den Provinzen Westkap und Ostkap erhalten.
Im Februar 2018 beschloss die Nationalversammlung, eine Kommission einzusetzen, die die zur entschädigungslosen Landenteignung notwendige Verfassungsänderung vorbereiten soll. Sowohl als ANC-Präsident als auch als Staatspräsident sprach sich Ramaphosa nach vorherigen Konsultationen mit traditionellen Führern verschiedener Gruppen für die Notwendigkeit einer Landreform aus, die nach der ihr zugrunde liegenden Sichtweise ein Ausgleich für Enteignungen (beispielsweise auf Grundlage des Natives Land Act und des Group Areas Act) während der Kolonial- und Apartheidperiode seien und die Nahrungsgüterproduktion für den inländischen Bedarf steigern soll. Er sieht darin die Chance junger Menschen, im Agrarsektor eine berufliche Zukunft zu finden, und verteidigt die Landreform als notwendige „landwirtschaftliche Revolution“. Widerstand gegen dieses Vorhaben kam neben anderen Stimmen aus der größten Oppositionsfraktion in der Nationalversammlung, vom DA-Vorsitzenden Mmusi Maimane, der Ramaphosa zum Schutz der gegenwärtigen Eigentumsrechte aufforderte. Kritische Stimmen aus Südafrika sahen in Ramaphosas Vorstoß jedoch den programmatischen Auftakt für die Parlamentswahl im Jahre 2019, wo der ANC seine Regierungsposition verteidigen wollte.

### Gewaltkriminalität

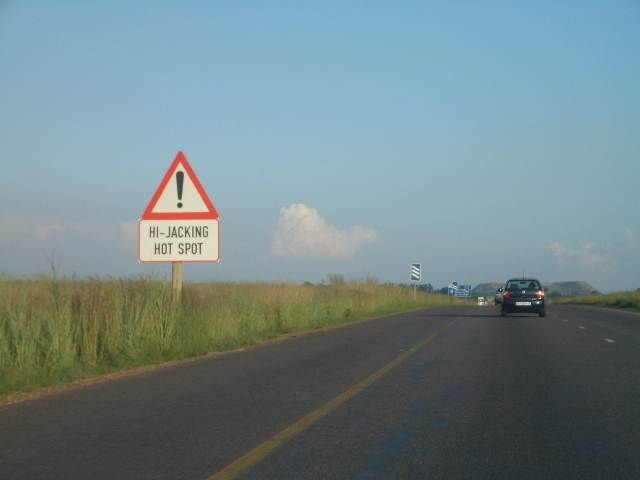
Hinweis auf gefährliche Hijacking-Stelle auf der Autobahn N4 bei eMalahleni

Südafrika gehört unter den Ländern, in denen zuverlässige Polizeistatistiken existieren, zu denen mit den höchsten Kriminalitätsraten. Die Rate von Tötungsdelikten lag beispielsweise seit dem Ende der Apartheid, im Jahr 1994, nie unter 30 pro 100.000 Einwohnern, was jährlich mehr als 18.000 Tötungsdelikten entspricht. Von 1994 bis 2023 starben mehr als 500.000 Menschen in Südafrika durch ein Gewaltverbrechen.

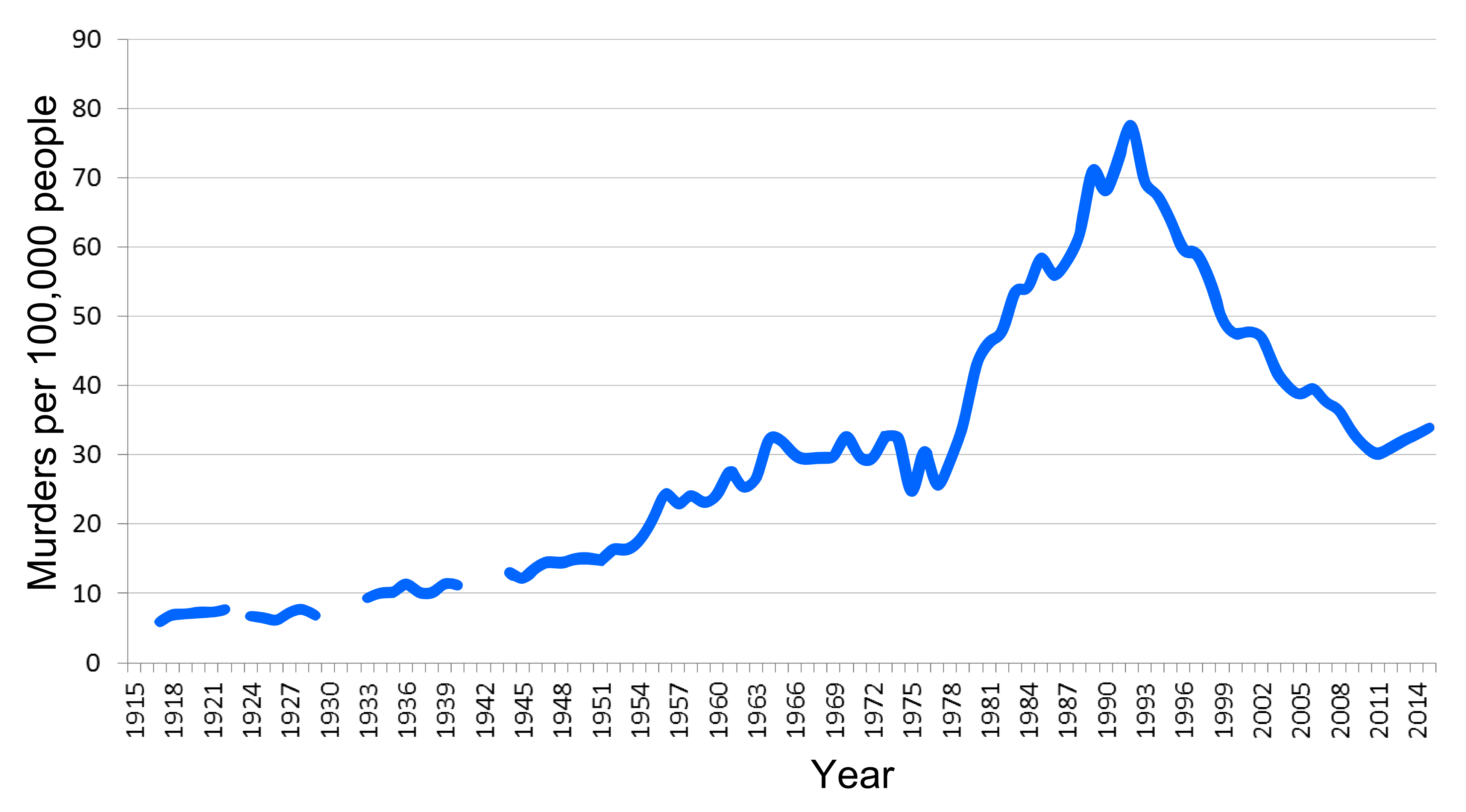
Rate der Tötungsdelikte in Südafrika. Die Werte im 20. Jahrhundert sind vermutlich zu niedrig geschätzt.

In der Kriminologie werden Mordraten als Index für Vergleiche des Kriminalitätslevels über lange Zeiträume verwendet. Dies ist insbesondere für Gewaltkriminalität und Diebstahl zuverlässig. Das Diagramm zeigt einen Anstieg der Rate der Tötungsdelikte in Südafrika von unter 10 pro 100.000 Einwohner bis in die 1930er Jahre auf 30 bis 1965, wo sie bis 1980 bleiben. Danach stiegen die Raten in nur 13 Jahren auf ca. 80 im Jahr 1993. Bis 2011 fiel sie wieder auf 30. (In westeuropäischen Ländern liegt dieser Wert bei ca. 1.) Der zeitliche Verlauf mit einem Anstieg von den 1960er bis in die frühen 1990er Jahre, gefolgt von ausgedehnten Kriminalitätsrückgang, ähnelt dem Muster in westlichen Ländern, allerdings auf sehr viel höherem Level. Die im Diagramm dargestellten Werte im 20. Jahrhundert sind wegen fehlender Daten und juristischer Uneinheitlichkeiten vermutlich wesentlich zu niedrig angesetzt. Allerdings lag die Rate in Südafrika mindestens seit den 1920er Jahren über dem Welt-Durchschnitt. Zumindest Teile des Anstiegs werden der Apartheidspolitik zugeschrieben, die Menschen gewaltsam aus kommunalen und sozialen Beziehungen riss sowie politische Konflikte auslöste. Damit wurden Faktoren verändert, die einen Einfluss auf das Kriminalitätsniveau haben.
1994 gab es annähernd 26.000 Tötungsdelikte oder 63 pro 100.000 Einwohner. Bis zum Berichtsjahr 2017/18 (das Ende März 2018 endete) sank die jährliche Zahl auf reichlich 20.000 beziehungsweise 36 pro 100.000, was fast einer Halbierung der Rate entspricht. Als wichtigster Grund für die Veränderungen wird die verringerte Verfügbarkeit von Schusswaffen angeführt, als zweitwichtigster Verbesserungen der Politik. Von 2011 bis 2017 stieg die Rate von 30 auf 36 pro 100.000 Einwohner an. Als Ursache werden eine wieder bessere Verfügbarkeit von Schusswaffen durch korrupte Polizeibeamte sowie Unruhen der frustrierten Bevölkerung angeführt. Im Gegensatz zum zeitlichen Verlauf der Rate der Tötungsdelikte gab es bei schwerer Kriminalität insgesamt nur einen minimalen Anstieg nach 2011. Nach 2013 fiel diese Rate jedoch stark ab und erreichte Tiefstwerte.
Bei einer Studie in den Provinzen Ostkap und KwaZulu-Natal gaben 27,6 % aller befragten Männer an, schon mindestens einmal eine Frau vergewaltigt zu haben, die Hälfte davon gab mehrere Vergewaltigungen zu. Umgerechnet auf die Bevölkerungszahl kann somit mit vielen Millionen Vergewaltigungen in den letzten Jahrzehnten gerechnet werden. Statistisch gesehen müssen demnach 40 % der Südafrikanerinnen damit rechnen, einmal in ihrem Leben vergewaltigt zu werden. Eine Besonderheit stellen die sogenannten Corrective rapes dar, bei denen lesbische Frauen durch Männer mit dem vorgeblichen Ziel, die sexuelle Orientierung des Opfers zu ändern, vergewaltigt werden. Außerdem geben 40 % der südafrikanischen Schüler an, schon mindestens einmal vergewaltigt worden zu sein. Im Berichtsjahr 2017/2018 wurden rund 50.000 Fälle von Sexualdelikten registriert, darunter etwa 40.000 Vergewaltigungen, was sehr hohe Werte sind. 10 Jahre davor (2008/2009) waren es allerdings noch fast 70.000 Sexualdelikte.
Das Land verzeichnet einerseits Fortschritte, etwa den Rückgang von Gewaltkriminalität und Sexualdelikten, andererseits stieg die Zahl der Straftaten in Verbindung mit Drogen im selben Zeitraum auf fast die dreifache Zahl.

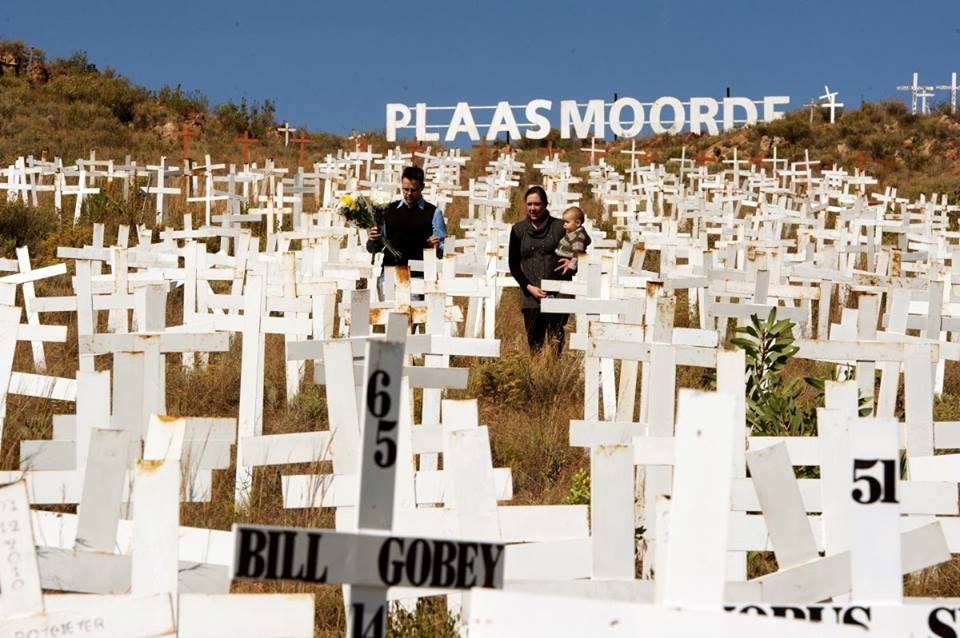
Kreuze bei Polokwane zum Gedenken an ermordete Farmer

Zwischen 1994 und 2001 wurden bei mehr als 5500 Überfällen auf zumeist abgelegene Farmen über 1100 Weiße ermordet. 2010 bis 2014 wurden jährlich rund 60 weiße Farmer ermordet; für das Berichtsjahr 2017/2018 wurden 62 Morde auf Farmen und Gehöften angegeben.
Nach wie vor stellen vor allem die hohen Mord- und Vergewaltigungsraten eine große Bedrohung für die Bevölkerung dar. Das führte inzwischen dazu, dass viele wohlhabende Südafrikaner aller Bevölkerungsgruppen in Wohnquartiere ziehen, die mit dem inzwischen in seiner Bedeutung gewandelten Begriff Compound bezeichnet werden. Solche Wohnviertel können eine eigene Infrastruktur mit Geschäften und Schulen haben, sind rundum mit hohen Zäunen abgesperrt und werden rund um die Uhr von privaten Sicherheitsdiensten bewacht. Auch Elektrozäune sind sehr häufig. Diese Maßnahmen bieten einen gewissen Schutz vor Überfällen und ermöglichen ein Leben in relativer Sicherheit.
Die Ursachen für die enorm hohe Kriminalität sind vielfältig. Das System der Rassentrennungspolitik mit seinen Spätfolgen über das Jahr 1994 hinaus, das die traditionellen Gesellschaften der Schwarzen zerstörte und zerrüttete Familien sowie häusliche Gewalt erzeugt hat, die an Kinder oder andere Personen weitergegeben wird, spielte für diese Entwicklung eine wichtige Rolle.

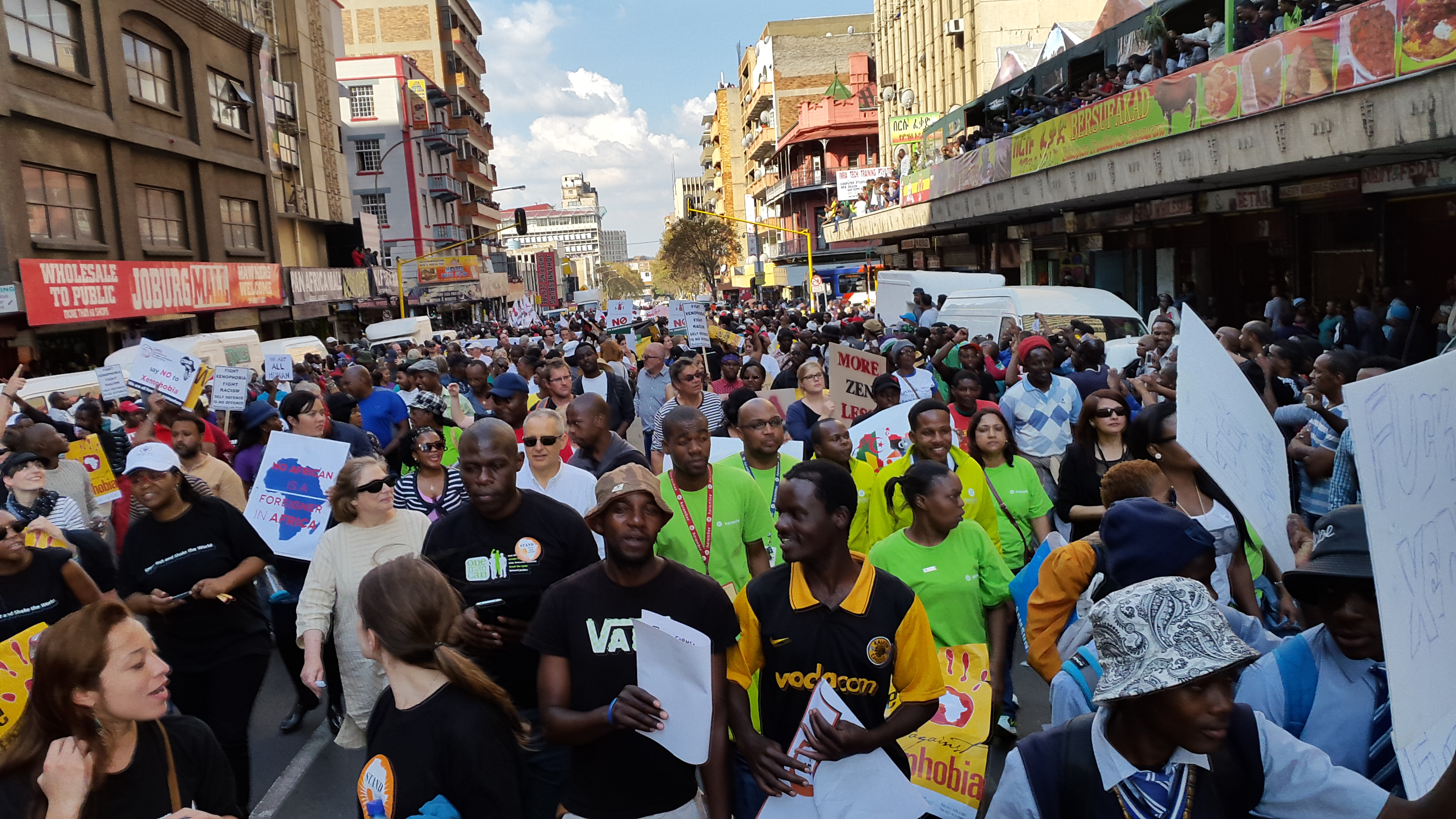
Demonstration gegen Fremdenfeindlichkeit in Johannesburg

Ebenso bedeutsam sind wirtschaftliche Gründe. Nach wie vor ist die Masse der Bevölkerung sehr arm und die Arbeitslosigkeit ist, vor allem in der jungen, schwarzen Bevölkerung, hoch. Langeweile und Perspektivlosigkeit entladen sich dabei oft in Gewalt. Dazu kommt die große soziale Ungleichheit mit ihren extremen Gegensätzen zwischen armen (meist schwarzen) und reichen Bewohnern in den Städten Südafrikas, die zu hoher Kriminalität führt. Während sich reiche Südafrikaner dagegen schützen können, trifft das auf die zahlreichen Einwanderer aus ärmeren afrikanischen Staaten nicht zu, so dass vor allem diese, von armen Südafrikanern als unliebsame Konkurrenten auf dem Arbeitsmarkt gesehen, besonders häufig Opfer von Übergriffen und Pogromen werden.
Ineffizienz und Korruption bei Polizei und Justiz sind in manchen Regionen ebenfalls ein großes Problem. Viele Straftäter werden trotz Anzeige nicht zur Rechenschaft gezogen, häufig werden Gerichtsverfahren – vor allem bei Vergewaltigungsfällen – aus Mangel an Beweisen eingestellt.

### Soziale Ungleichheit
Das Ende der Apartheid im Jahr 1994 führte nicht zu einem Ende der großen sozialen Disparitäten. Große Teile der Bevölkerung leben in Townships am Rande vieler Städte. Dabei handelt es sich um Wohngebiete, in denen trotz positiver Entwicklung der Lebensstandard auch heute noch sehr niedrig ist. Während die wohlhabenden Einwohner des Landes, nach wie vor überwiegend Weiße, aber mittlerweile auch zunehmend Schwarze, in abgeschlossenen Wohnsiedlungen leben, die mitunter von Zäunen und Sicherheitspersonal umgeben sind, wohnt die Mehrzahl der Armen, hauptsächlich Schwarze und Coloureds, in den Townships und einfachen ländlichen Siedlungen. Dabei findet diese Bevölkerungsgruppe nur schwer Anschluss an die Aus- und Weiterbildungsmöglichkeiten des südafrikanischen Staates. Eine unmittelbare Auswirkung dieser Verhältnisse ist die enorm hohe Kriminalitätsrate in manchen unterentwickelten Regionen. Die Immunschwächekrankheit AIDS besitzt weiterhin eine zentrale politische Bedeutung bei der staatlichen Planung und Ausführung medizinischer und sozioökonomischer Vorhaben in Südafrika.
Nach dem Ende der Apartheid konnten in Bezug auf das ideelle Ziel von gleichen individuellen Entwicklungschancen für alle Bürger und einem besseren Lebensstandard für die große Gruppe sehr armer Bürger nur fragmentarische und überwiegend als unbefriedigend empfundene Fortschritte erreicht werden. Trotz zwischenzeitlich anerkennenswerter Erfolge bei der Verbesserung häuslicher Verhältnisse, wie Wasser- und Elektrizitätsversorgung in ländlichen Gebieten und Townships, sowie beim Ausbau des Bildungs- und Ausbildungssektors, der Gesundheitsversorgung und der Verkehrsinfrastruktur, nahm die Verbesserung der Erwerbsverhältnisse für weite Teile der nichteuropäischen Bevölkerung einen verhaltenen Verlauf. Durch den Wegfall des über die Jahrzehnte der Apartheid verfestigten Prinzips der job reservation (für Weiße ursprünglich vorbehaltene Tätigkeitsprofile) und mit dem neuen Regierungsprogramm Black Economic Empowerment verschoben sich die Arbeitsmarktstrukturen dahingehend, dass weniger gut ausgebildete Weiße häufiger arbeitslos wurden oder vom Arbeitsplatzverlust bedroht waren. Die makroökonomischen Muster haben sich jedoch nach dem Ende der Apartheidspolitik insgesamt wenig verändert.
Demnach soll in der nach 1994 einsetzende Post-Apartheidsphase nur eine relativ kleine Zahl von Personen größeren Nutzen gezogen haben. Dazu zählen Angestellte des öffentlichen Dienstes und Unternehmer. Der Gini-Koeffizient ist nach 1995 in Südafrika sogar angestiegen. Nach Auffassung des südafrikanischen Soziologen Lawrence Schlemmer hielt der sozioökonomische Verfall am unteren Ende der Einkommenskette seit 1994 lange an und konnte nur mit erheblichen Transferleistungen des Staates auf niedrigem Niveau gestoppt werden. Dagegen ist der oft in den Medien propagierte Aufstieg einer „schwarzen“ Mittelschicht in der Realität viel geringer als dargestellt und er wird längere Zeit als offiziell in Anspruch nehmen. Nach einer Studie des International Council for Human Rights Policies (ICHRP) aus dem Jahr 2001 sollen sich ökonomische Marginalisierung und rassistische Diskriminierung gegenseitig verstärken. In Südafrika etabliert sich eine stereotype Haltung, wonach die arme Bevölkerung weiterhin zu Niedriglöhnen arbeiten könne. Die herrschende Gruppe (nicht mehr nur weiß, sondern Vertreter aus allen Gruppen) entfernt sich zunehmend von der beherrschten Bevölkerung.
Das Land ist weiterhin durch ein hohes Maß an Armut und Ungleichheit gekennzeichnet. Der Gini-Koeffizient stieg auch während des Investitionsbooms vor der Finanzkrise 2008 weiter an. Während er im Jahr 2000 bei 57,8 lag, betrug er 2011 65. Damit gehört Südafrika weltweit zu den Staaten mit extrem ungleicher Einkommensverteilung, was zunehmend öffentlich diskutiert wird.
Die Kritik des langjährigen Finanzministers und danach als Minister für nationale Planung tätigen Trevor Manuel vom April 2013 an den gegenwärtigen Verhältnissen im öffentlichen Sektor zielte auf dieses Missverhältnis zwischen Herrschenden und Beherrschten. Mit seinem National Development Plan (Nationalen Entwicklungsplan) unterbreitete der Minister Vorschläge einerseits für Maßnahmen zur „radikalen“ Bekämpfung von Armut und Ungleichheit sowie andererseits für die Entwicklung eines kompetenten, professionellen öffentlichen Dienstes im Land. Dabei wies er darauf hin, dass viele Mitarbeiter „keine Gesetzesänderungen oder politische Vorgaben benötigen, sondern nur einen gesunden Menschenverstand um die Dinge richtig zu machen“. Im Zentrum seiner Argumentation steht die Kritik, dass im Jahr 2013 immer noch die Apartheid pauschal als Ursache für jegliche Fehlentwicklung im gegenwärtigen politischen Handeln angeführt würde und er fordert deshalb eine allgemeine und transparente Rechenschaftspflicht aller Ebenen des öffentlichen Sektors.

“No matter how you were appointed, no matter who appointed you, you are not accountable to the ruling party. You are civil servants who are meant to serve all citizens irrespective of political persuasion.”

„Egal wie Sie berufen wurden, egal wer Sie bestellt hat, sie sind nicht der regierenden Partei rechenschaftspflichtig. Sie sind Beamte, um allen Bürgern, unabhängig von Ihrer politischen Überzeugung, zu dienen.“

Desmond Tutu verwies im Mai 2013 mit internationaler Medienresonanz auf die wachsenden Probleme des Landes durch Korruption und das Parteiensystem, folglich auf einen Änderungsbedarf im Verfassungsrecht bezüglich des Wahlsystems.

## Kultur

### Kulturen der Ethnien
Südafrika hat aufgrund seiner historischen Entwicklung und der ethnischen Vielfalt keine einheitliche Kultur, die Sitten und Gebräuche unterscheiden sich sehr stark je nach Region und Bevölkerungsstruktur. Deshalb wird das Land heute oft als Regenbogennation bezeichnet, da nur wenige Länder der Welt derart unterschiedliche Kulturen aus allen Erdteilen beheimaten.
Von der schwarzen Bevölkerungsmehrheit lebt immer noch ein beträchtlicher Anteil in ärmlichen Verhältnissen in ökonomisch schwachen, ländlichen Gebieten. Besonders von diesen werden heute noch die traditionellen Riten mit Tanz und Musik gepflegt und am Leben gehalten, da mit der zunehmenden Verstädterung und Europäisierung Südafrikas und der ursprünglichen Bevölkerung auch traditionelle Bräuche und Gewohnheiten an Bedeutung verloren haben.
Die schwarzen Südafrikaner, die in den Städten leben, sprechen nahezu alle zusätzlich zu ihren Muttersprachen auch Englisch oder Afrikaans. Zu Beginn des 21. Jahrhunderts gibt es noch immer kleine Bevölkerungsgruppen, die Khoisan-Sprachen sprechen. Diese sind zwar keine offiziellen Landessprachen, aber anerkannt als eine der weiteren acht Hauptsprachen. Weiterhin gibt es mehrere kleine Gruppen, die vom Aussterben bedrohte Sprachen sprechen, meist aus der Sprachfamilie der Khoi-San, und um die offizielle Anerkennung ihrer Sprache und ihren Erhalt kämpfen.
Die Lebensgewohnheiten der weißen Bevölkerungsminderheit sind in vielen Belangen ähnlich wie in Westeuropa, Nordamerika oder Ozeanien. Historische Feindseligkeiten zwischen Afrikanern und britischstämmigen Weißen wurden mittlerweile ausgeräumt und machten den Weg frei für ein friedliches Miteinander der beiden Volksgruppen.
Trotz der Diskriminierung während der Zeit der Apartheid fühlen sich die Coloureds heute näher mit der weißen Kultur als mit der schwarzen südafrikanischen Kultur verbunden. Das ist besonders bei denjenigen zu beobachten, die Afrikaans als Muttersprache sprechen und die gleichen oder ähnliche Religionen wie die Weißen haben. Nur eine kleine Minderheit der Coloureds, die als Kap-Malaien bekannt sind, sind Muslime.
Asiaten, hauptsächlich indischer Herkunft, pflegen ihr eigenes kulturelles Erbe, ihre Sprachen und Religionen. Die Inder wurden im 18. Jahrhundert an die Südspitze des afrikanischen Kontinents angesiedelt, um zunächst auf den Zuckerrohrfeldern Natals zu arbeiten. Die meisten sind Hindus oder sunnitische Muslime und sprechen mittlerweile als Muttersprache Englisch, während Sprachen wie Tamil oder Gujarati in Südafrika immer seltener anzutreffen sind.

### Bildung

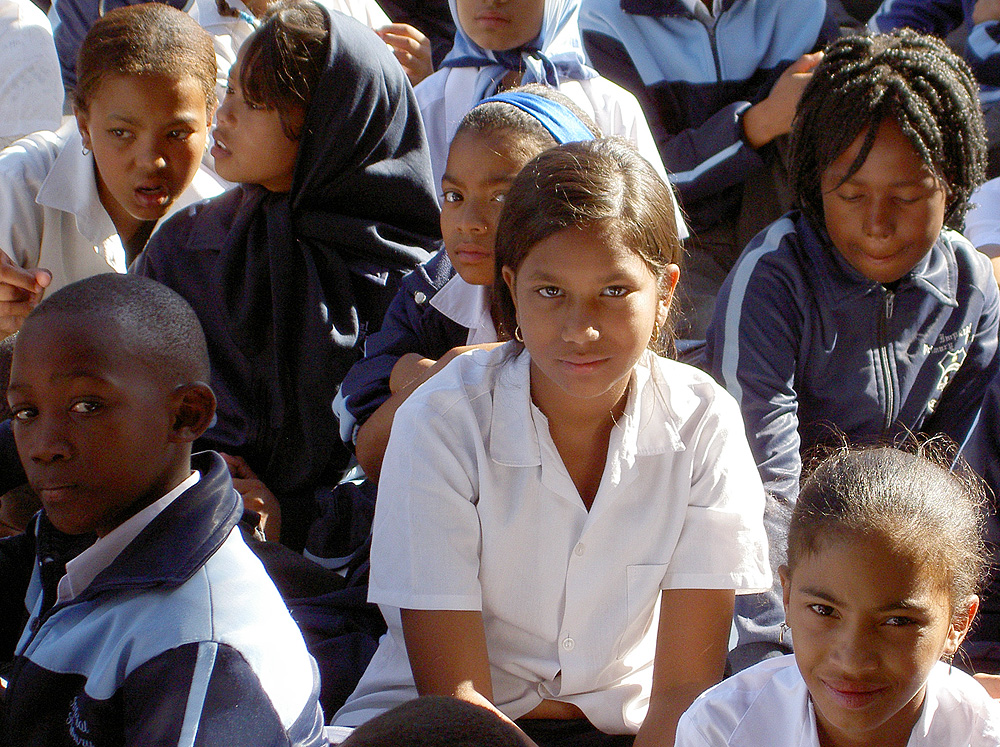
Schulkinder in Mitchells Plain

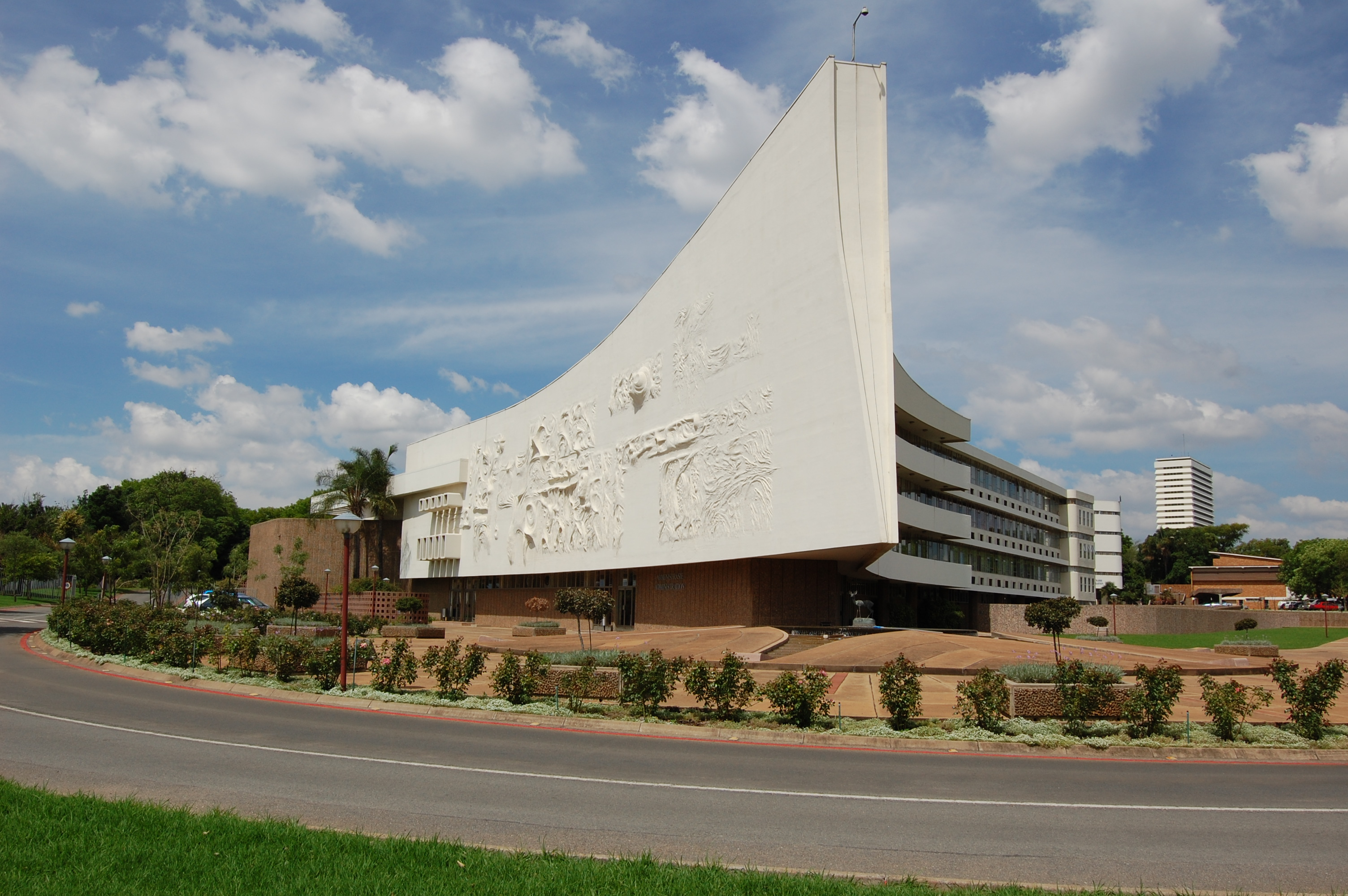
Verwaltungsgebäude der Universität Pretoria

Die überwiegende Zahl der Schulen ist öffentlich; daneben gibt es Privatschulen. Schüler besuchen ab ihrem 7. Lebensjahr für sieben Jahre die Primary School (Grundschule). Es besteht Schulpflicht; Schulgebühren werden an den Primary Schools nicht erhoben. Wie an allen Schulen wird eine Schuluniform getragen. Anschließend folgt der Besuch einer High School (Sekundarschule). Sie ist kostenpflichtig; die Schulpflicht besteht seit 1996 bis zur 9. Klasse. Schüler wählen Kurse auf drei unterschiedlichen Niveaus. Am Ende der 12. Klasse werden die Abschlussprüfungen (Matric) in sieben Fächern absolviert. 2010 bestanden 76 % der Schüler das Matric, 28 % aller Prüflinge erwarben die Berechtigung, eine Universität zu besuchen. Die Ergebnisse werden bei Bedarf standardisiert, das heißt bei landesweit schlechten Prüfungsleistungen können die Anforderungen nachträglich gesenkt werden und umgekehrt. Schüler bestehen das Matric bereits mit 30 % der erreichbaren Punktzahl. In Südafrika stieg die mittlere Schulbesuchsdauer über 25-Jähriger von 6,5 Jahren im Jahr 1990 auf 10,5 Jahre im Jahr 2015 an und ist damit die längste in Afrika.
Es gibt 26 öffentliche Hochschulen in Südafrika, darunter sechs technische Hochschulen, elf Volluniversitäten und neun sogenannte umfassende Universitäten. Die Universitäten des Landes sind von unterschiedlicher Qualität, wobei mehrere zu den besten Universitäten Afrikas zählen. Laut den World University Rankings 2010 der Times Higher Education ist die Universität Kapstadt mit Platz 107 die beste Universität Afrikas. Die Technische Universität Tshwane in Pretoria ist mit 60.000 Studierenden die größte Universität im südlichen Afrika (abgesehen von der schnell wachsenden (Fern-)Universität von Südafrika mit über 300.000 Studierenden). Das Hochschulsystem des Landes wird insgesamt gesehen bei Weitem nicht der Nachfrage nach Studienplätzen gerecht. Für ein Studium müssen Studiengebühren entrichtet werden.
Das schnelle Wachstum der Studierendenzahlen hat zu erheblichen Qualitätsmängeln geführt, wie zwei in der Tendenz weitgehend übereinstimmende Berichte aus dem Jahr 2011 verdeutlichen – einer unter Federführung der Universität Kapstadt, der andere unter Leitung der Universität Johannesburg. Insbesondere die Sozial-, Human- und Kulturwissenschaften haben in der Nach-Apartheid-Zeit stark gelitten, die Studierendenzahlen gehen in diesen Bereichen permanent zurück. Die Bachelorausbildung sei durch die Verwaltung des Mangels, das Fehlen von Bildungskonzepten und „intellektuelle Stagnation“ geprägt, während die Ressourcen zum großen Teil in die Masterausbildung und auf Elitelehrstühle umgelenkt werden.
In der Zeit der Apartheid waren vor allem die Bildungseinrichtungen der schwarzen Bevölkerungsmehrheit benachteiligt. Hauptursache war der 1953 erlassene Bantu Education Act, der eine qualitativ mindere Bildung erzeugte und die Basis vieler traditionell verwurzelter Missionsschulen im Land unterlief. An der Universität von Fort Hare in Alice konnten über die Apartheidsperiode hinweg Personen aus einheimischen Bevölkerungsgruppen eine eingeschränkte Hochschulausbildung erhalten. Zeitweilig waren auf Betreiben des oppositionellen ANC der Sekundarschulunterricht und die Hochschulbildung für schwarze Schüler und Studenten in das SOMAFCO-Camp nach Tansania ausgelagert. Während in Südafrika an Schulen für Weiße rund 96 % der Lehrkräfte eine entsprechende Ausbildung hatten, waren es an den Schulen für Schwarze nur 15 %. Auf einen Lehrer kamen 18 weiße Schüler bzw. 39 schwarze Schüler. Ungleiche Bildungschancen bestehen nach dem Ende der Apartheid fort und stellen eine große gesellschaftspolitische Herausforderung dar. Trotz hoher finanzieller Aufwendungen ist es der Regierung bislang kaum gelungen, diesem Problem zu begegnen. Die Bildungsausgaben belaufen sich auf etwa 20 % der gesamten Staatsausgaben und stellen damit den höchsten Einzelplan des Etats dar. Trotzdem haben die öffentlichen Schulen durchschnittlich über 30 Schüler pro Lehrer.
Die sechs deutschen Schulen in Südafrika sind die Deutsche Schule Pretoria, die Deutsche Schule Hermannsburg, die Deutsche Internationale Schule Kapstadt, die Deutsche Internationale Schule Johannesburg, die Deutsche Schule Durban und die Deutsche Schule Kroondal.

### Küche

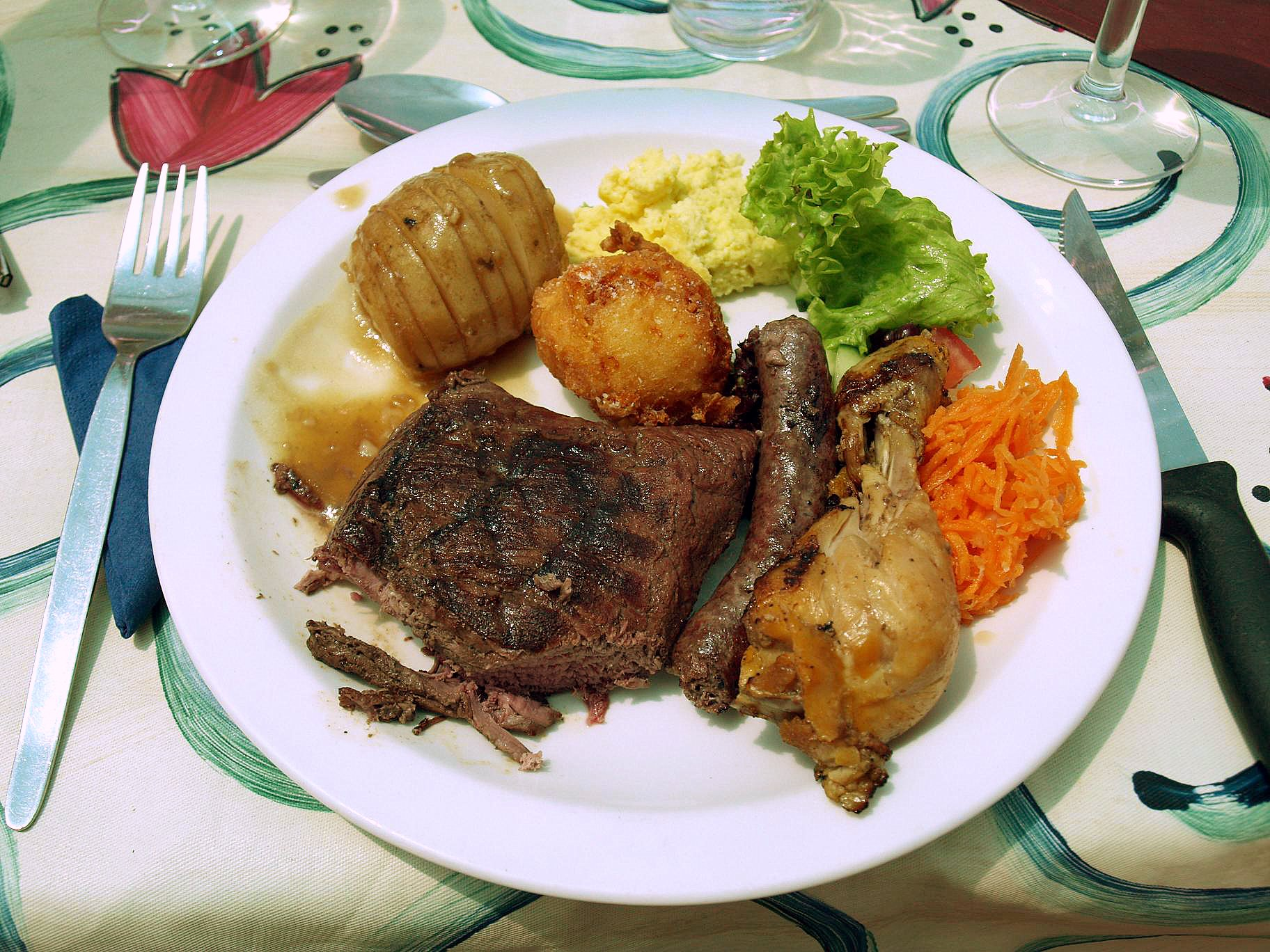
Südafrikanische Spezialitäten

In der südafrikanischen Küche liegt der Schwerpunkt auf Fleischgerichten aller Art, woraus sich eine beliebte Freizeitbeschäftigung der Südafrikaner entwickelte: das Grillen (Afrikaans Braai). Typische Gerichte und Speisen für den Braai bei der wohlhabenden Bevölkerung sind Boerewors (eine scharfe, grobe Wurstsorte), Steaks, Lamm-, Schweinekoteletts und Fisch über Holzkohle gegrillt. Eine weitere Spezialität ist Biltong, eine Art getrocknetes Fleisch vom Rind oder Wild, das in Südafrika oft als Snack gegessen wird. Häufig werden indisch inspirierte Curry-Gerichte gegessen. Die Küche der ärmeren, meist schwarzen Bevölkerung ist dominiert von schlichten Gerichten. Das bekannteste ist Mealie-Pap, eine Art Maisbrei.
Des Weiteren entwickelte sich Südafrika zu einem großen Weinproduzenten. Einige der besten Weingüter der Welt befinden sich bei Stellenbosch, Franschhoek und Paarl im Westkap.

### Musik

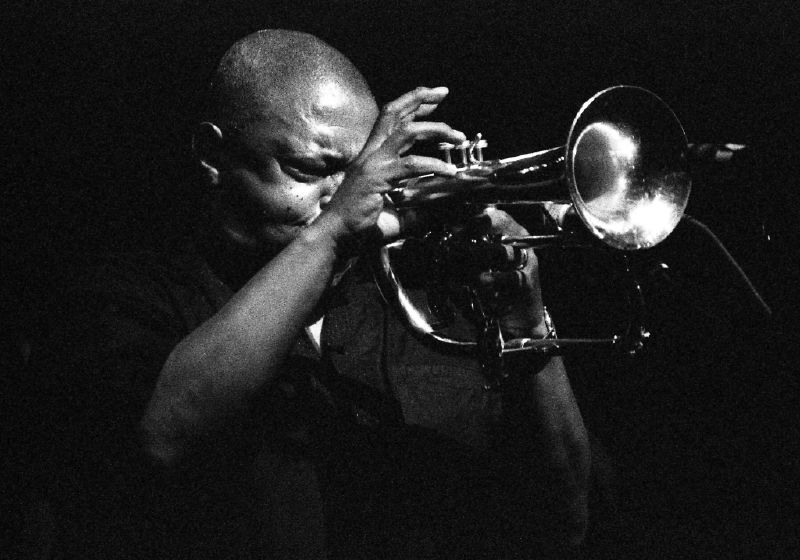
Hugh Masekela

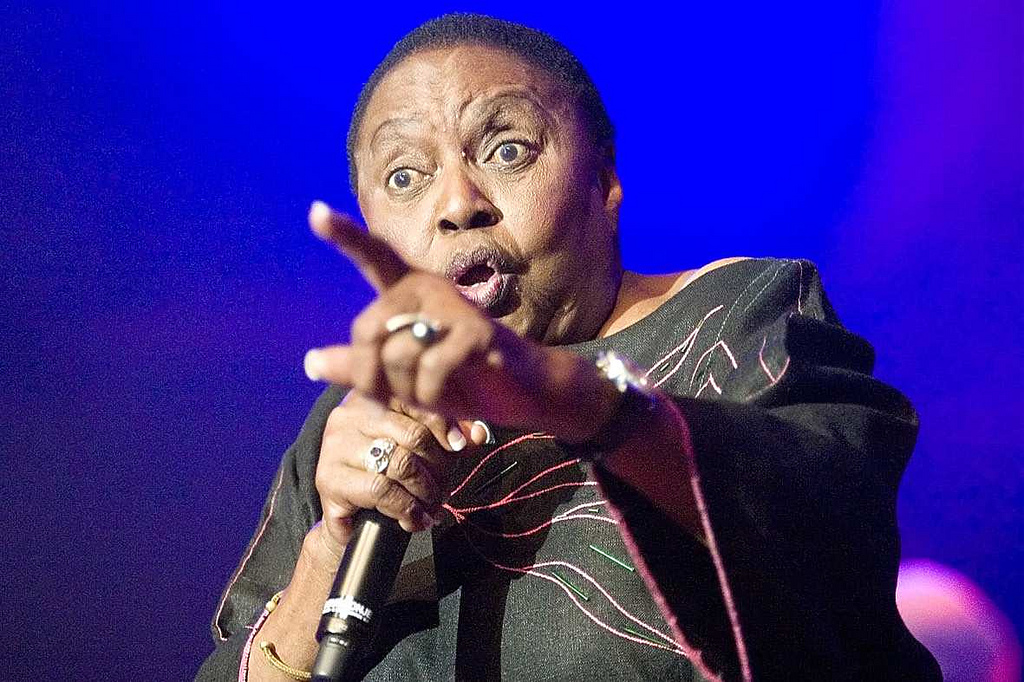
Miriam Makeba

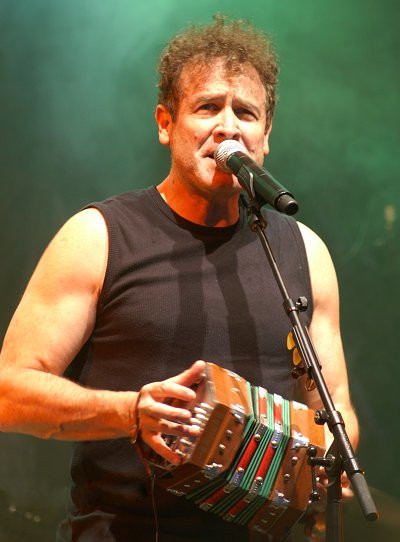
Johnny Clegg mit Konzertina

Die südafrikanische Musik ist von großer Vielfalt geprägt. Populär sind Pop-, Rock- und Jazzmusik in zahlreichen Subgenres, vor allem landestypische Musikstile, die teilweise mit bestimmten Bevölkerungsgruppen verknüpft sind.
Im frühen 20. Jahrhundert bildete sich durch eine Vermischung europäischer Kirchenmusik, nordamerikanischer Gospelmusik und einheimischer Traditionen eine spezielle Form der Kirchenmusik, die sich einerseits durch zahlreiche Chöre auszeichnet, andererseits als von Solisten wie der Gospelsängerin Rebecca Malope vorgetragene Musik populär ist. Der Soweto Gospel Choir widmet sich ebenfalls der Gospelmusik. Der Kirchenmusiker Enoch Mankayi Sontonga schrieb um 1900 das Lied Nkosi Sikelel’ iAfrika, das seit 1996 Teil der Nationalhymne Südafrikas ist. Während der Zeit der Apartheid wurde es häufig als Symbol des Widerstands gesungen.
Regionale Musikstile entstanden früh in den unterschiedlichen Ethnien. Bis heute pflegen etwa Zulu, Xhosa und Basotho diese Stile, die auch moderne Musikrichtungen aufnehmen. Bei den Zulu ist das von Männerchören gesungene Isicathamiya charakteristisch. Eine moderne Stilrichtung der Zulu-Musik ist Maskandi, auch Maskanda genannt. Bei den Basotho ist Famo populär, das zeitweise mit sexuell aufreizenden Tänzen einherging.
Zu den weltweit bekanntesten Jazzmusikern Südafrikas zählen der Saxophonist Kippie Moeketsi, der Trompeter und Sänger Hugh Masekela und der Pianist Abdullah Ibrahim, dessen Stilrichtung Cape-Jazz genannt wird. Als Vorläufer des Cape-Jazz gilt die Marabi-Musik, die als Tanzmusik vor allem in den Shebeens der Townships gespielt wurde und auch andere südafrikanische Musikstile geprägt hat.
Der älteste bestehende Chor ist der Stellenbosch University Choir. Der 1936 gegründete Chor der Universität Stellenbosch, der für a cappella gesungene Musik bekannt ist. Der erste Hit, von dem in Südafrika mehr als 100.000 Schallplatten verkauft wurden, war das von Solomon Linda komponierte Mbube im Jahr 1939.
Aufbauend auf Rock ’n’ Roll und Swing entstand in den 1950er-Jahren die Kwelamusik, die sich durch den Einsatz von Blechflöten auszeichnete. Der Johannesburger Stadtteil Sophiatown galt damals als das Mekka des südafrikanischen Jazz. Die wohl bekannteste Vertreterin südafrikanischer Musik ist Miriam Makeba (1932–2008), die ebenfalls in Sophiatown ihre ersten Erfolge feierte und in den 1960er-Jahren mit dem auf isiXhosa gesungenen Lied Pata Pata einen Welthit landete. Aufgrund ihrer großen Popularität trug sie den Beinamen Mama Afrika.
Mbaqanga ist eine weitere populäre Musikrichtung, die in den 1960er Jahren entstand und sich durch tanzbare Rhythmen und traditionelle Einflüsse auszeichnet. Eine spezielle Form, die Mgqashiyo-Musik, wurde durch die Mahotella Queens bekannt gemacht. Zu den erfolgreichen Mbaqanga-Musikern gehört die Sängerin Yvonne Chaka Chaka. Ihr 1985 erschienenes Lied I’m in Love with a DJ gilt als erster Hit der Bubblegum-Musik, einer Mbaqanga-Variante, die sich durch den Einsatz von Synthesizern und elektrischen Keyboards auszeichnete. In den 1990er-Jahren entwickelte sich der südafrikanische Musikstil Kwaito, eine Mischung aus afrikanischer Popmusik, Rap und House. Bekannte Vertreter waren die Sängerin Brenda Fassie, die zuvor mit Mbaqanga-Musik populär geworden war, und der Sänger Mandoza.
Die Gruppe Ladysmith Black Mambazo singt A-cappella-Musik und wurde neben weiteren Gruppen wie Stimela durch die Zusammenarbeit mit dem US-amerikanischen Musiker Paul Simon 1986 weltweit bekannt. Zahlreiche weitere Bands und Solisten wurden im südlichen Afrika erfolgreich, etwa der Reggae-Musiker Lucky Dube und der schottischstämmige Johnny Clegg, der in den 1980er Jahren mit seinen Bands, die zur Hälfte aus Zulu bestanden, bei Schwarzen und Weißen populär war.
Im 19. Jahrhundert entstand auf Grundlage europäischer Einflüsse die Boeremusiek, eine instrumental gespielte Tanzmusik, die unter Buren bis heute populär ist. Ihr Hauptinstrument ist die Konzertina. Zu den bekanntesten Musikern gehörte der Akkordeonist Nico Carstens (1926–2016). Daneben gibt es auf Afrikaans gesungene Musik, die häufig Elemente der Country-Musik enthält. Oft wird sie nach einem Tanzvergnügen unter dem Begriff Sokkie Dans vermarktet. Die Gereformeerde Blues Band von Johannes Kerkorrel spielte Blues und war Begründer der alternativen Voëlvry-Bewegung. Karen Zoid gehört in den 2010er Jahren zur alternativen Szene afrikaanssprachiger Musiker.
In den 1970er Jahren gab es eine lebhafte Rockszene in Kapstadt. Verschiedene Spielarten des Rock wie Disco, Punk, Gothic Rock (No Friends of Harry) und Alternative Metal waren zeitweise ebenfalls vertreten. Die Sängerin Nianell singt Popmusik mit Folkeinflüssen auf Englisch oder Afrikaans. Auch Singer-Songwriter wie Zahara und Jennifer Ferguson treten in Südafrika auf.
Mimi Coertse wurde eine bekannte Opernsängerin, die lange in Wien engagiert war. Das Soweto String Quartet führt klassische Musik europäischer Prägung auf, versetzt mit afrikanischen Elementen.
Jährlich werden die South African Music Awards in über 20 Sparten verliehen.
Heute international bekannte südafrikanische Bands sind unter anderem Die Antwoord, Seether, The Parlotones, Kongos und Watershed.
In Kapstadt befindet sich die einzige Oper Afrikas mit ganzjährigem Betrieb – die Cape Town Opera.

### Literatur

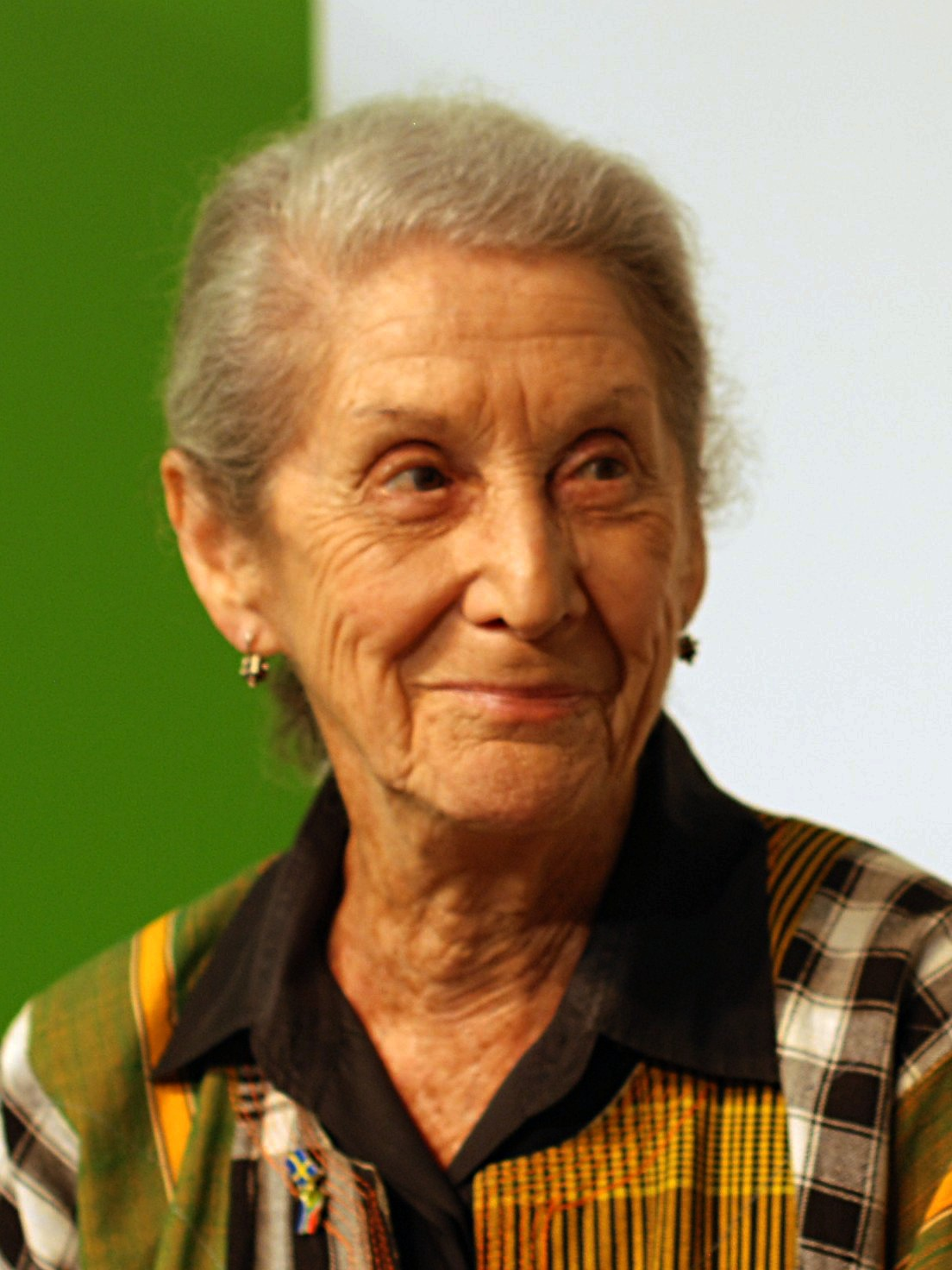
Nadine Gordimer

### Malerei
Im 19. Jahrhundert wurden die meisten Bilder aus England und den Niederlanden eingeführt. Diese historischen Stücke bilden heute noch einen Teil des Bestandes der Museen. Zu den wenigen Malern, die schon Ende des 19. Jahrhunderts eine akademische Ausbildung besaßen, gehörte der aus Rotterdam stammende Landschafts- und Porträtmaler Frans Oerder (1867–1944), der mit seinem Bild Magnolien eines der am häufigsten reproduzierten Bilder aus der Südafrikanischen Nationalgalerie schuf, das als Druck heute in vielen Wohnzimmern hängt. Zur Generation der romantischen Maler gehörte noch Hugo Naudé (1868–1938), der vor dem Ersten Weltkrieg u. a. in München studiert hatte. Eine große Stilvielfalt kennzeichnen die teils romantisch-impressionistischen, teils expressionistischen oder sachlich-realistischen Landschaftsbilder von Jacobus Hendrik Pierneef (1886–1957).
Viele Maler der 1920er und 1930er Jahre stammten aus Deutschland oder von polnischen Juden ab, so Irma Stern, die gemeinsam mit der burischen Porträtmalerin Maggie Laubser (1886–1973) und dem in Russisch-Polen geborenen Wolf Kibel als Begründerin des Expressionismus in Südafrika gilt. Pranas Domšaitis (eigentlich Franz Carl Wilhelm Domscheit) studierte bei Lovis Corinth in Berlin, er wanderte erst 1949 im Alter von 69 Jahren nach Südafrika aus und gilt ebenfalls als einer der bedeutendsten Expressionisten Südafrikas. Der in Österreich geborene Jean Welz schuf Stillleben, Dorothy Kay einfühlsame Porträts. Alexis Preller studierte in Paris und orientierte sich an Paul Gauguin und Vincent van Gogh. Freida Lock, die aus England stammte und dort studierte, wurde 1938 Mitbegründerin der New Group, einer Künstlergruppe, die zahlreiche Ausstellungen bestritt.
Viele nicht-weiße südafrikanische Künstler im Exil orientierten sich ebenfalls am Expressionismus oder vertraten einen sozialen Realismus, so Gerard Sekoto oder Gavin Jantjes, der in der Bundesrepublik Deutschland studierte. David Koloane schuf die erste schwarze Kunstgalerie in Johannesburg. Der weiße Apartheid-Gegner, Lyriker und Autor Breyten Breytenbach schuf im Exil surrealistische Bilder.
Nach dem Ende der Apartheid wurden südafrikanische Künstler rasch in den USA und in Großbritannien bekannt. Ihre Kunst ist oft politisch und gesellschaftskritisch, so das Werk von Tracey Rose, das auch Performance- und Videokunst umfasst. Marlene Dumas experimentiert mit der menschlichen Gestalt und setzt sich dabei mit dem Konflikt zwischen Weiß und Schwarz auseinander.

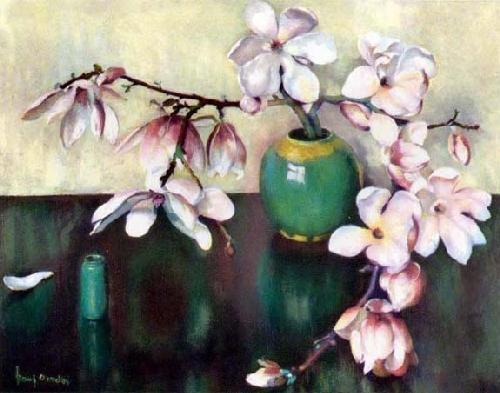
Magnolien von Frans Oerder
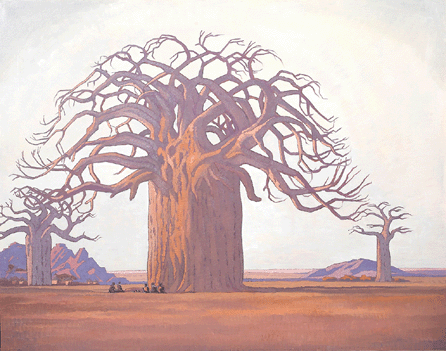
Affenbrotbaum von J. H. Pierneef (1934)
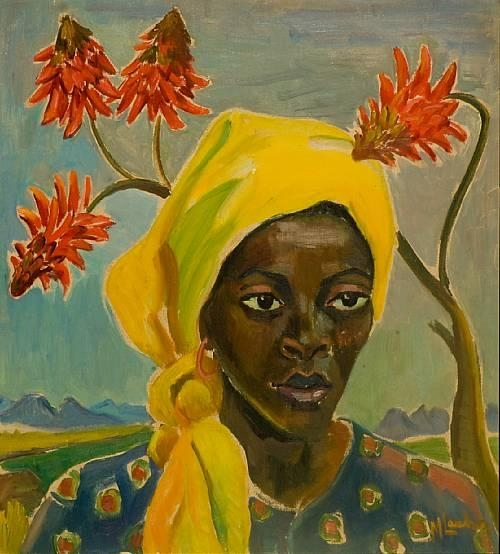
Annie vom Stamm der Royal Bafokeng von Maggie Laubser (1945)

### UNESCO-Welterbe

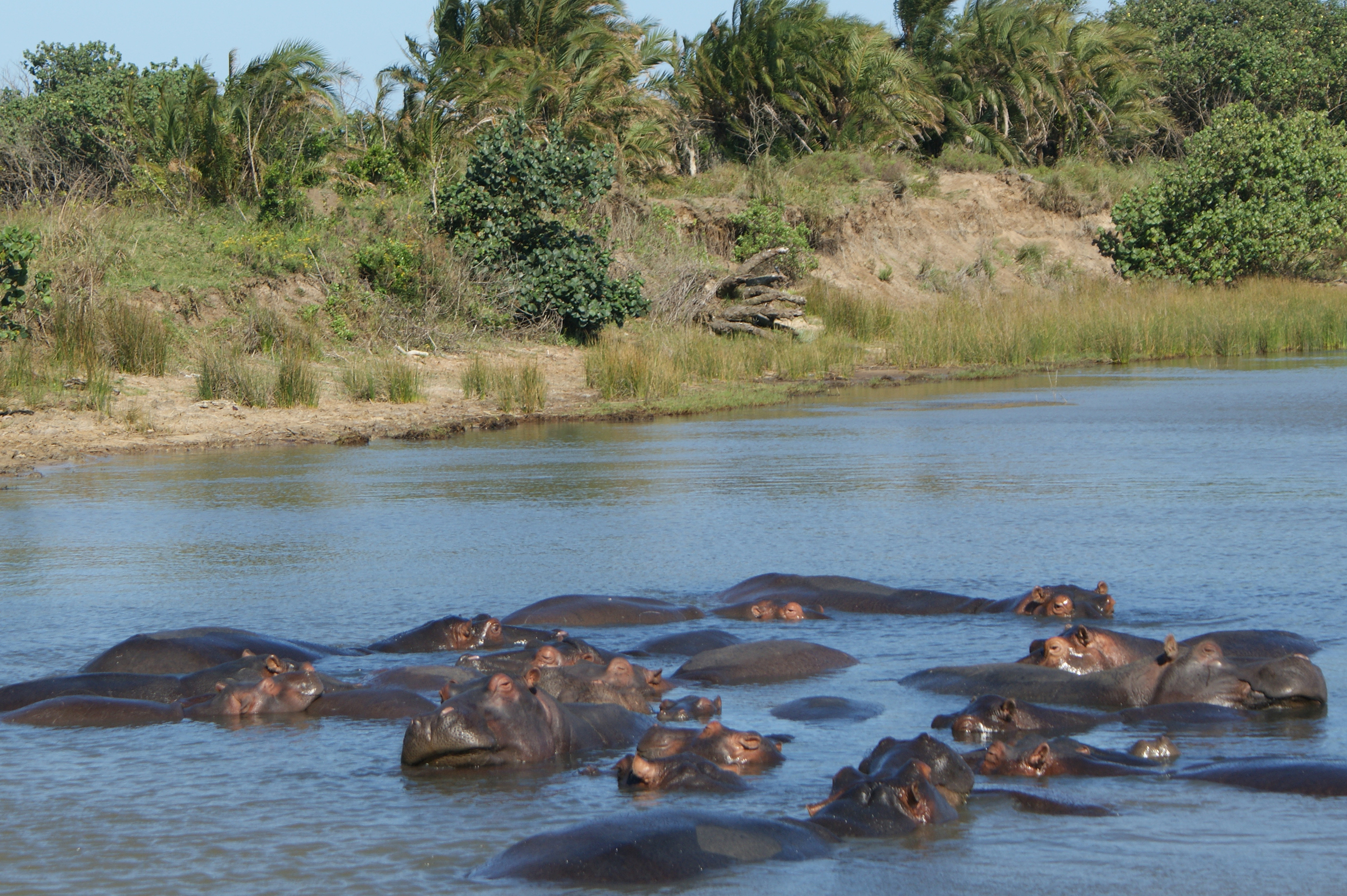
ISimangaliso-Wetland-Park. Hier leben die größten Krokodil- und Flusspferdbestände Südafrikas.
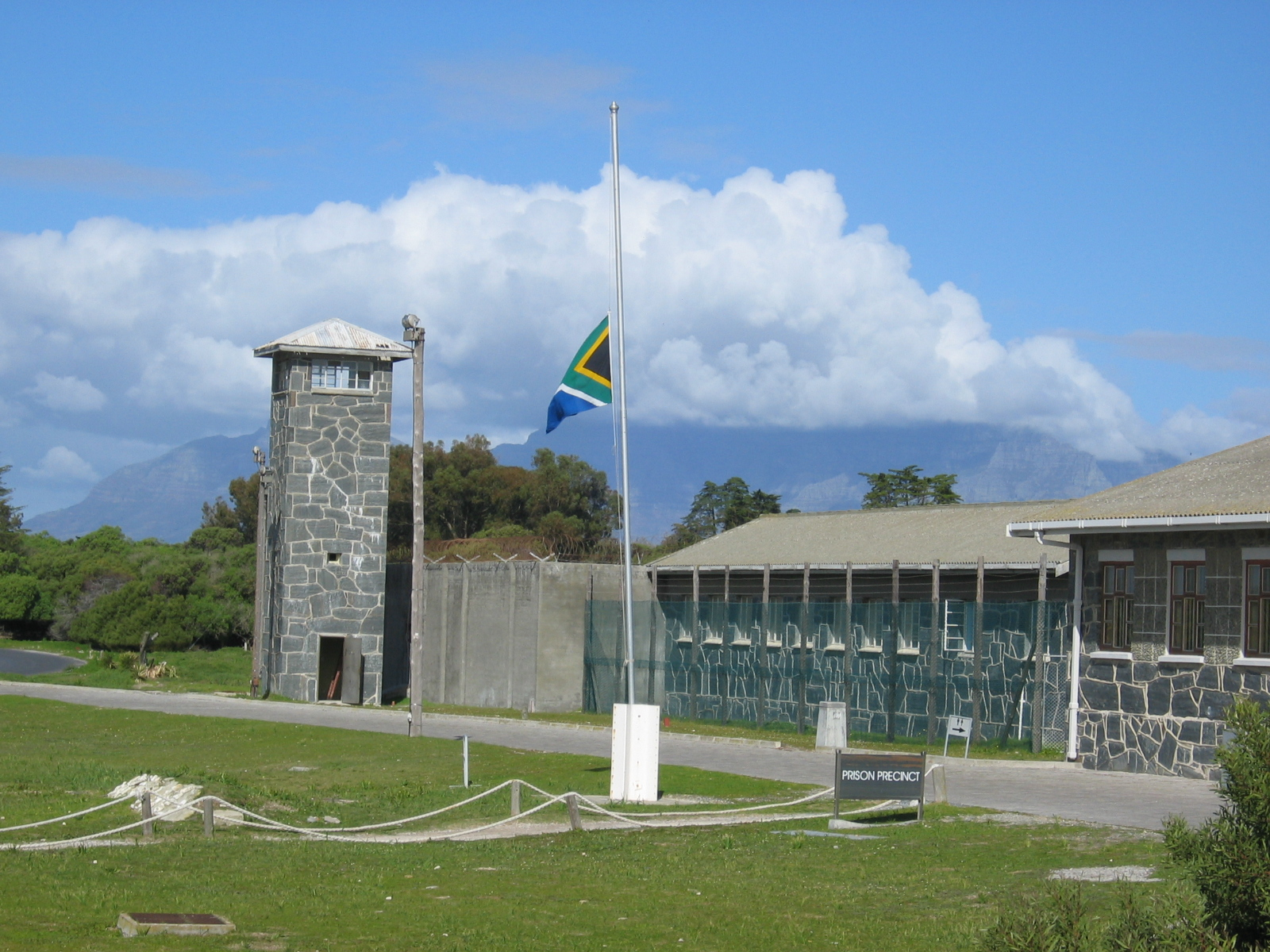
Robben Island. Ehemalige Gefängnisinsel, auf der Nelson Mandela inhaftiert war.
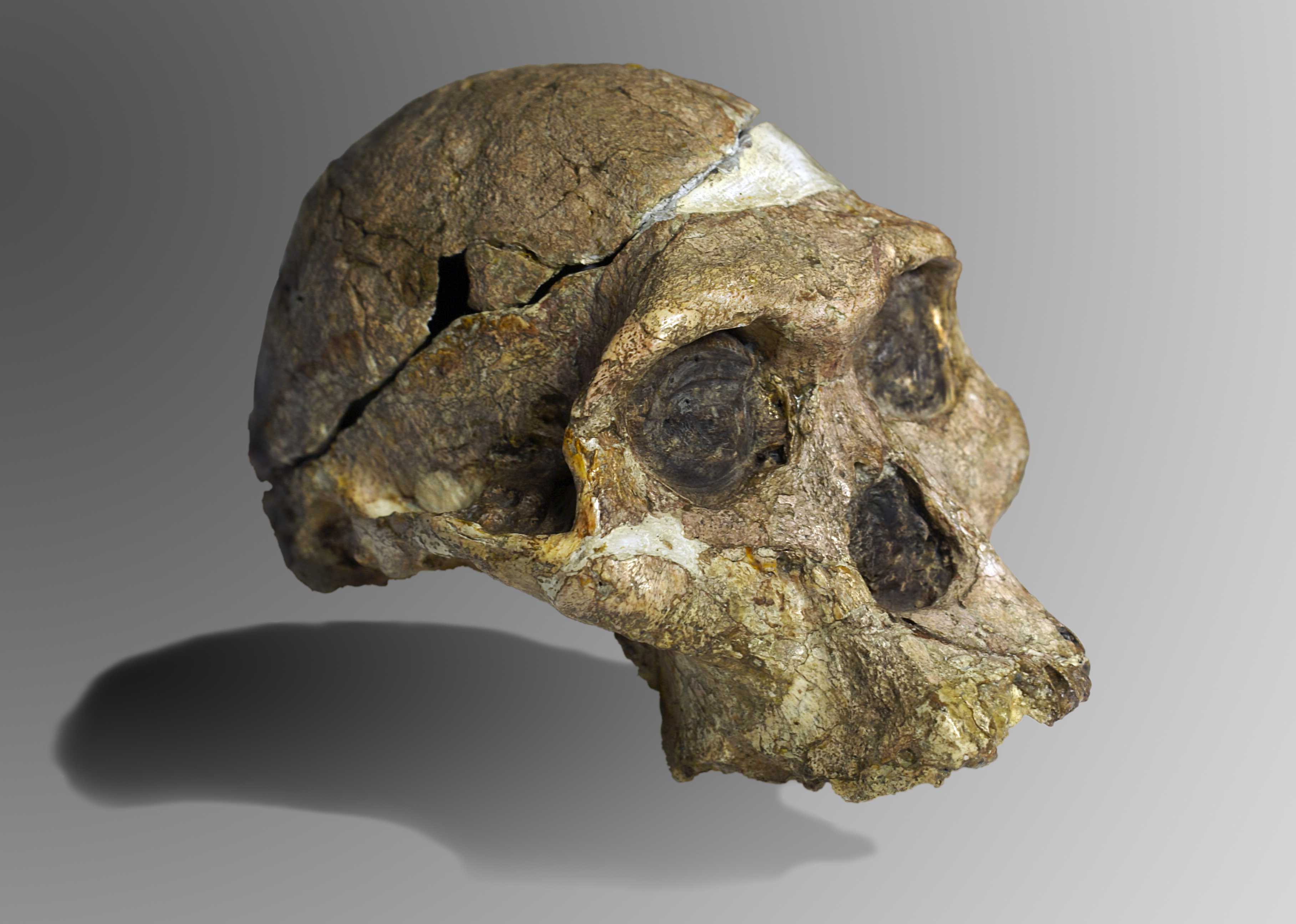
Fundstätten fossiler Hominiden in Südafrika
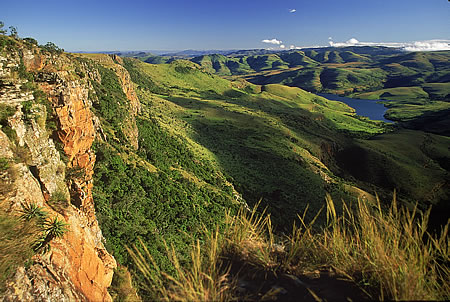
Maloti-Drakensberg-Park. Er hat Bedeutung als Zufluchtsort für viele bedrohte und endemische Arten und ist reich an Felsmalereien vom Volk der San.
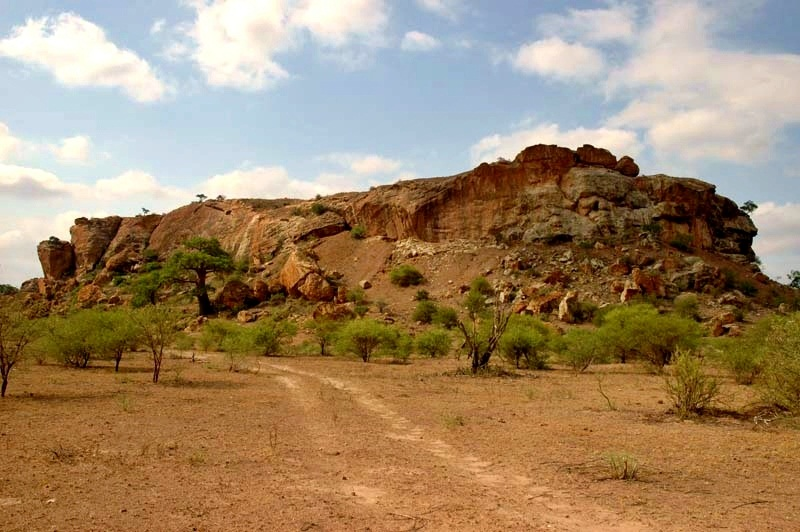
Kulturlandschaft Mapungubwe. Ausgrabungsgebiet des ersten Königreichs im südlichen Afrika zwischen 900 und 1300 n. Chr.
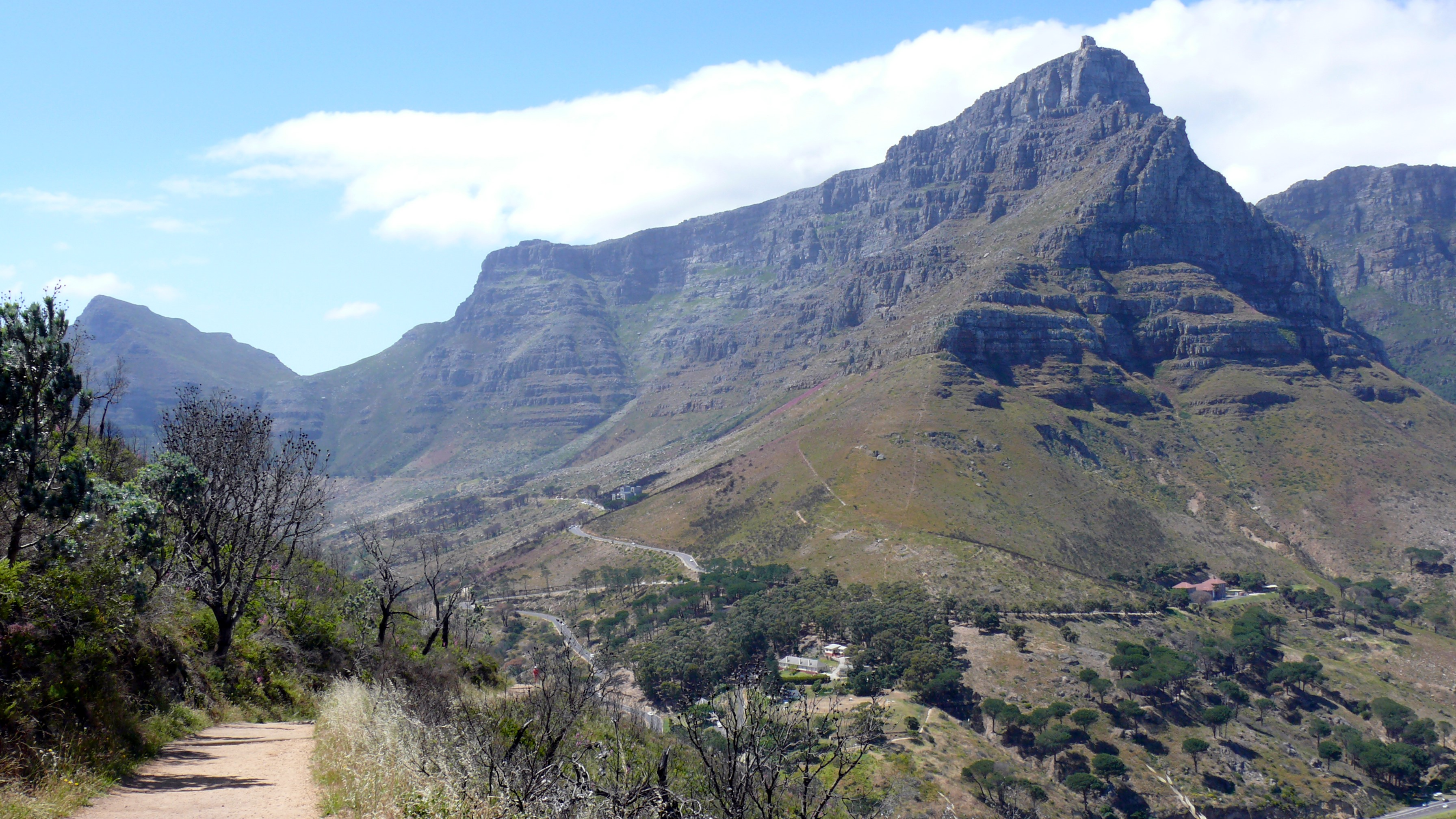
Schutzgebiete der Region Cape Floral. Sie gilt mit nahezu einem Fünftel der Pflanzenarten Afrikas, von denen fast ein Drittel endemisch ist, als Region mit der vielfältigsten Flora der Welt.
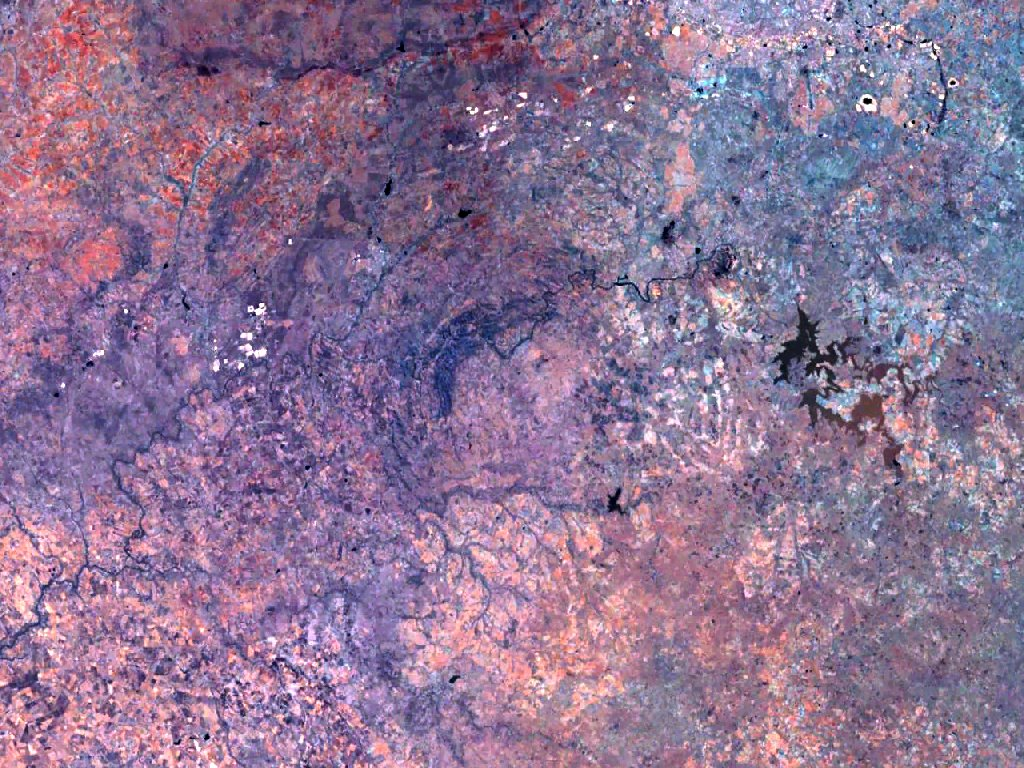
Vredefort-Krater. Er ist der größte sicher identifizierte Einschlagkrater der Erde.
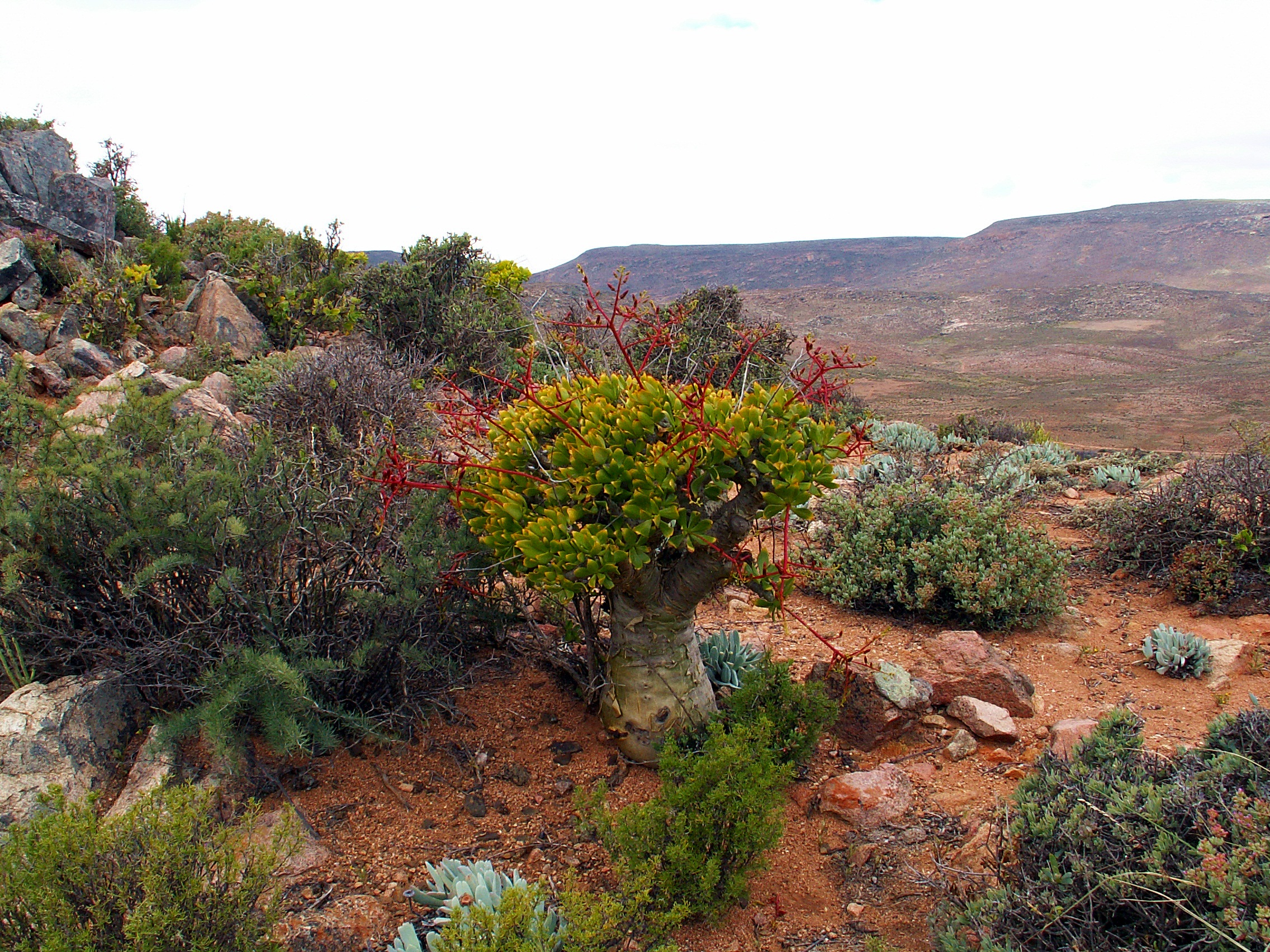
Kulturlandschaft Richtersveld, in dem die Ureinwohner vom Stamm der Nama als Wanderhirten leben.
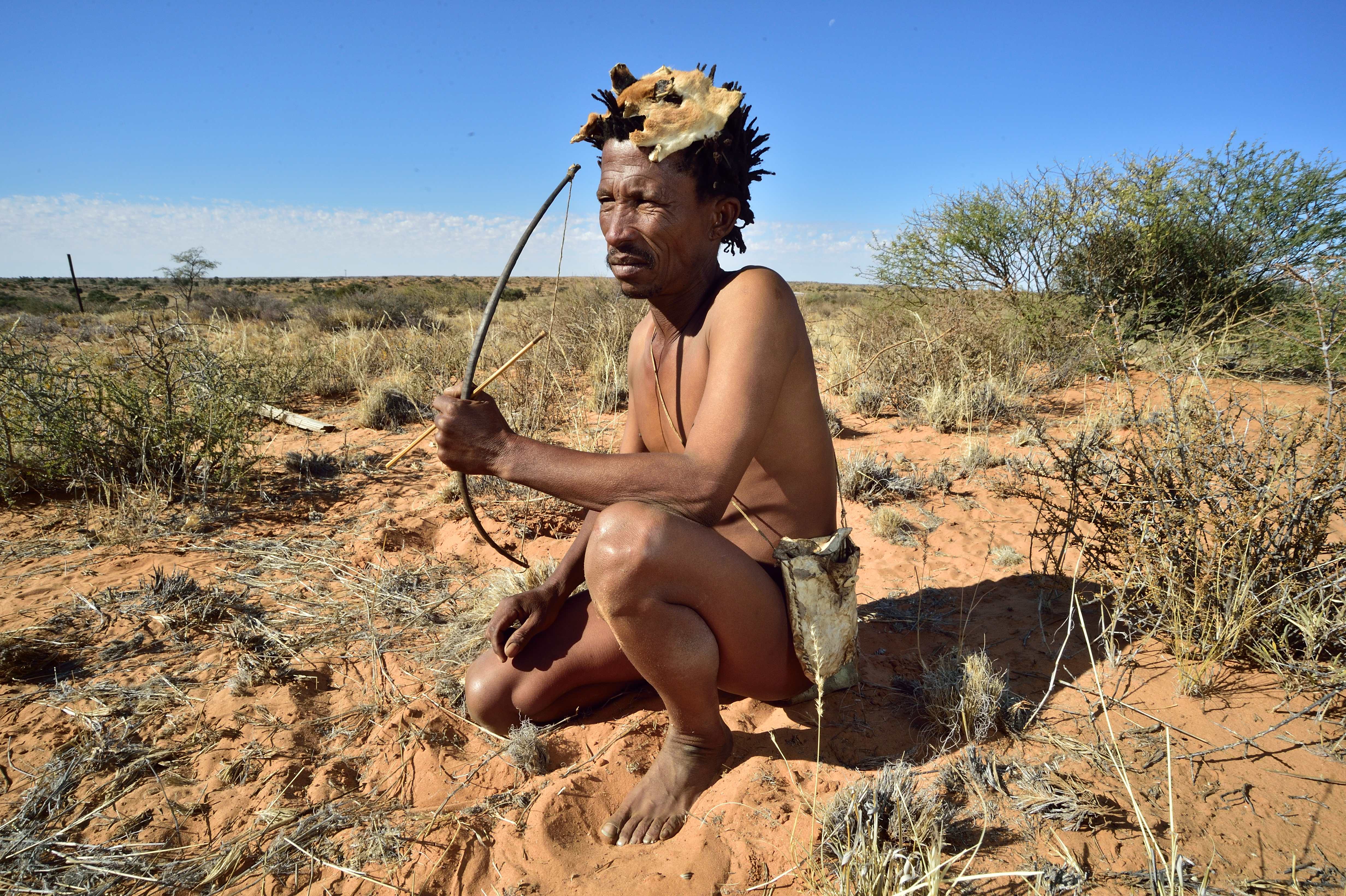
Kulturlandschaft der Khomani, einer Gruppe des Volkes der San an der Grenze zu Botswana und Namibia.
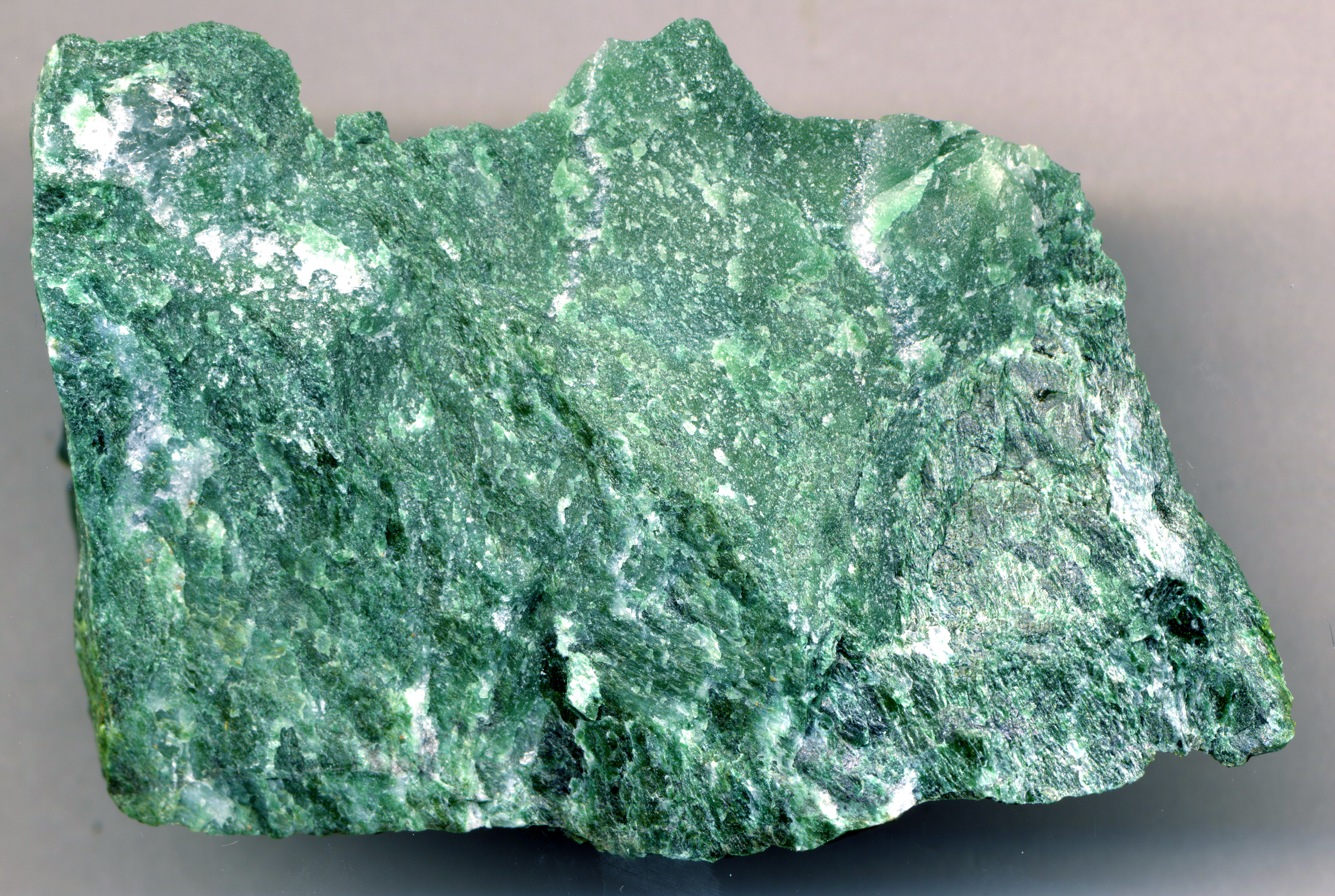
Barberton Makhonjwa Mountains, wo die weltweit ältesten Spuren von Leben entdeckt wurden.

### Feiertage
In Südafrika gibt es folgende gesetzliche Feiertage. Sollte einer dieser Tage auf einen Sonntag fallen, ist der darauf folgende Montag ein Feiertag.
| Datum            | Deutscher Name             | Südafrikanischer Name        | Anmerkungen |
| ---------------- | -------------------------- | ---------------------------- | --- |
| 1. Januar        | Neujahr                    | New Year’s Day               | |
| 21. März         | Tag der Menschenrechte     | Human Rights Day             | Jahrestag des Massakers von Sharpeville 1960 |
| März oder April  | Karfreitag und Ostermontag | Good Friday und Family Day   | Freitag vor und Montag nach Ostersonntag |
| 27. April        | Freiheitstag               | Freedom Day                  | Jahrestag der ersten demokratischen Wahlen 1994 |
| 1. Mai           | Tag der Arbeit             | Workers’ Day                 | |
| 16. Juni         | Tag der Jugend             | Youth Day                    | Jahrestag des Beginns der Schülerproteste in Soweto 1976 (früherer Name: Soweto-Tag) |
| 9. August        | Tag der Frauen             | National Women’s Day         | Jahrestag der Frauendemonstration gegen die sogenannten Passgesetze 1956 |
| 24. September    | Tag des Erbes              | Heritage Day                 | |
| 16. Dezember     | Versöhnungstag             | Day of Reconciliation        | Jahrestag der Schlacht am Blood River 1838 zwischen Buren und Zulu. Dieser Tag war bereits während der Apartheid als „Gelöbnis-Tag“ oder „Schwur-Tag“ ein Feiertag und bekam 1995 seine neue Bedeutung. |
| 25./26. Dezember | Weihnachten                | Christmas Day und Boxing Day | |

### Sport

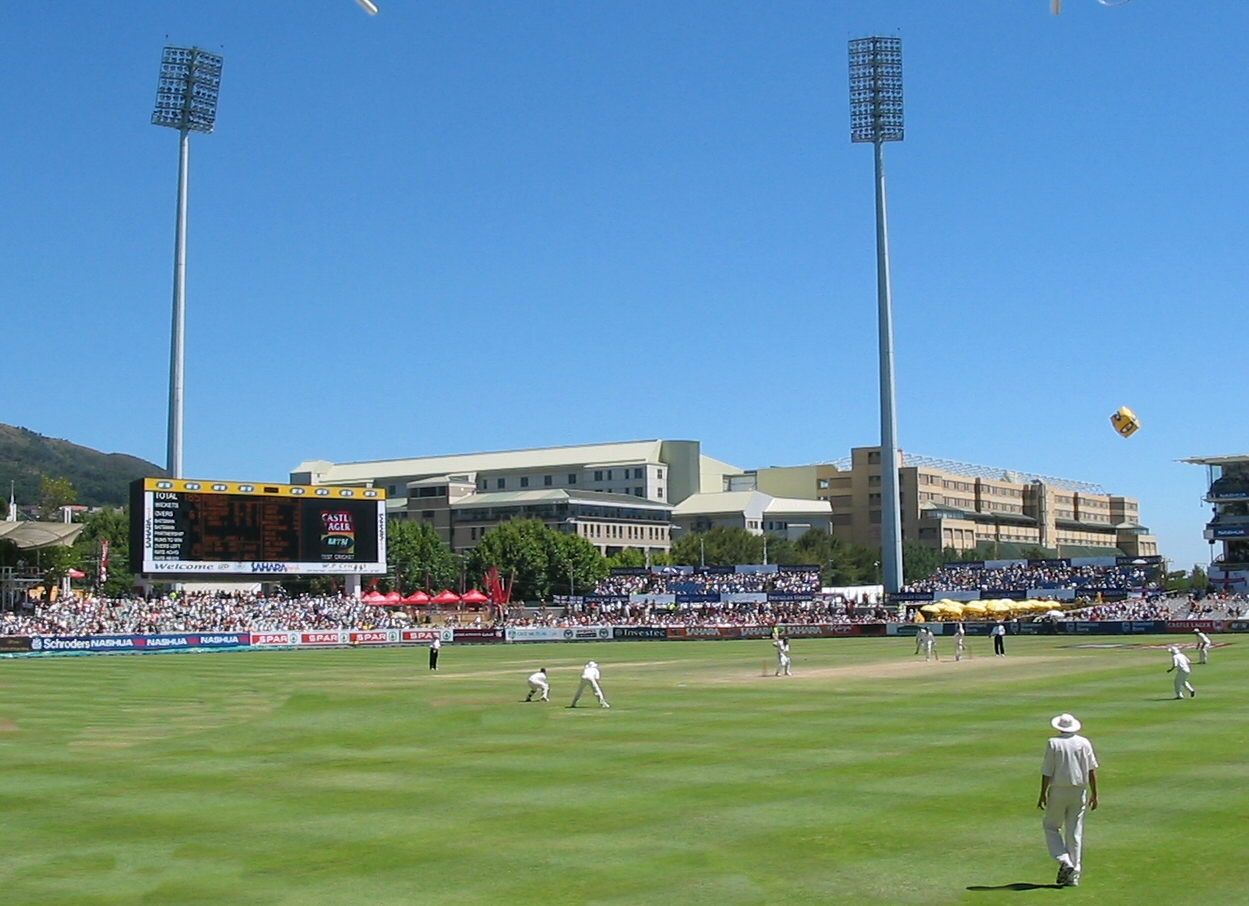
Newlands Cricket Ground in Kapstadt

In Südafrikas Sport lässt sich, wie in nahezu allen anderen öffentlichen Bereichen, eine Trennung in ethnische Gruppen beobachten. Die mit Abstand populärste Sportart unter der schwarzen Bevölkerung ist Fußball. Da auch Weiße die Sportart auf hohem Niveau ausüben, war Fußball während der Zeit der Apartheid weniger stark von den ethnischen Abgrenzungen betroffen als beispielsweise das Rugby. Die südafrikanische Fußballnationalmannschaft, von den Fans Bafana Bafana (von isiZulu: „unsere Jungs“) genannt, konnte sich seit dem Ende der Apartheid und der Wiederaufnahme in die FIFA zweimal für die Endrunde um die Fußball-Weltmeisterschaft qualifizieren (1998 und 2002). Nach einem erfolglosen Bewerbungsversuch erhielt das Land als erste afrikanische Nation den Zuschlag für die Ausrichtung der WM 2010, bei der die Mannschaft allerdings als erster Gastgeber bereits in der Vorrunde ausschied. Ein weiterer Erfolg der Fußballnationalmannschaft ist der Gewinn der Afrikameisterschaft im Jahr 1996. Danach war Südafrika noch Gastgeber des Afrika-Cups 2013, bei dem man das Viertelfinale erreichte. Als etwas erfolgreicher gilt die südafrikanische Fußballnationalmannschaft der Frauen, bekannt unter dem Spitznamen Banyana Banyana (von isiZulu: „unsere Mädchen“), die beim Afrika-Cup 2022 ihren ersten Titel gewann.
Die wichtigste Sportart der Weißen ist Rugby Union, gefolgt von Cricket. Während der Apartheid waren diese beiden Sportarten nahezu ausschließlich der weißen Minderheit vorbehalten. Rugby ist bei den Afrikaanern besonders beliebt, während Cricket auch heute traditionell eher von den englischsprechenden Weißen gespielt wird. Die größten sportlichen Erfolge der Springboks, wie die Rugby-Nationalmannschaft genannt wird, waren die Gewinne der Rugby-Union-Weltmeisterschaften 1995 im eigenen Land, 2007 in Frankreich, 2019 in Japan und 2023 in Frankreich sowie die Gewinne des Tri-Nations-Turniers bzw. der Rugby Championship in den Jahren 1998, 2004, 2009 und 2019. Die Springboks waren während der Apartheid aufgrund ihres Ausschlusses nicht-weißer Spieler ein Symbol für die Rassentrennung, wurden aber während der Weltmeisterschaft 1995 zu einem Teil des Neuen Südafrikas, als der damalige Präsident Nelson Mandela das Endspiel in einem Springbok-Trikot verfolgte. Die nationale Rugby-Meisterschaft ist der Currie Cup, vier Mannschaften spielen in der internationalen Liga United Rugby Championship.
Nach Fußball und Rugby ist Cricket die drittbeliebteste Sportart in Südafrika. Die Proteas, die südafrikanische Cricket-Nationalmannschaft, sind nach den Springboks die international erfolgreichste Mannschaft Südafrikas. Südafrika erhielt 1889, als drittes Land überhaupt, vom Weltverband ICC Teststatus verliehen, was zur Teilnahme an der angesehensten Stufe des Crickets berechtigt. Wie im Rugby wurde Südafrika während der Apartheid auch im Cricket international boykottiert und kehrte 1992 auf die internationale Bühne zurück. In dem Jahr nahm Südafrika erstmals an der Weltmeisterschaft teil und erreichte das Halbfinale, was seitdem vier weitere Male gelang (1999, 2007, 2015 und 2023). Bei der ICC KnockOut 1998 gewann Südafrika seinen ersten internationalen Crickettitel. Beim T20 World Cup 2024 erreichte Südafrika erstmals das Finale bei einer Weltmeisterschaft. Im Juni 2025 gewann Südafrika das Finale der dritten World Test Championship gegen Australien mit fünf Wickets und damit seinen zweiten internationalen Crickettitel. 2003 war man zusammen mit Kenia und Simbabwe selbst Gastgeber dieses Turniers, schied jedoch bereits in der Vorrunde aus. Außerdem war Südafrika Gastgeber der World Twenty20 2007, der Champions Trophy 2009 und des Women’s T20 World Cup 2023, bei der die südafrikanische Frauen-Nationalmannschaft als erste Cricket-Nationalmannschaft Südafrikas das Finale bei einer Weltmeisterschaft erreichte. Im November 2021 wurde Südafrika zusammen mit Namibia und Simbabwe zum Gastgeber des Cricket World Cup 2027 ernannt. Die nationale First-Class-Meisterschaft ist die Sunfoil Series, gefolgt vom List-A-Wettbewerb One-Day Cup und dem Twenty20-Wettbewerb SA20, dem Nachfolger der Ram Slam T20 Challenge.
Die südafrikanische Freistilstaffel gewann 2004 überraschend die erste südafrikanische olympische Goldmedaille über die sonst von US-Amerikanern und Australiern dominierte 4 × 100-m-Freistilstrecke in Weltrekordzeit. Sie löste damit in Südafrika einen Schwimmsport-Boom aus. Roland Schoeman, Ryk Neethling und Chad le Clos zählen seither zu den erfolgreichsten Schwimmern des Landes.
Special Olympics Südafrika wurde 1991 gegründet und nahm mehrmals an Special Olympics Weltspielen teil.
Auf dem Grand-Prix-Rundkurs von Kyalami wurde bis 1993 der Große Preis von Südafrika der Formel 1 ausgefahren. Der Fahrer Jody Scheckter gewann 1979 die Weltmeisterschaft.

### Staatliche Institutionen in Südafrika
- www.gov.za – Südafrikanische Regierung (englisch)
  - South Africa Yearbook. Offizielle Länderberichte, herausgegeben vom Government Communication and Information System (GCIS) der südafrikanischen Regierung (englisch)
  - South Africa Annual Report. Offizielle Jahresberichte der Ministerien, herausgegeben von der südafrikanischen Regierung (Government of South Africa, englisch)
  - South African Government: The Constitution of the Republic of South Africa. Verfassung der Republik Südafrika (englisch); als PDF auf der Webpräsenz des Justizministeriums (online)
  - Statistics South Africa: Zusammenfassung der Ergebnisse der Volkszählung von 2011 (PDF; 1,7 MB) (englisch)
  - Minerals, energy and geology. In: South Africa Yearbook, 2004/05 (Bericht über die mineralischen Rohstoffe und Energiesituation in Südafrika)

### Landesprofil bei Ministerien deutschsprachiger Staaten
- Auswärtiges Amt (D): Südafrika. auf www.auswaertiges-amt.de.
- Bundesministerium für europäische und internationale Angelegenheiten (A): Länderspezifische Reiseinformation: Südafrika (Republik Südafrika). auf www.bmeia.gv.at.
- Eidgenössisches Departement für auswärtige Angelegenheiten (CH): Südliches Afrika. auf www.eda.admin.ch.

### Internationale Links
- United Nations: United Nations Statistics Division. South Africa. auf www.data.un.org (englisch).
- The World Bank: Countries. South Africa. auf www.worldbank.org (englisch).
- US-Government: CIA World Fact Book. South Africa. auf www.cia.gov (englisch).
- Electoral Institute for Sustainable Democracy in Africa: African Democracy Encyclopaedia Project: South Africa. auf www.eisa.org (englisch).
- WHO: South Africa. auf www.afro.who.int (englisch, französisch, portugiesisch).
- UNHCR: South Africa. auf www.unhcr.org (englisch).
- Minority Rights Group International: South Africa. auf www.minorityrights.org (englisch).
- UNCTAD: Catalogue of Diversification Opportunities 2022. South Africa. auf www.unctad.org (PDF; 134 kB, englisch).

### Weitere Weblinks
- Länderprofil des Statistischen Bundesamtes
- SAHO. South African History Online. auf www.sahistory.org.za (englisch)
- Laufend aktualisiertes Dossier zu neuer und alter Musik in Südafrika auf www.norient.com (englisch)
- South African Newspapers. Curlie-Plattform www.curlie.org (englisch)